# Liste der Personennamen auf dem Triumphbogen in Paris
Die Liste der Personennamen auf dem Triumphbogen in Paris umfasst 660 Personen. Die meisten davon waren Generäle der Ersten Französischen Republik (1792–1804) und des Ersten Französischen Kaiserreichs (1804–1815). Unterstrichene Namen kennzeichnen Personen, die in Schlachten gefallen sind.
Siehe auch → Liste der Schlachtnamen auf dem Triumphbogen in Paris.

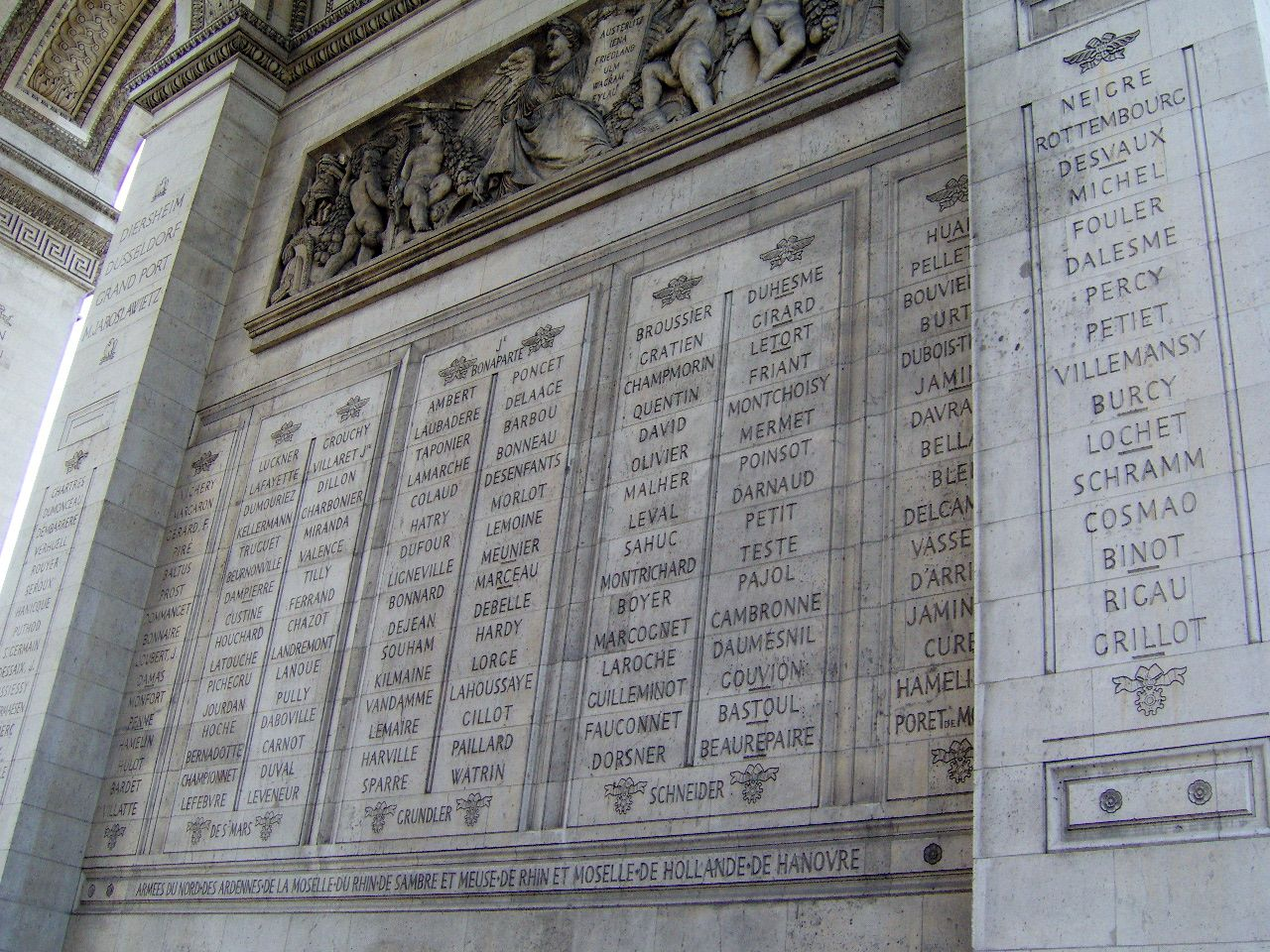
Nördlicher Pfeiler Armeen Nordfrankreichs, des Niederrheins und der Niederlande
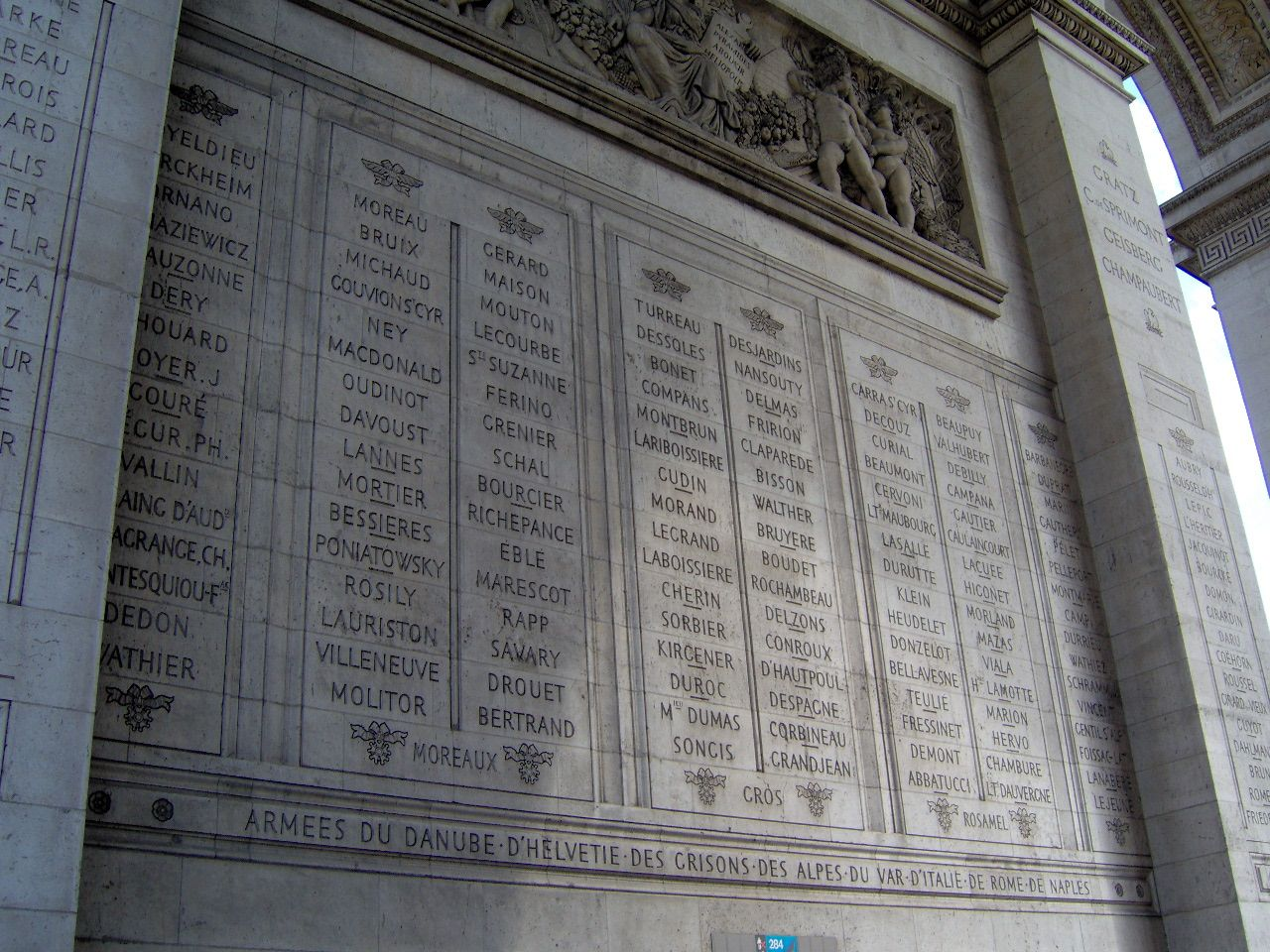
Östlicher Pfeiler Armeen Mitteleuropas, der Schweiz und Italiens
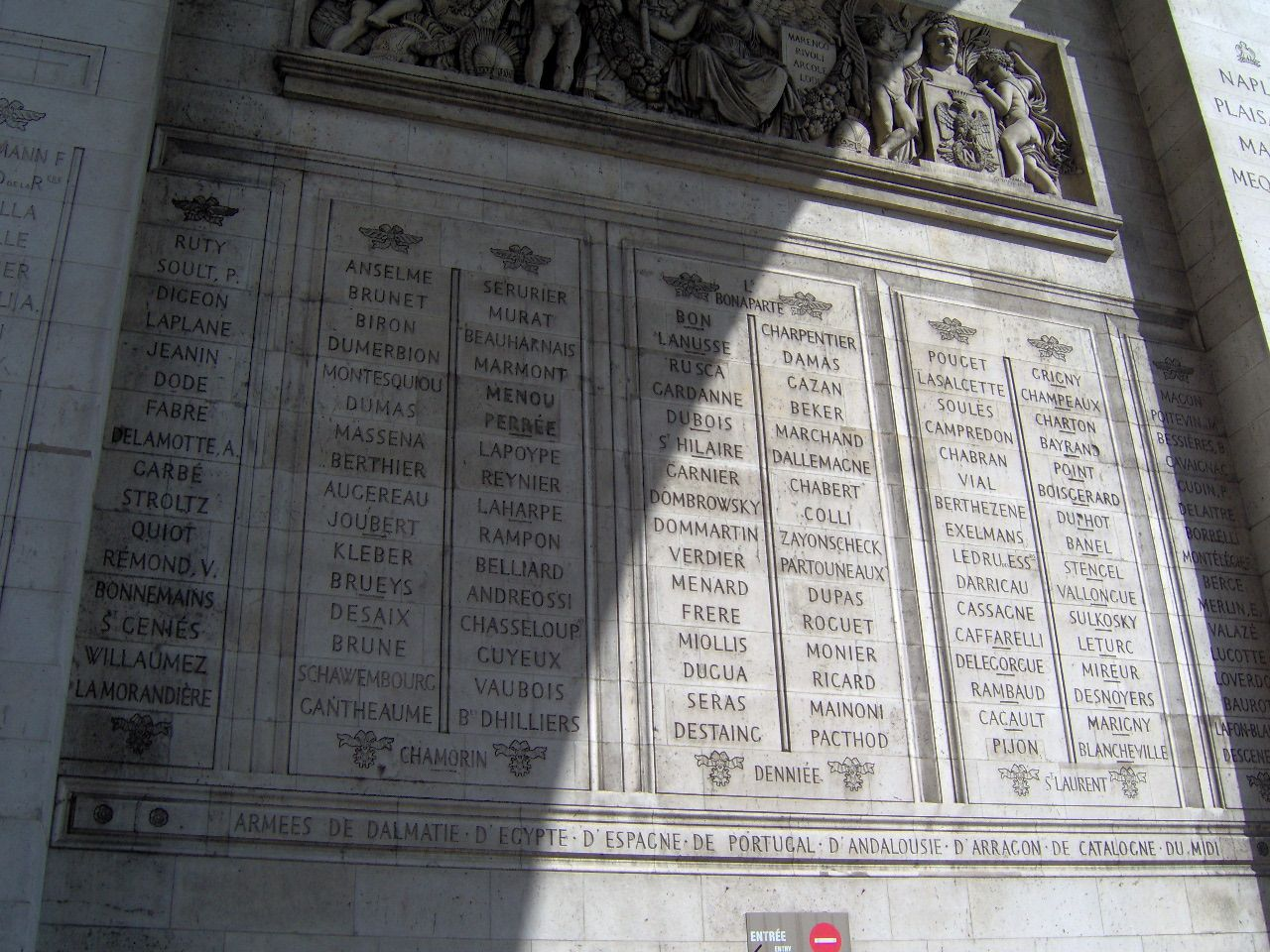
Südlicher Pfeiler Armeen der Iberischen Halbinsel, Südfrankreich und Ägypten
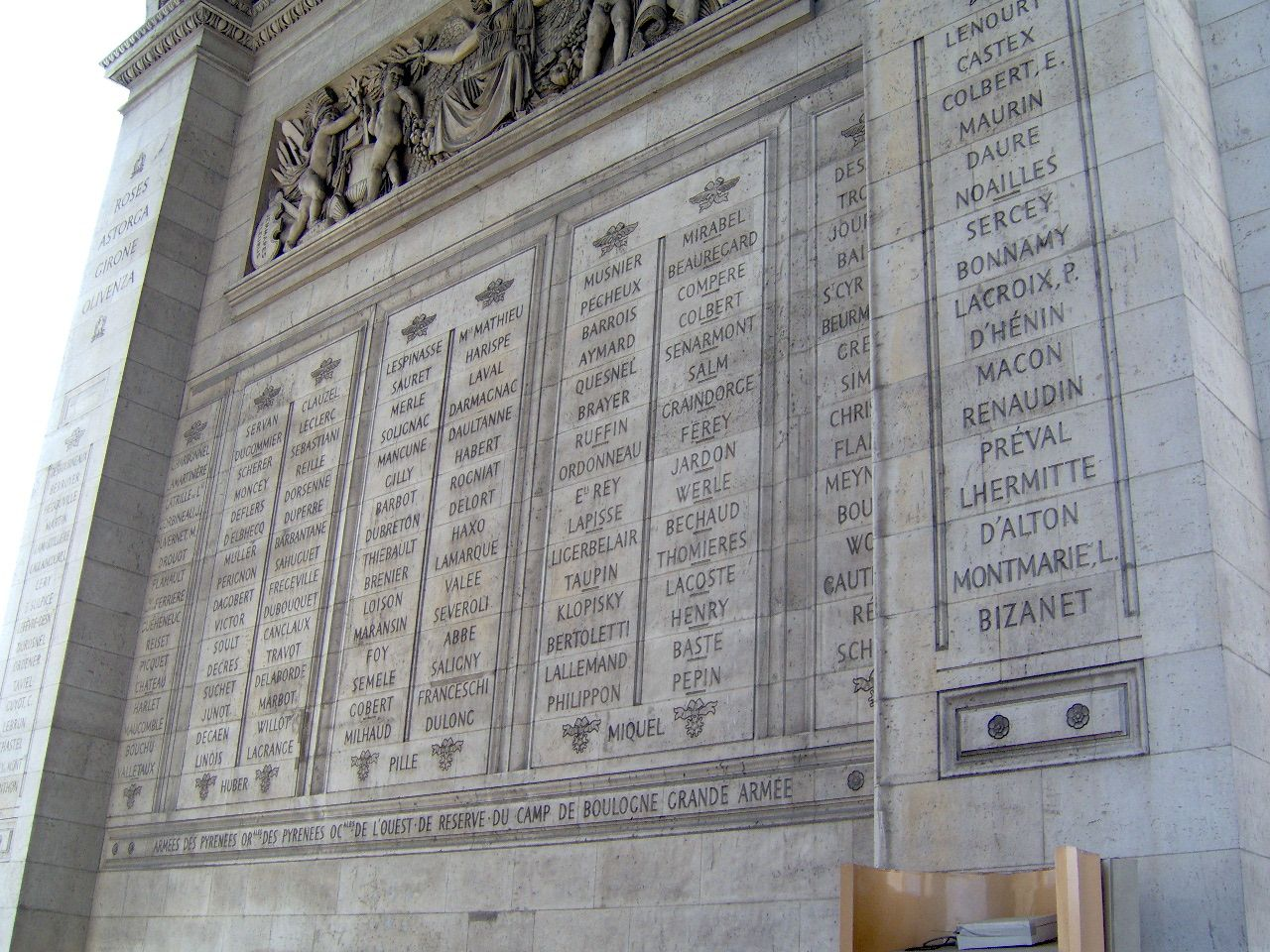
Westlicher Pfeiler Armeen der Pyrenäen, Westfrankreich und bemerkenswerte Einheiten

## Nördlicher Pfeiler

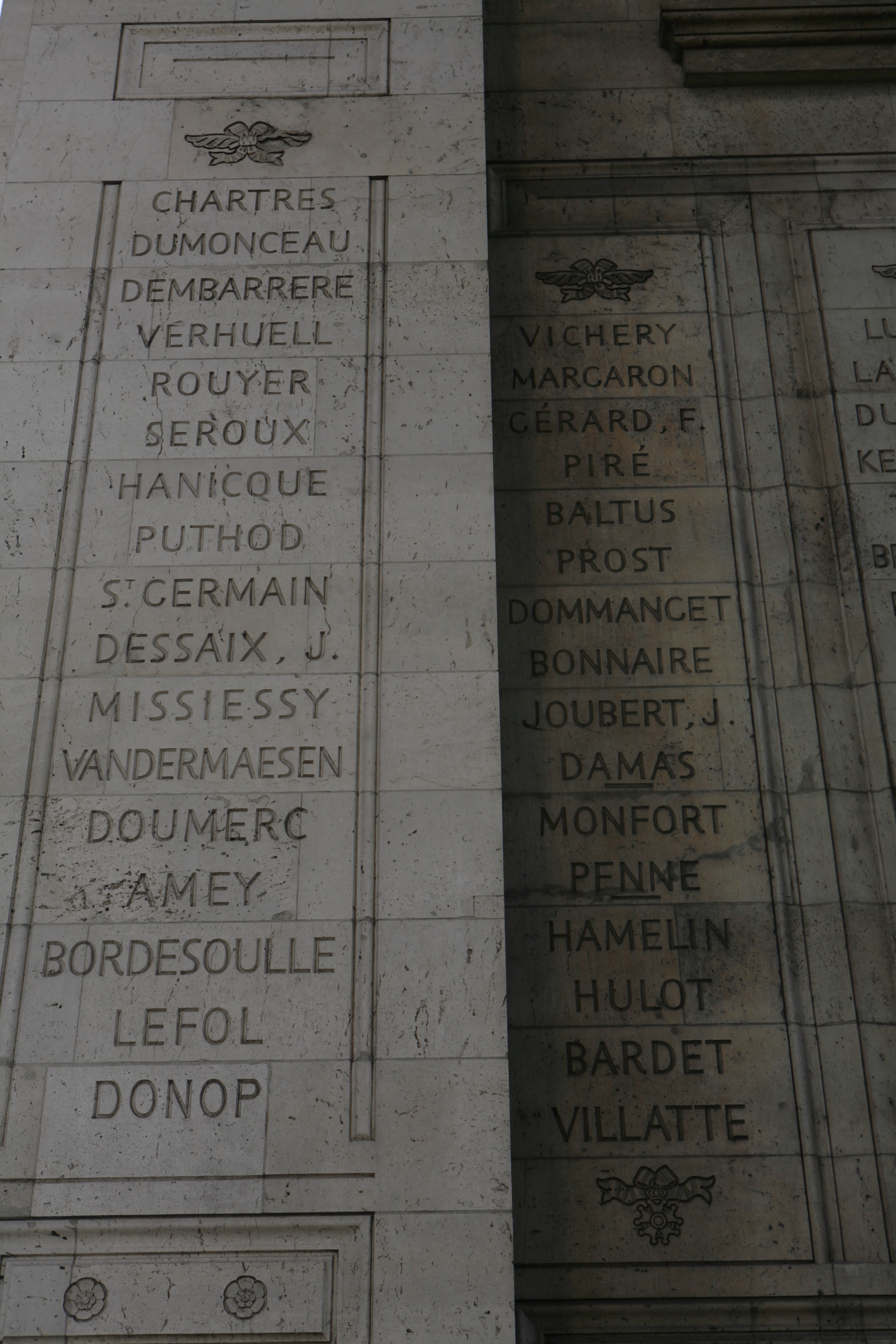
Spalte 1–2
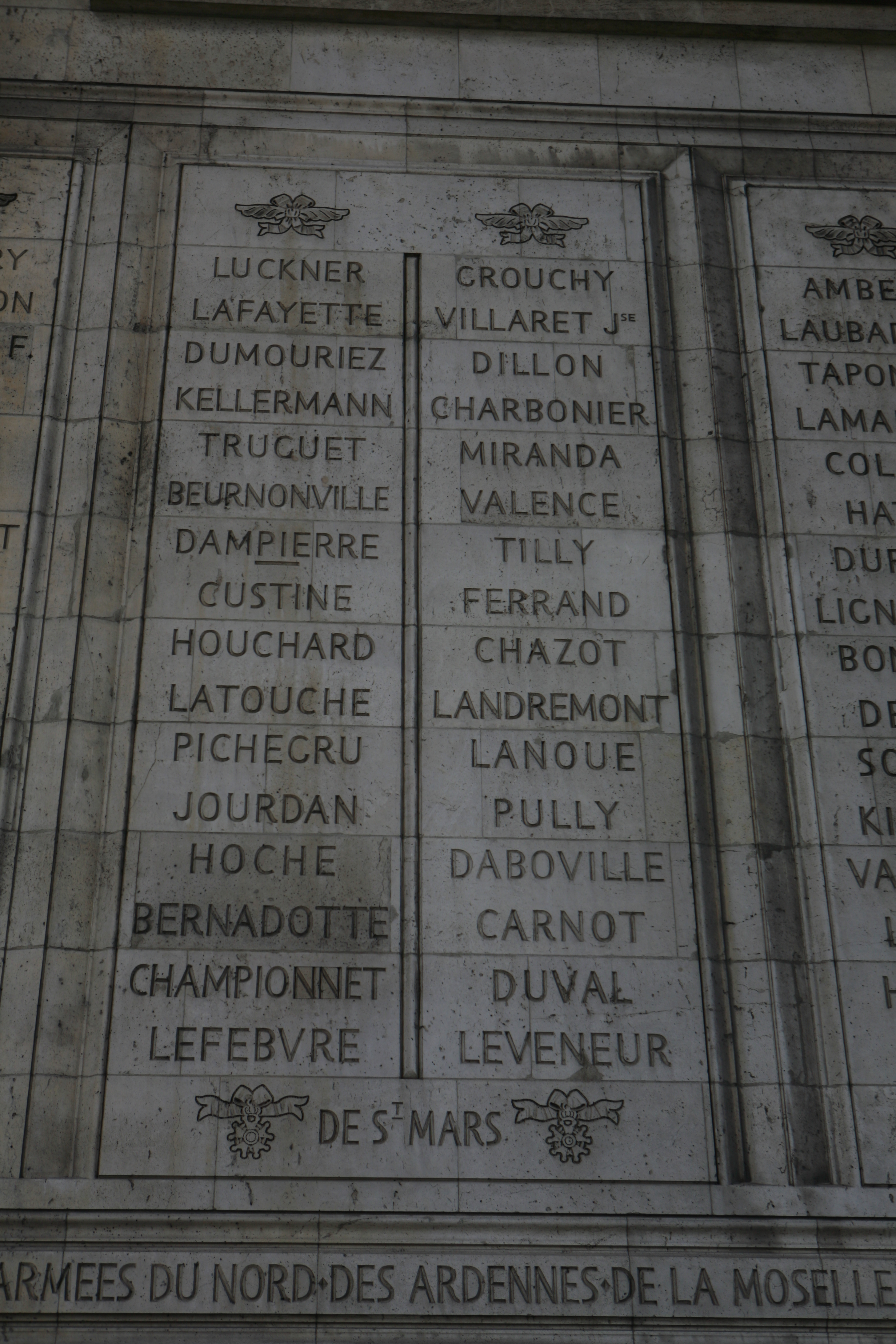
Spalte 3–4
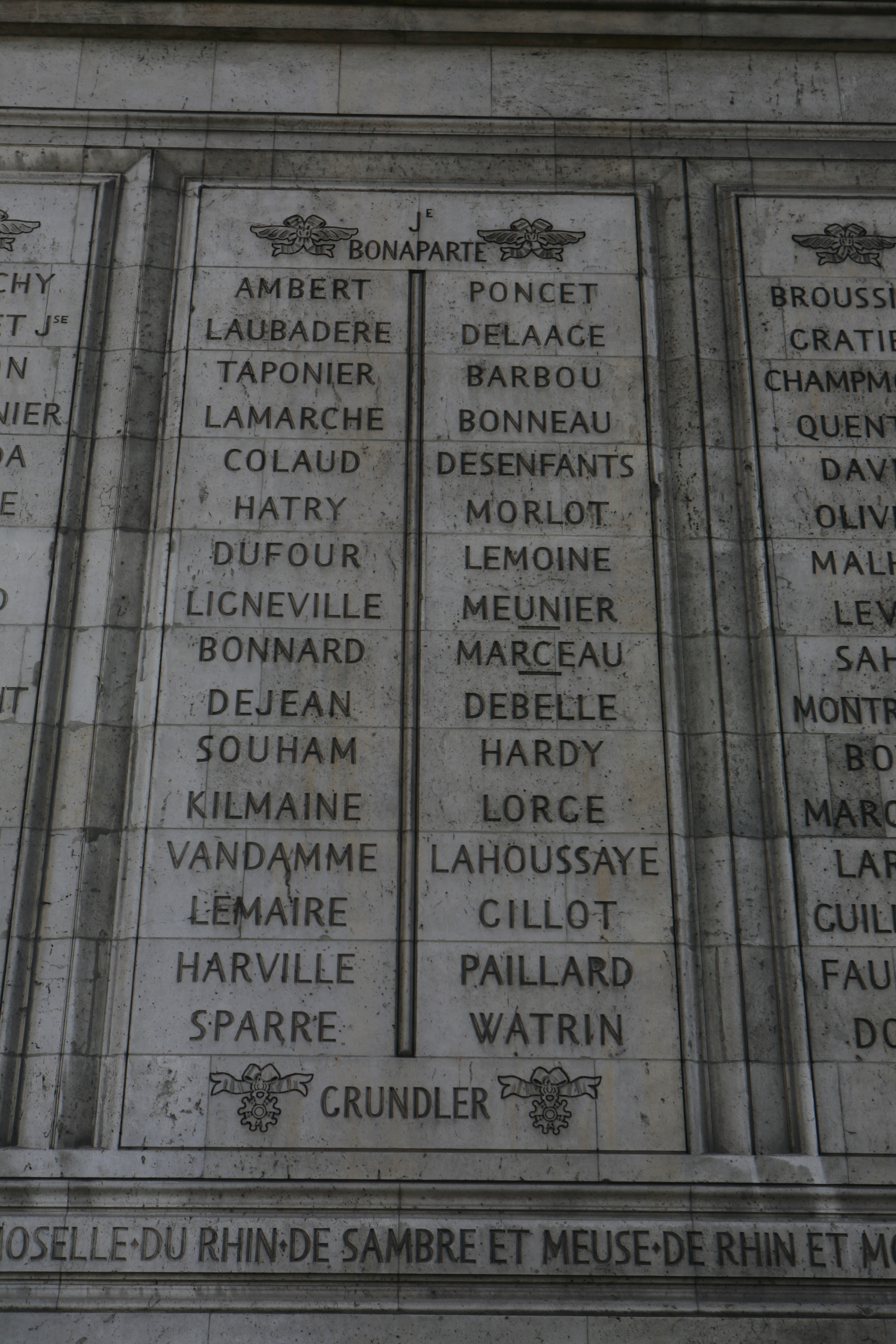
Spalte 5–6
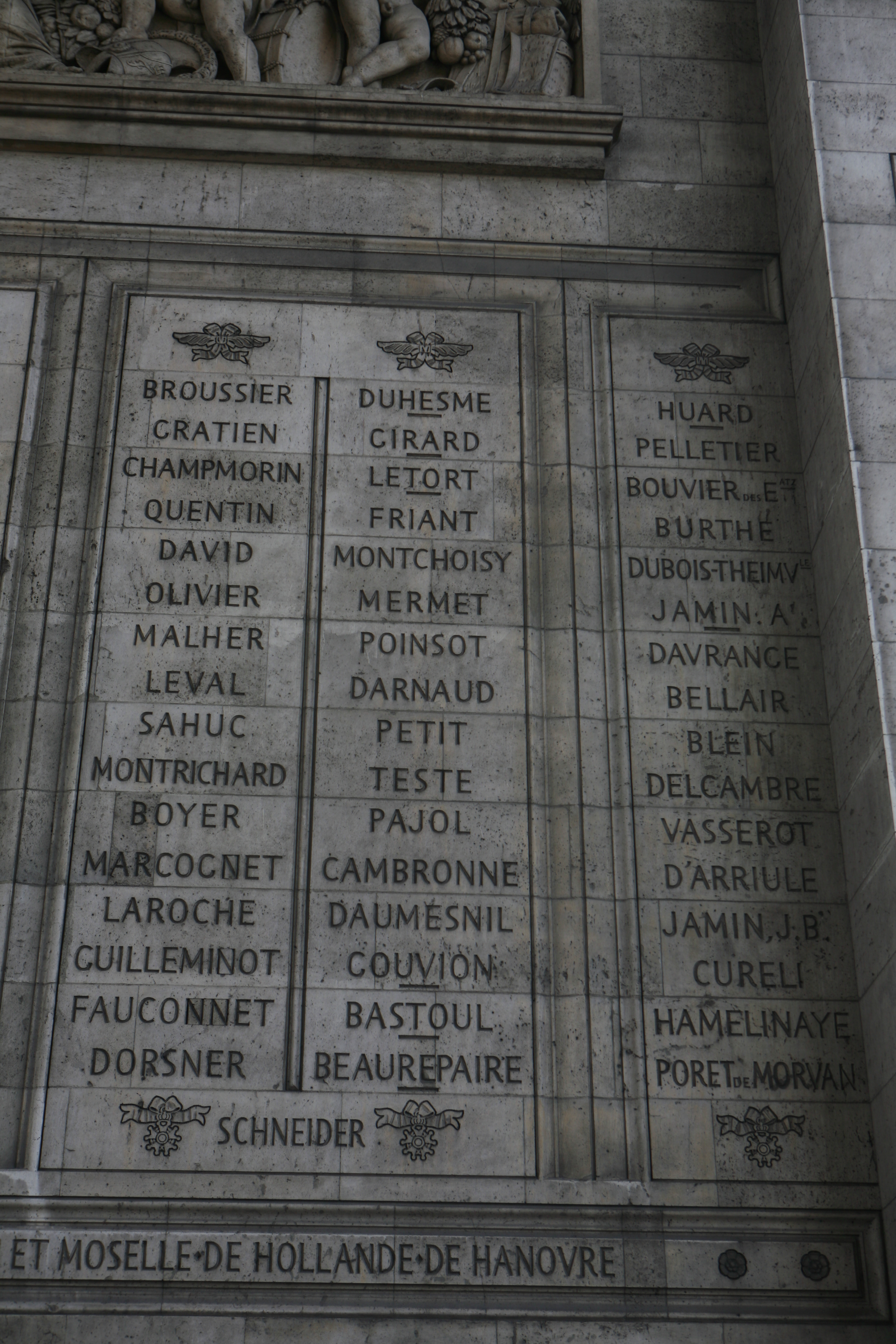
Spalte 7–9
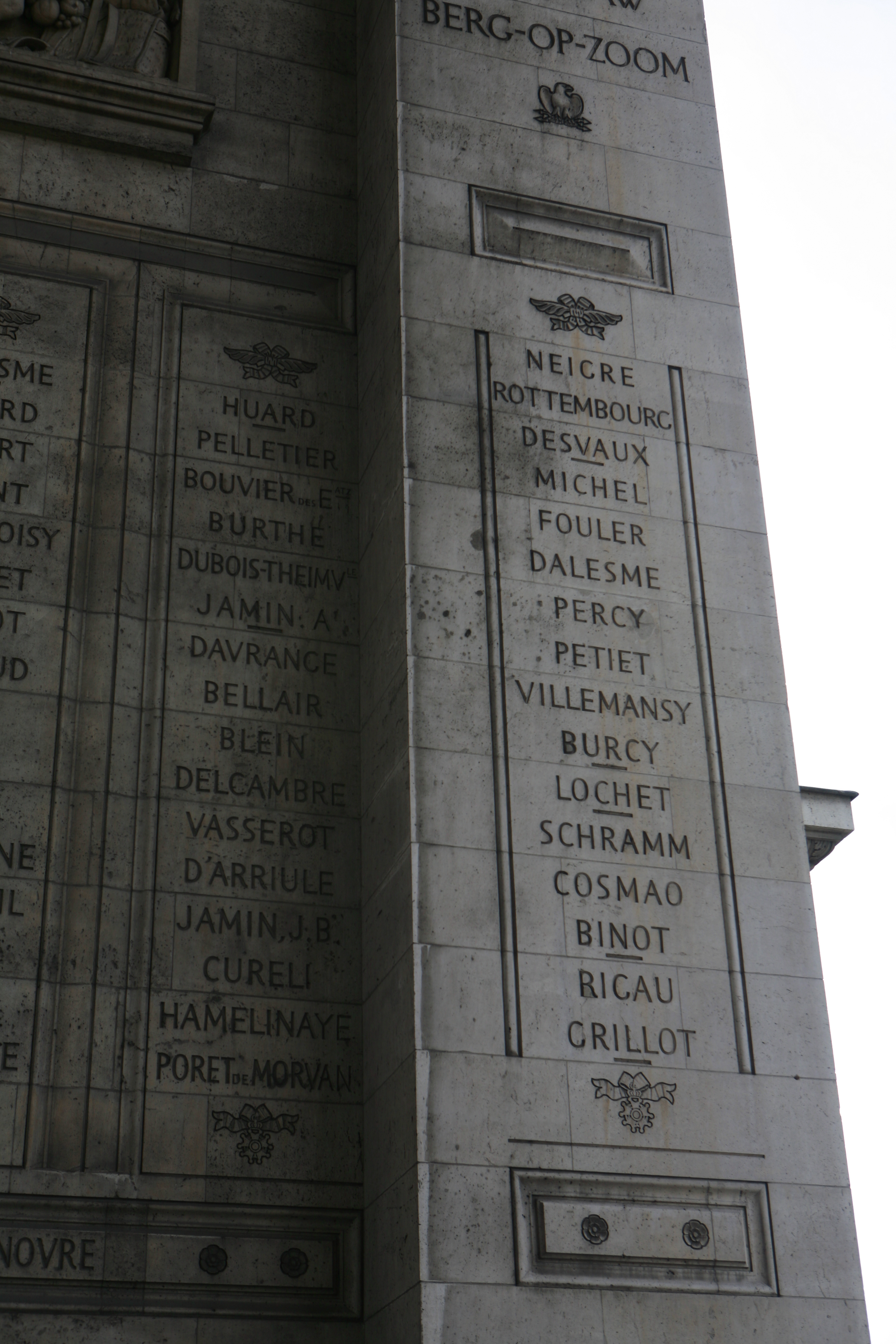
Spalte 9–10

|  | Spalte 1     | Spalte 2    | Spalte 3     | Spalte 4     | Spalte 5     | Spalte 6   | Spalte 7    | Spalte 8    | Spalte 9         | Spalte 10   |  |
|  | ------------ | ----------- | ------------ | ------------ | ------------ | ---------- | ----------- | ----------- | ---------------- | ----------- |  |
|  | •            | •           | •            | •            | JE BONAPARTE | •          | •           | •           | •                | •           |  |
|  | CHARTRES     | VICHERY     | LUCKNER      | GROUCHY      | AMBERT       | PONCET     | BROUSSIER   | DUHESME     | HUARD            | NEIGRE      |  |
|  | DUMONCEAU    | MARGARON    | LAFAYETTE    | VILLARET JSE | LAUBADERE    | DELAAGE    | GRATIEN     | GIRARD      | PELLETIER        | ROTTEMBOURG |  |
|  | DEMBARRERE   | GÉRARD, F.  | DUMOURIEZ    | DILLON       | TAPONIER     | BARBOU     | CHAMPMORIN  | LETORT      | BOUVIER DES EATZ | DESVAUX     |  |
|  | VERHUELL     | PIRÉ        | KELLERMANN   | CHARBONIER   | LAMARCHE     | BONNEAU    | QUENTIN     | FRIANT      | BURTHE           | MICHEL      |  |
|  | ROUYER       | BALTUS      | TRUGUET      | MIRANDA      | COLAUD       | DESENFANTS | DAVID       | MONTCHOISY  | DUBOIS⁠-⁠THEIMVLE  | FOULER      |  |
|  | SEROUX       | PROST       | BEURNONVILLE | VALENCE      | HATRY        | MORLOT     | OLIVIER     | MERMET      | JAMIN, A.        | DALESME     |  |
|  | HANICQUE     | DOMMANGET   | DAMPIERRE    | TILLY        | DUFOUR       | LEMOINE    | MALHER      | POINSOT     | DAVRANGE         | PERCY       |  |
|  | PUTHOD       | BONNAIRE    | CUSTINE      | FERRAND      | LIGNEVILLE   | MEUNIER    | LEVAL       | DARNAUD     | BELLAIR          | PETIET      |  |
|  | ST GERMAIN   | JOUBERT, J. | HOUCHARD     | CHAZOT       | BONNARD      | MARCEAU    | SAHUC       | PETIT       | BLEIN            | VILLEMANSY  |  |
|  | DESSAIX, J.  | DAMAS       | LATOUCHE     | LANDREMONT   | DEJEAN       | DEBELLE    | MONTRICHARD | TESTE       | DELCAMBRE        | BURCY       |  |
|  | MISSIESSY    | MONFORT     | PICHEGRU     | LANOUE       | SOUHAM       | HARDY      | BOYER       | PAJOL       | VASSEROT         | LOCHET      |  |
|  | VANDERMAESEN | PENNE       | JOURDAN      | PULLY        | KILMAINE     | LORGE      | MARCOGNET   | CAMBRONNE   | D'ARRIULE        | SCHRAMM     |  |
|  | DOUMERC      | HAMELIN     | HOCHE        | DABOVILLE    | VANDAMME     | LAHOUSSAYE | LAROCHE     | DAUMESNIL   | JAMIN, J.B.      | COSMAO      |  |
|  | AMEY         | HULOT       | BERNADOTTE   | CARNOT       | LEMAIRE      | GILOT      | GUILLEMINOT | GOUVION     | CURELI           | BINOT       |  |
|  | BORDESOULLE  | BARDET      | CHAMPIONNET  | DUVAL        | HARVILLE     | PAILLARD   | FAUCONNET   | BASTOUL     | HAMELINAYE       | RIGAU       |  |
|  | LEFOL        | VILLATTE    | LEFEBVRE     | LEVENEUR     | SPARRE       | WATRIN     | DORSNER     | BEAUREPAIRE | PORET DE MORVAN  | GRILLOT     |  |
|  | DONOP        | •           | DE ST MARS   | •            | GRUNDLER     | •          | SCHNEIDER   | •           | •                | •           |  |

|  | ARMEES DU NORD ・ DES ARDENNES ・ DE LA MOSELLE ・ DU RHIN ・ DE SAMBRE ET MEUSE ・ DE RHIN ET MOSELLE ・ DE HOLLANDE ・ DE HANOVRE |

## Östlicher Pfeiler

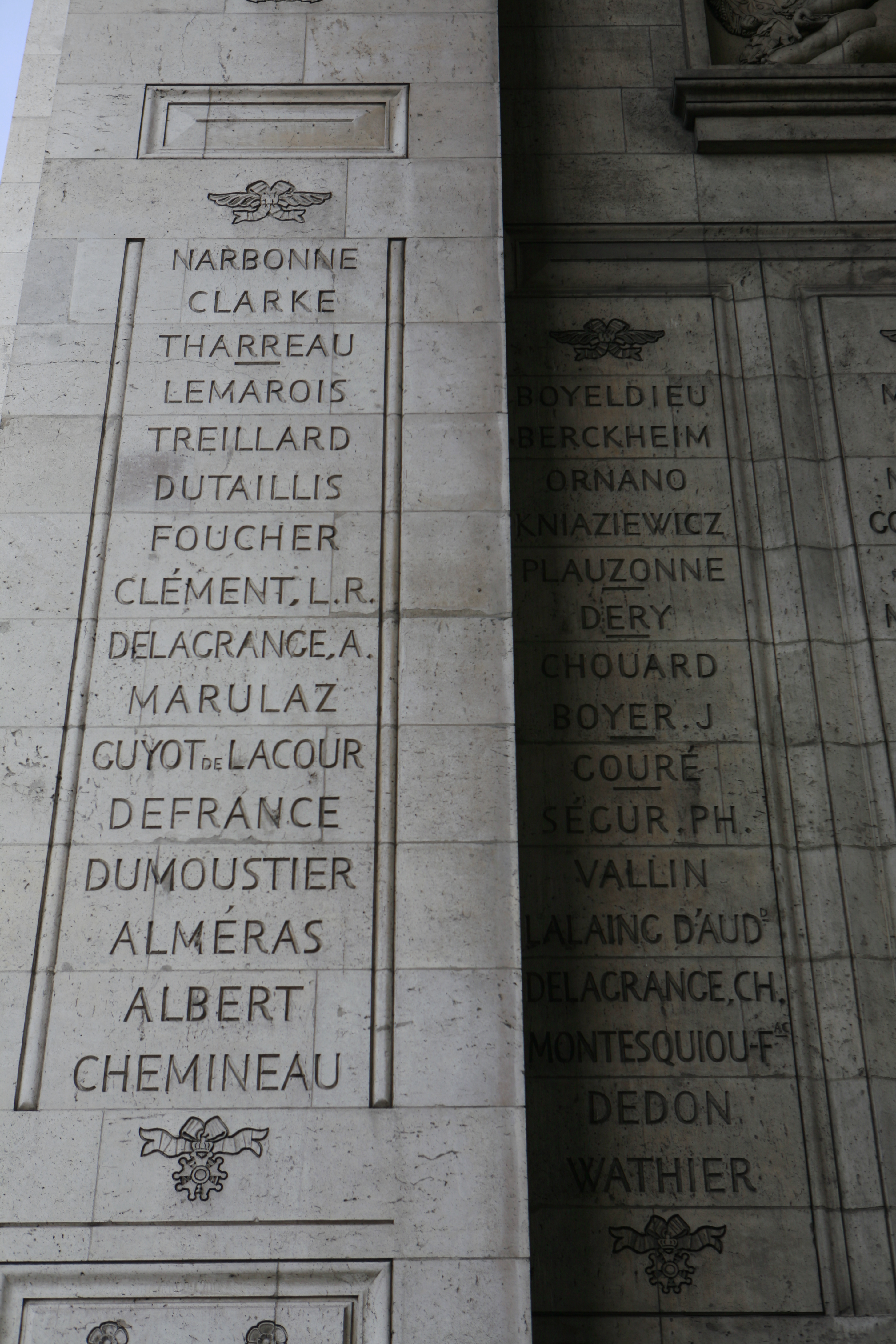
Spalte 11–12
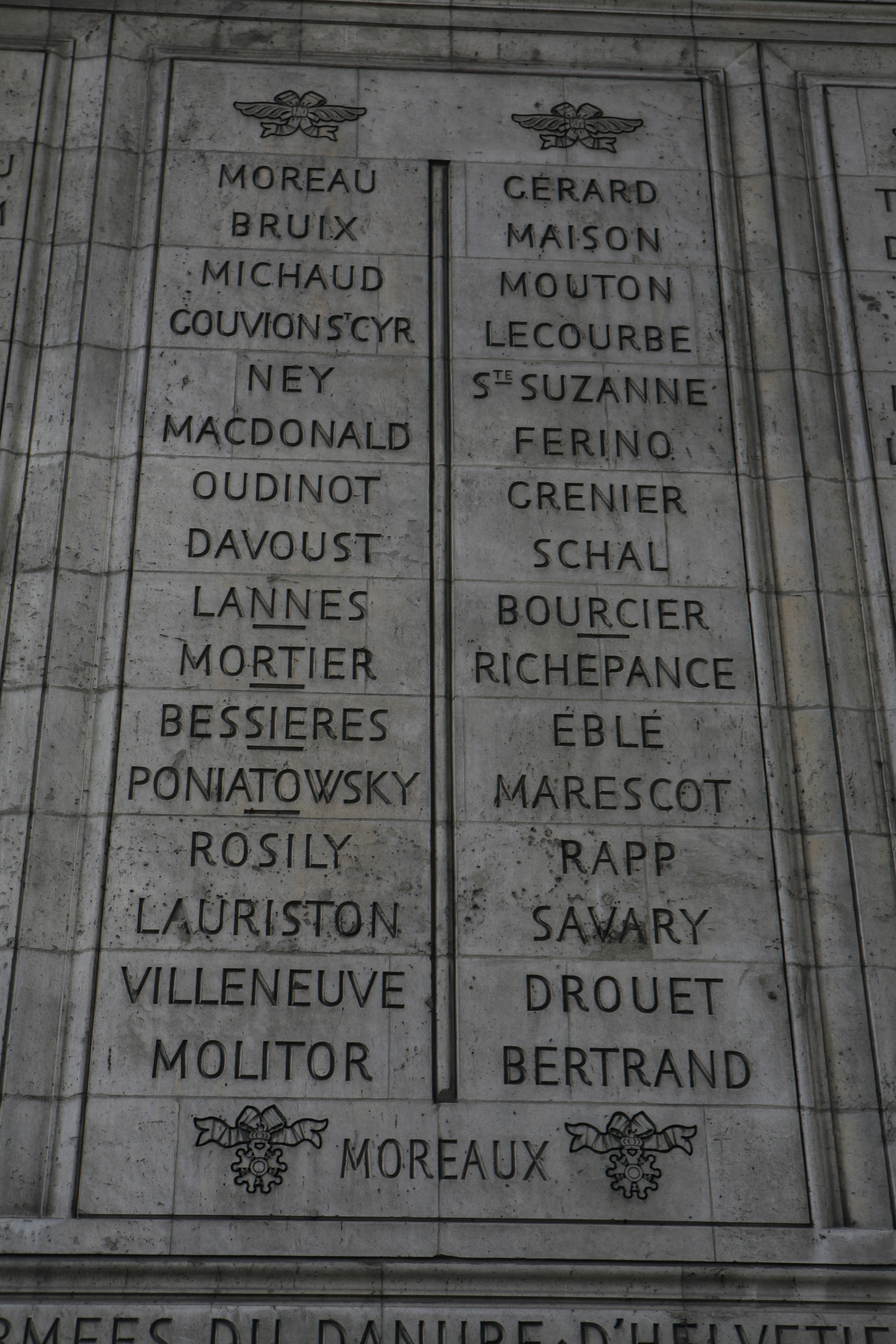
Spalte 13–14
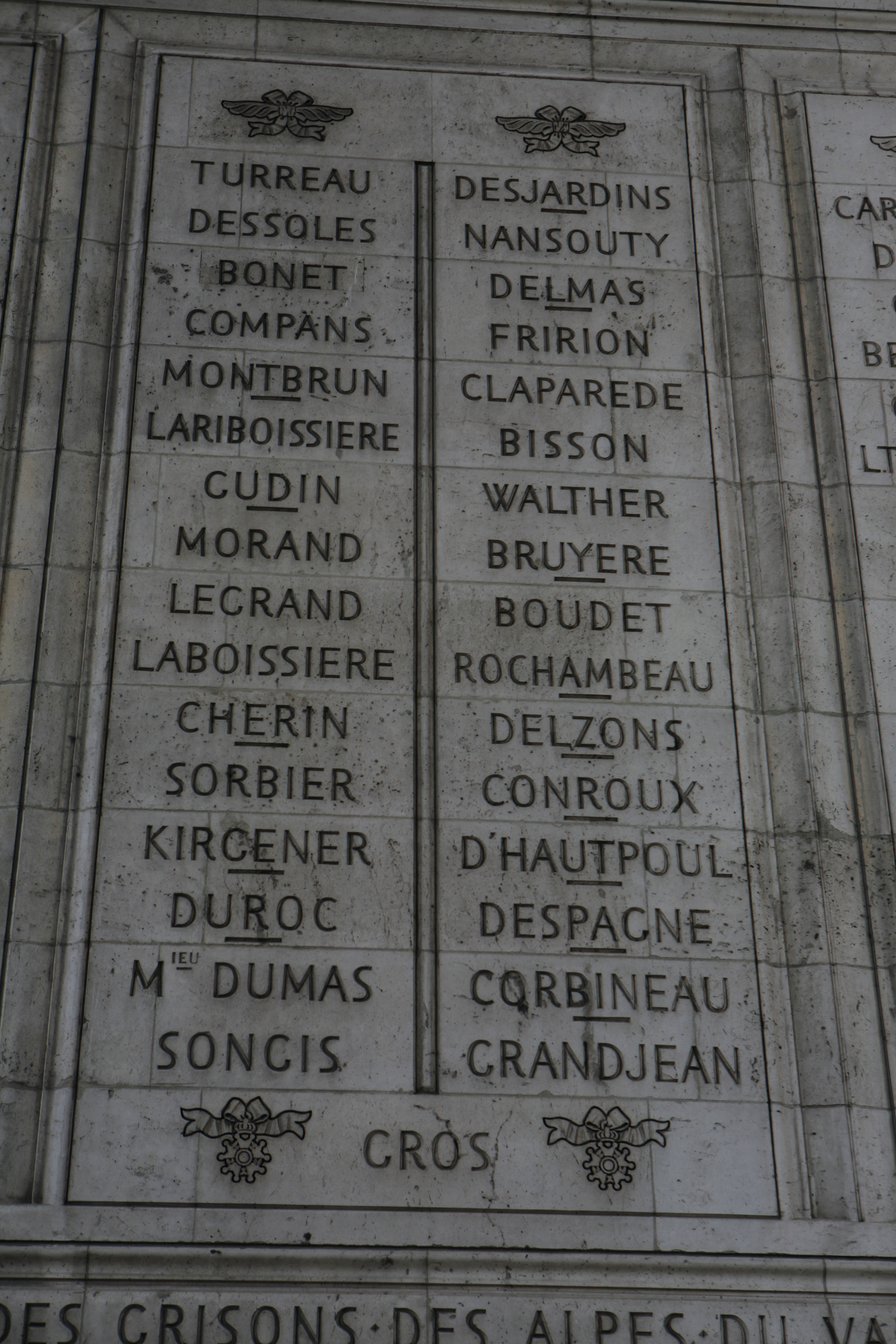
Spalte 15–16
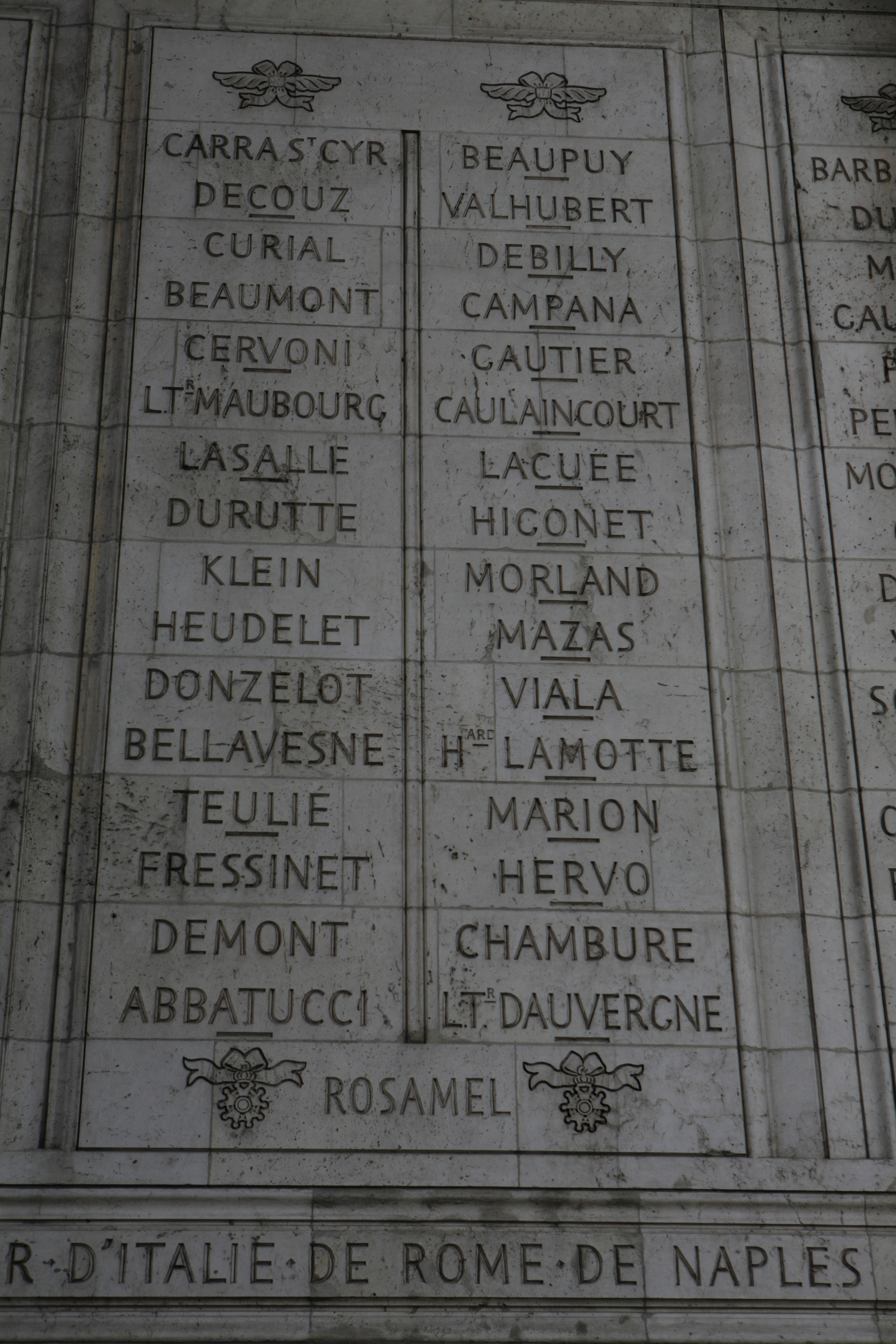
Spalte 17–18
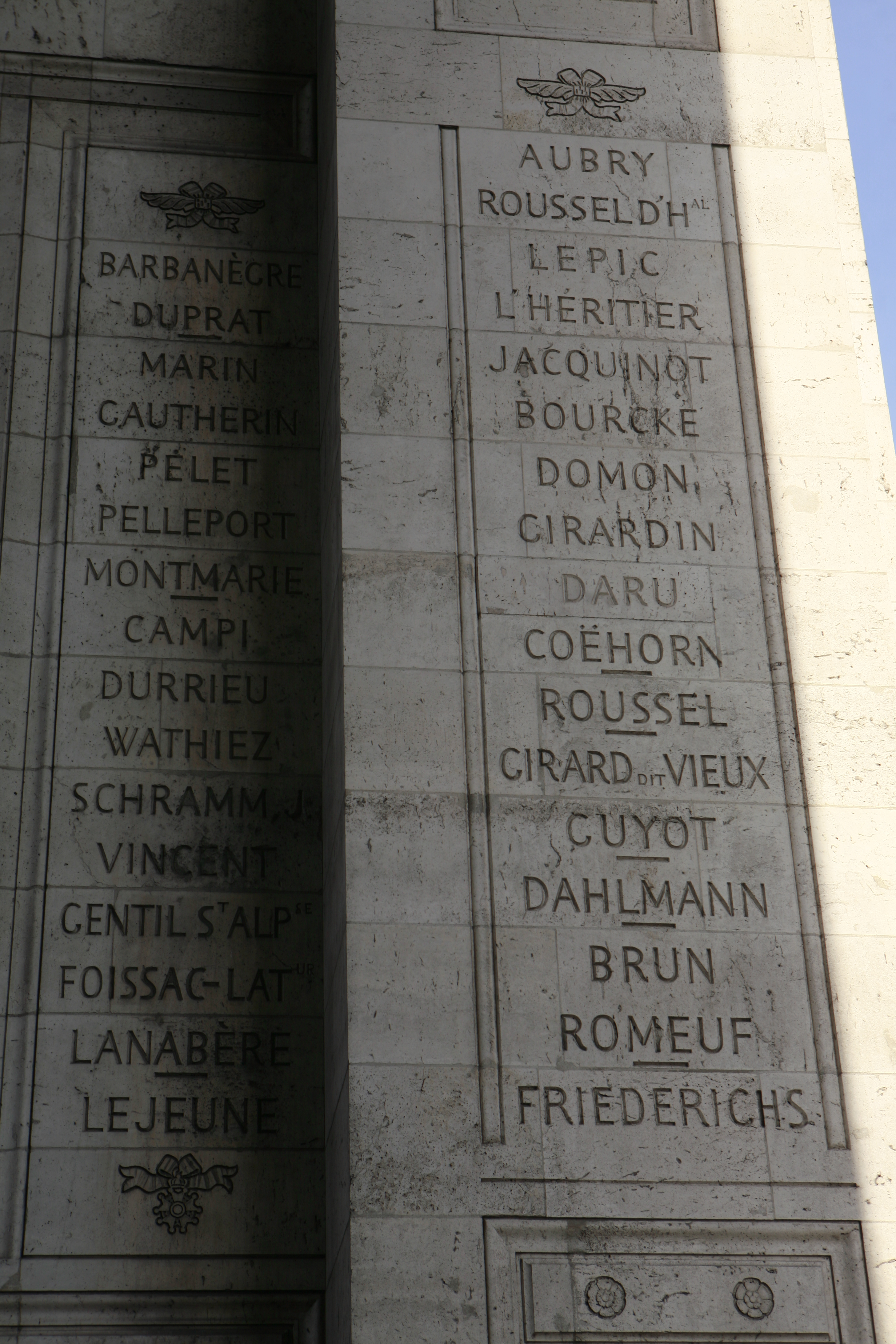
Spalte 19–20

|  | Spalte 11       | Spalte 12       | Spalte 13      | Spalte 14   | Spalte 15     | Spalte 16  | Spalte 17     | Spalte 18      | Spalte 19       | Spalte 20        |  |
|  | --------------- | --------------- | -------------- | ----------- | ------------- | ---------- | ------------- | -------------- | --------------- | ---------------- |  |
|  | •               | •               | •              | •           | •             | •          | •             | •              | •               | •                |  |
|  | NARBONNE        | BOYELDIEU       | MOREAU         | GERARD      | TURREAU       | DESJARDINS | CARRA ST CYR  | BEAUPUY        | BARBANÈGRE      | AUBRY            |  |
|  | CLARKE          | BERCKHEIM       | BRUIX          | MAISON      | DESSOLES      | NANSOUTY   | DECOUZ        | VALHUBERT      | DUPRAT          | ROUSSEL D'HAL    |  |
|  | THARREAU        | ORNANO          | MICHAUD        | MOUTON      | BONET         | DELMAS     | CURIAL        | DEBILLY        | MARIN           | LEPIC            |  |
|  | LEMAROIS        | KNIAZIEWICZ     | GOUVION ST CYR | LECOURBE    | COMPANS       | FRIRION    | BEAUMONT      | CAMPANA        | GAUTHERIN       | L'HÉRITIER       |  |
|  | TREILLARD       | PLAUZONNE       | NEY            | STE SUZANNE | MONTBRUN      | CLAPAREDE  | CERVONI       | GAUTIER        | PELET           | JACQUINOT        |  |
|  | DUTAILLIS       | DERY            | MACDONALD      | FERINO      | LARIBOISSIERE | BISSON     | L.TR MAUBOURG | CAULAINCOURT   | PELLEPORT       | BOURCKE          |  |
|  | FOUCHER         | CHOUARD         | OUDINOT        | GRENIER     | GUDIN         | WALTHER    | LASALLE       | LACUÉE         | MONTMARIE       | DOMON            |  |
|  | CLÉMENT, L.R.   | BOYER, J.       | DAVOUST        | SCHAAL      | MORAND        | BRUYERE    | DURUTTE       | HIGONET        | CAMPI           | GIRARDIN         |  |
|  | DELAGRANGE, A.  | GOURÉ           | LANNES         | BOURCIER    | LEGRAND       | BOUDET     | KLEIN         | MORLAND        | DURRIEU         | DARU             |  |
|  | MARULAZ         | SÉGUR, PH.      | MORTIER        | RICHEPANCE  | LABOISSIERE   | ROCHAMBEAU | HEUDELET      | MAZAS          | WATHIEZ         | COËHORN          |  |
|  | GUYOT DE LACOUR | VALLIN          | BESSIERES      | ÉBLÉ        | CHERIN        | DELZONS    | DONZELOT      | VIALA          | SCHRAMM, J.     | ROUSSEL          |  |
|  | DEFRANCE        | LALAING D'AUDDE | PONIATOWSKY    | MARESCOT    | SORBIER       | CONROUX    | BELLAVESNE    | HARD LAMOTTE   | VINCENT         | GIRARD DIT VIEUX |  |
|  | DUMOUSTIER      | DELAGRANGE, CH. | ROSILY         | RAPP        | KIRGENER      | D'HAUTPOUL | TEULIÉ        | MARION         | GENTIL ST ALPSE | GUYOT            |  |
|  | ALMÉRAS         | MONTESQUIOU⁠-⁠FAC | LAURISTON      | SAVARY      | DUROC         | DESPAGNE   | FRESSINET     | HERVO          | FOISSAC-LATUR   | DAHLMANN         |  |
|  | ALBERT          | DEDON           | VILLENEUVE     | DROUET      | MIEU DUMAS    | CORBINEAU  | DEMONT        | CHAMBURE       | LANABÈRE        | BRUN             |  |
|  | CHEMINEAU       | WATHIER         | MOLITOR        | BERTRAND    | SONGIS        | GRANDJEAN  | ABBATUCCI     | L.TR DAUVERGNE | LEJEUNE         | ROMEUF           |  |
|  | •               | •               | MOREAUX        | •           | GROS          | •          | ROSAMEL       | •              | •               | FRIEDERICHS      |  |

|  | ARMEES DU DANUBE ・ D'HELVETIE ・ DES GRISONS ・ DES ALPES ・ DU VAR ・ D'ITALIE ・ DE ROME ・ DE NAPLES |

## Südlicher Pfeiler

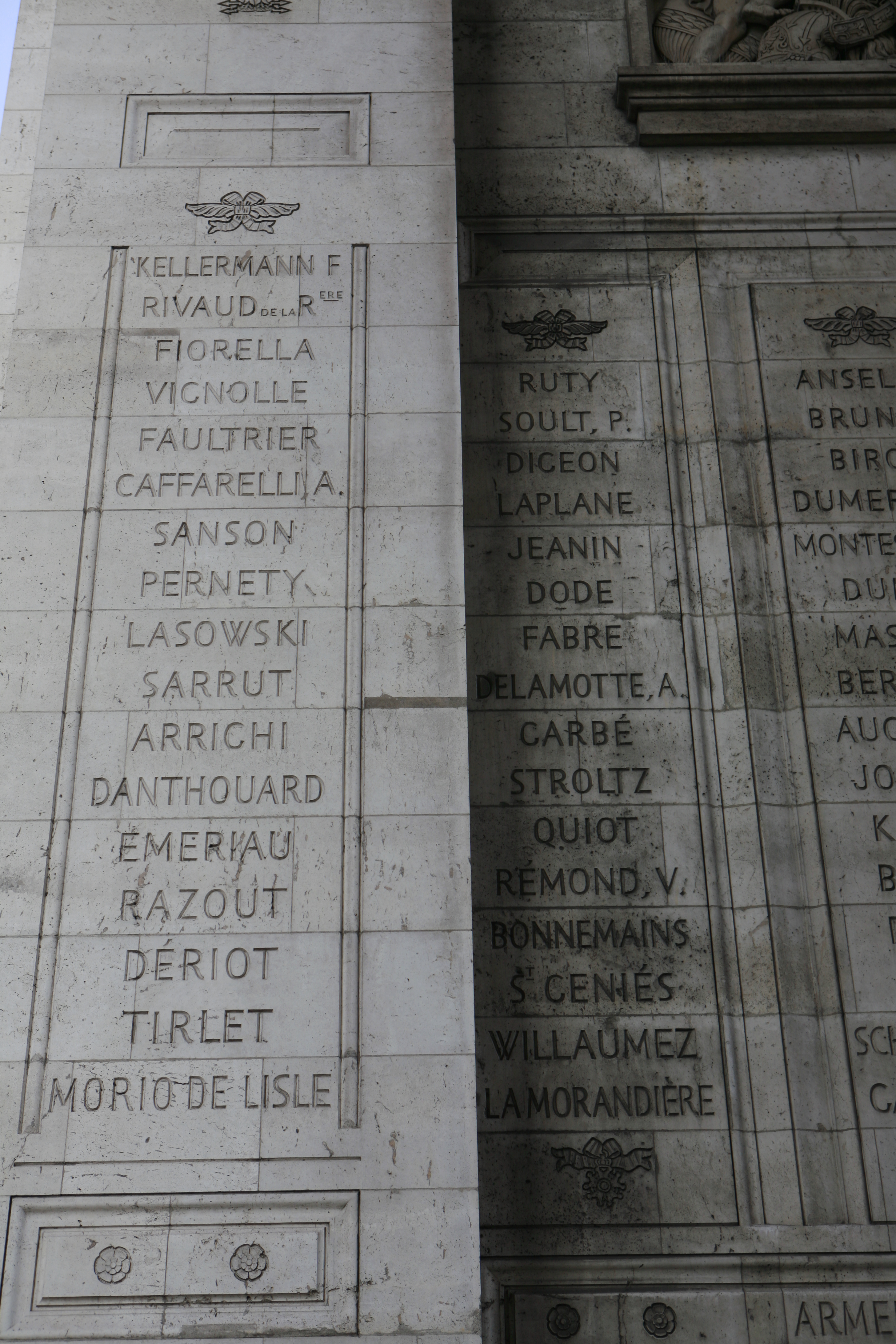
Spalte 21–22
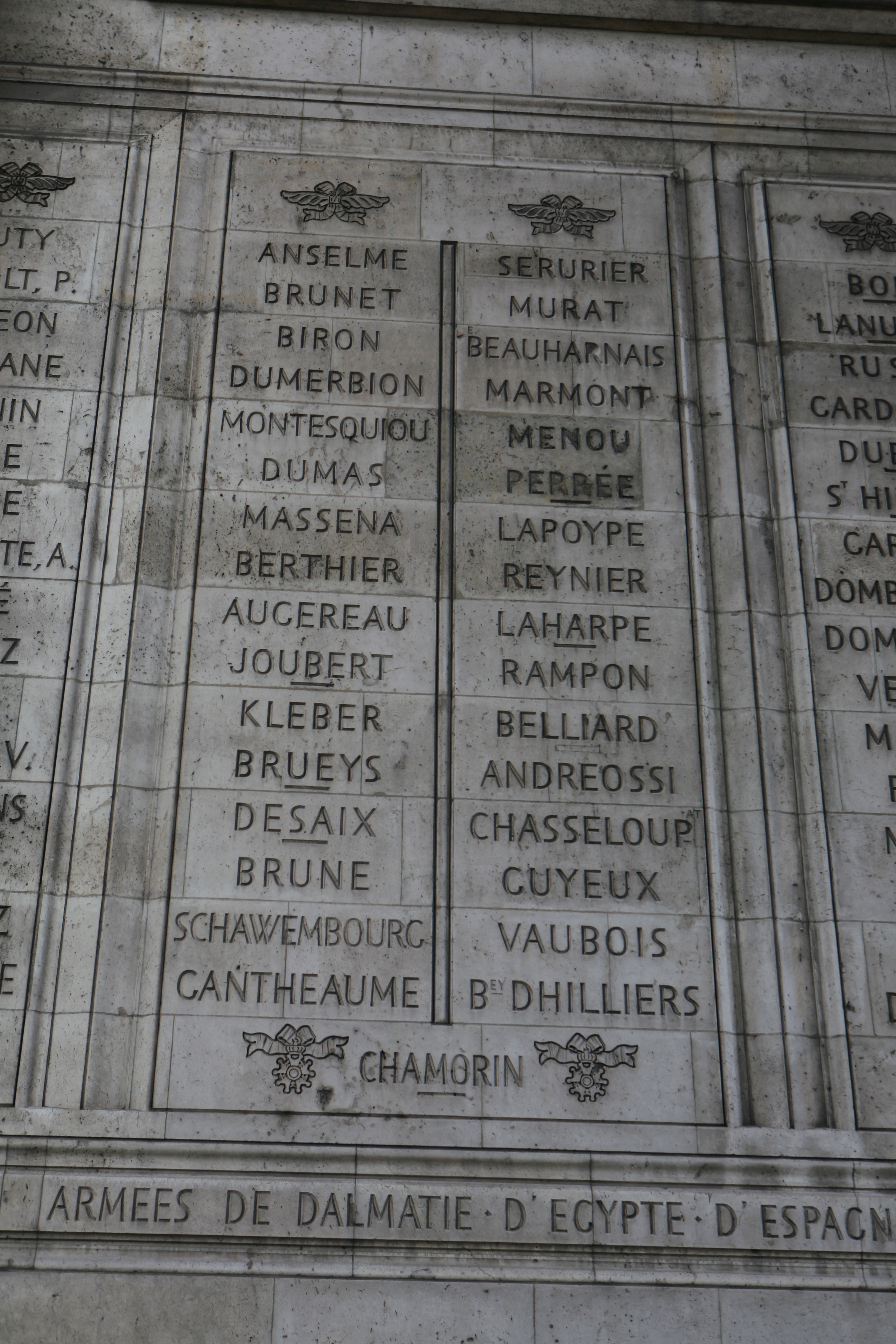
Spalte 23–24
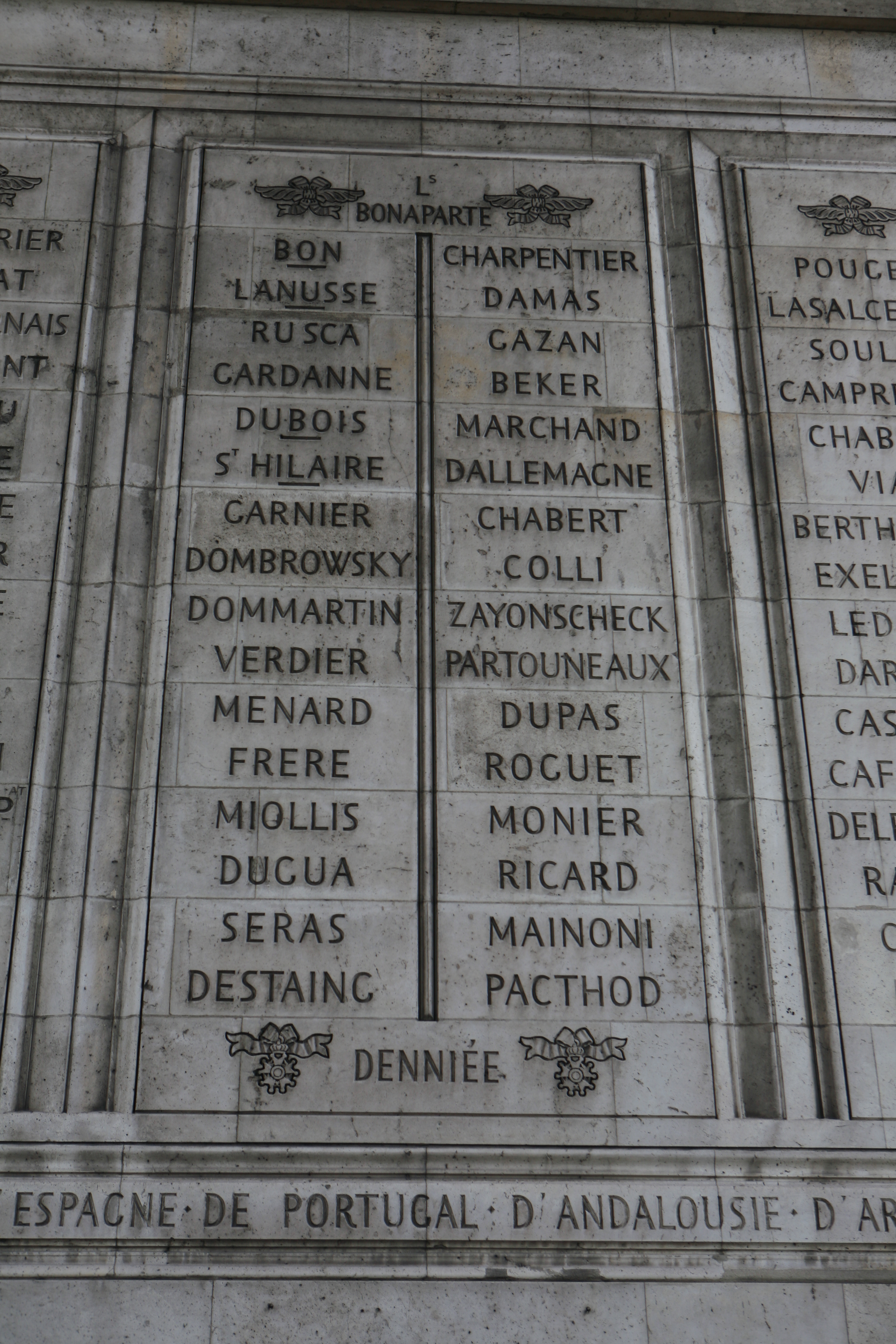
Spalte 25–26
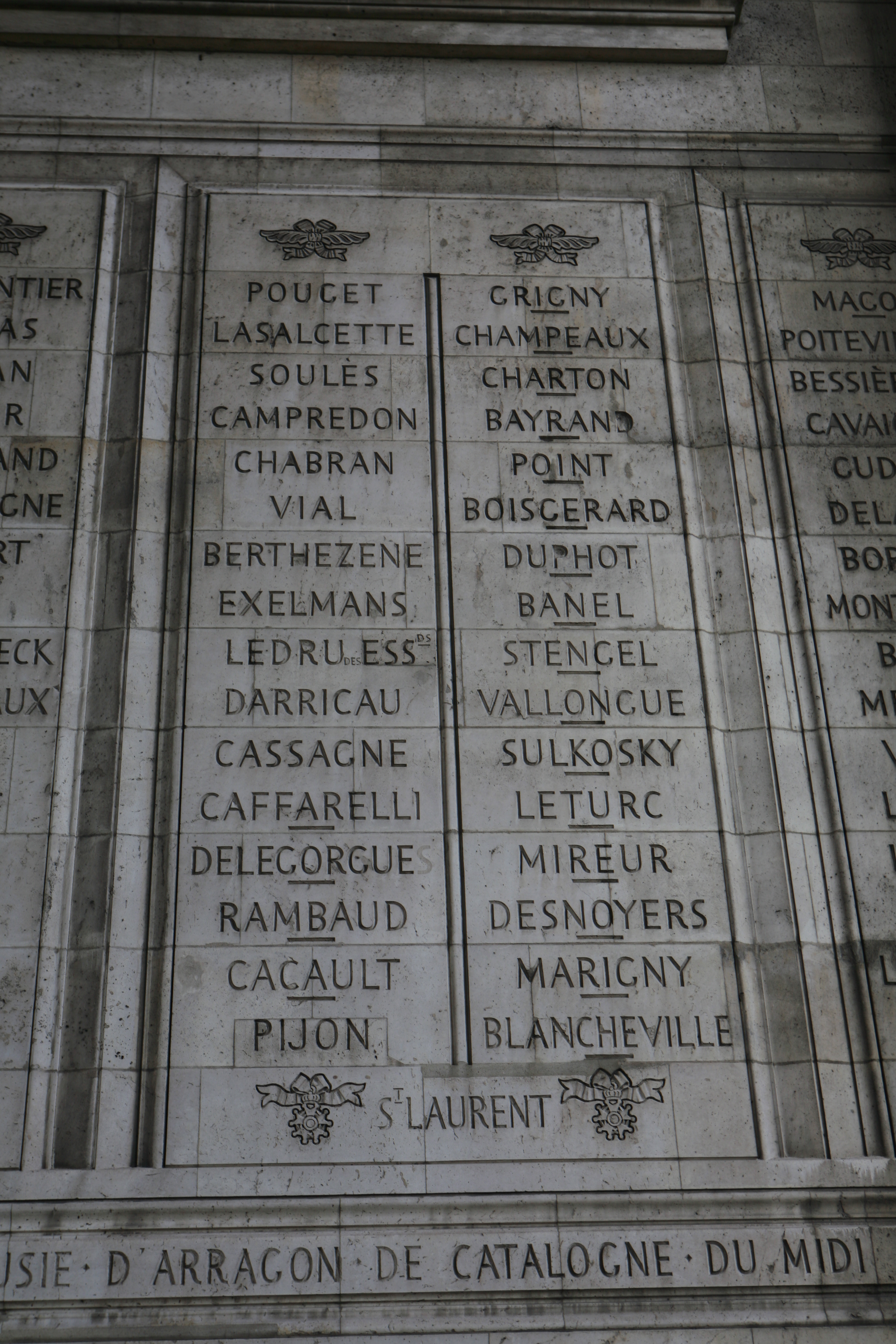
Spalte 27–28
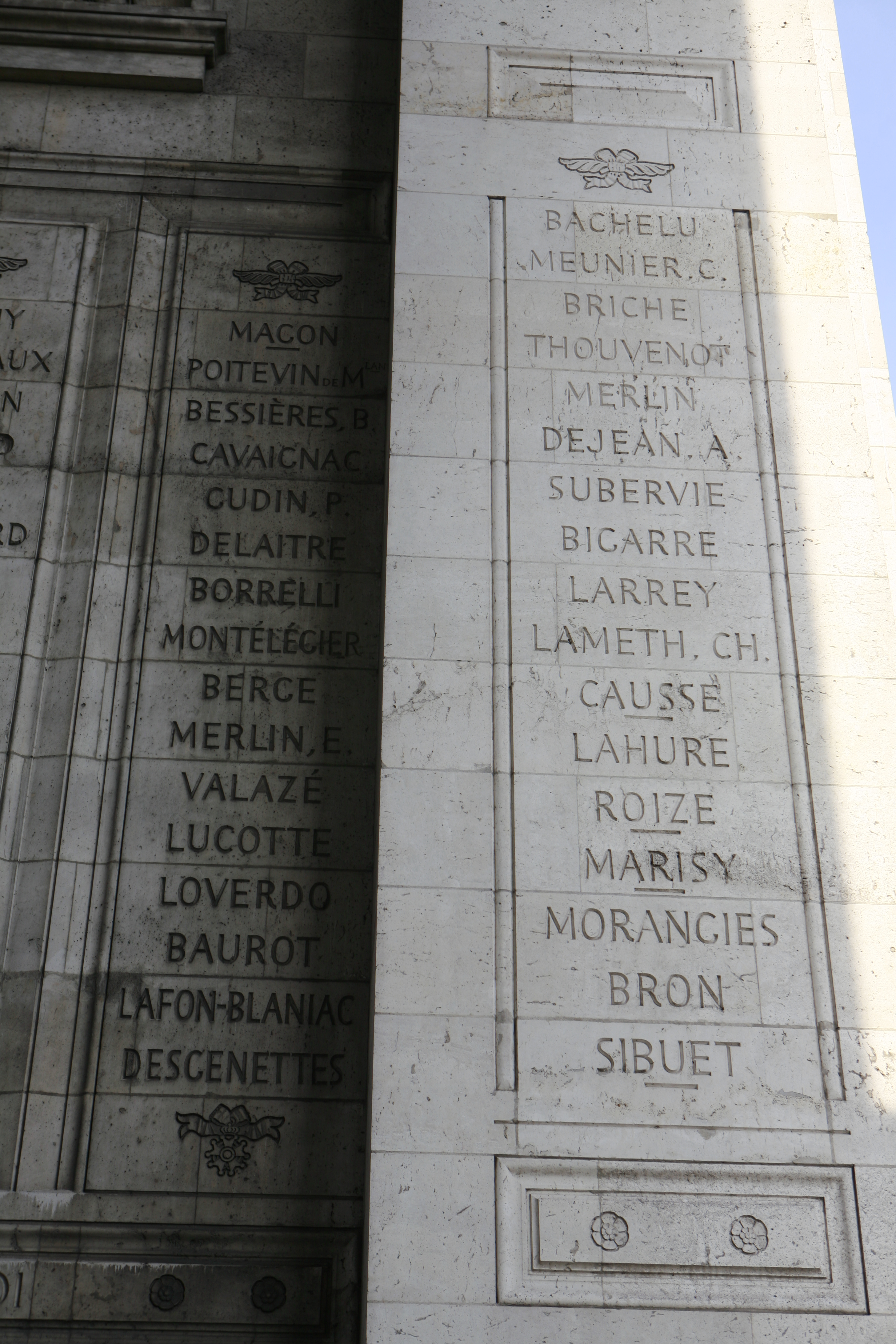
Spalte 29–30

|  | Spalte 21         | Spalte 22     | Spalte 23    | Spalte 24      | Spalte 25    | Spalte 26   | Spalte 27       | Spalte 28    | Spalte 29        | Spalte 30   |  |
|  | ----------------- | ------------- | ------------ | -------------- | ------------ | ----------- | --------------- | ------------ | ---------------- | ----------- |  |
|  | •                 | •             | •            | •              | LS BONAPARTE | •           | •               | •            | •                | •           |  |
|  | KELLERMANN, F.    | RUTY          | ANSELME      | SERURIER       | BON          | CHARPENTIER | POUGET          | GRIGNY       | MAGON            | BACHELU     |  |
|  | RIVAUD DE LA RÈRE | SOULT, P.     | BRUNET       | MURAT          | LANUSSE      | DAMAS       | LASALCETTE      | CHAMPEAUX    | POITEVIN DE MLAN | MEUNIER, C. |  |
|  | FIORELLA          | DIGEON        | BIRON        | E. ⁠BEAUHARNAIS | RUSCA        | GAZAN       | SOULÈS          | CHARTON      | BESSIÈRES, B.    | BRICHE      |  |
|  | VIGNOLLE          | LAPLANE       | DUMERBION    | MARMONT        | GARDANNE     | BEKER       | CAMPREDON       | BAYRAND      | CAVAIGNAC        | THOUVENOT   |  |
|  | FAULTRIER         | JEANIN        | MONTESQUIOU  | MENOU          | DUBOIS       | MARCHAND    | CHABRAN         | POINT        | GUDIN, P.        | MERLIN      |  |
|  | CAFFARELLI, A.    | DODE          | DUMAS        | PERRÉE         | ST HILAIRE   | DALLEMAGNE  | VIAL            | BOISGERARD   | DELAITRE         | DEJEAN, A.  |  |
|  | SANSON            | FABRE         | MASSENA      | LAPOYPE        | GARNIER      | CHABERT     | BERTHEZENE      | DUPHOT       | BORRELLI         | SUBERVIE    |  |
|  | PERNETY           | DELAMOTTE, A. | BERTHIER     | REYNIER        | DOMBROWSKY   | COLLI       | EXELMANS        | BANEL        | MONTÉLÉGIER      | BIGARRE     |  |
|  | LASOWSKI          | GARBÉ         | AUGEREAU     | LAHARPE        | DOMMARTIN    | ZAYONSCHECK | LEDRU DES ESSDS | STENGEL      | BERGE            | LARREY      |  |
|  | SARRUT            | STROLTZ       | JOUBERT      | RAMPON         | VERDIER      | PARTOUNEAUX | DARRICAU        | VALLONGUE    | MERLIN, E.       | LAMETH, CH. |  |
|  | ARRIGHI           | QUIOT         | KLEBER       | BELLIARD       | MENARD       | DUPAS       | CASSAGNE        | SULKOSKY     | VALAZÉ           | CAUSSE      |  |
|  | DANTHOUARD        | RÉMOND, V.    | BRUEYS       | ANDREOSSI      | FRERE        | ROGUET      | CAFFARELLI      | LETURC       | LUCOTTE          | LAHURE      |  |
|  | EMERIAU           | BONNEMAINS    | DESAIX       | CHASSELOUP⁠-⁠AT  | MIOLLIS      | MONIER      | DELEGORGUES     | MIREUR       | LOVERDO          | ROIZE       |  |
|  | RAZOUT            | ST GENIÉS     | BRUNE        | GUYEUX         | DUGUA        | RICARD      | RAMBAUD         | DESNOYERS    | BAUROT           | MARISY      |  |
|  | DÉRIOT            | WILLAUMEZ     | SCHAWEMBOURG | VAUBOIS        | SERAS        | MAINONI     | CACAULT         | MARIGNY      | LAFON-BLANIAC    | MORANGIES   |  |
|  | TIRLET            | LAMORANDIÈRE  | GANTHEAUME   | BEY DHILLIERS  | DESTAING     | PACTHOD     | PIJON           | BLANCHEVILLE | DESGENETTES      | BRON        |  |
|  | MORIO DE LISLE    | •             | CHAMORIN     | •              | DENNIÉE      | •           | ST LAURENT      | •            | •                | SIBUET      |  |

|  | ARMEES DE DALMATIE ・ D'EGYPTE ・ D'ESPAGNE ・ DE PORTUGAL ・ D'ANDALOUSIE ・ D'ARRAGON ・ DE CATALOGNE ・ DU MIDI |

## Westlicher Pfeiler

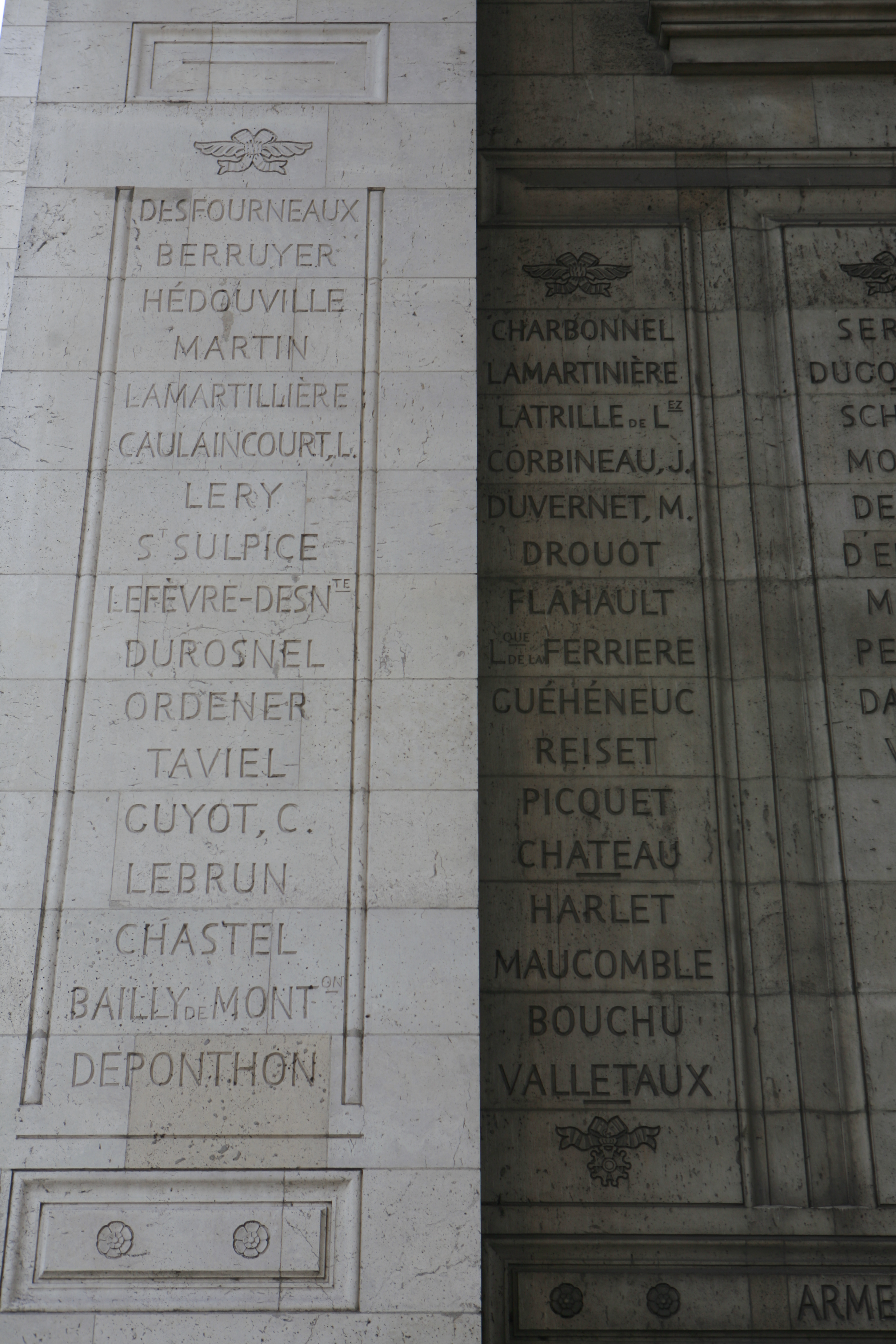
Spalte 31–32
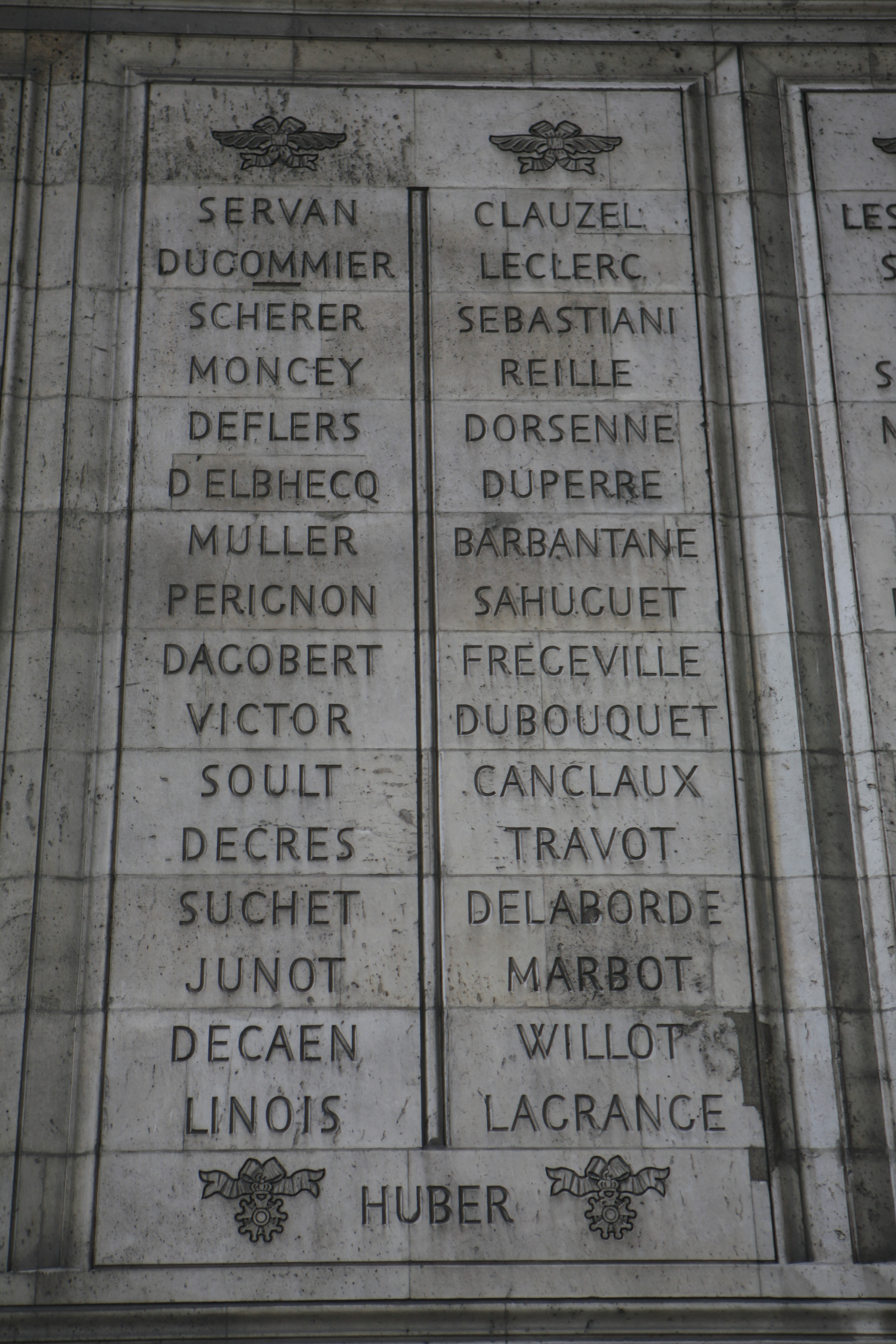
Spalte 33–34
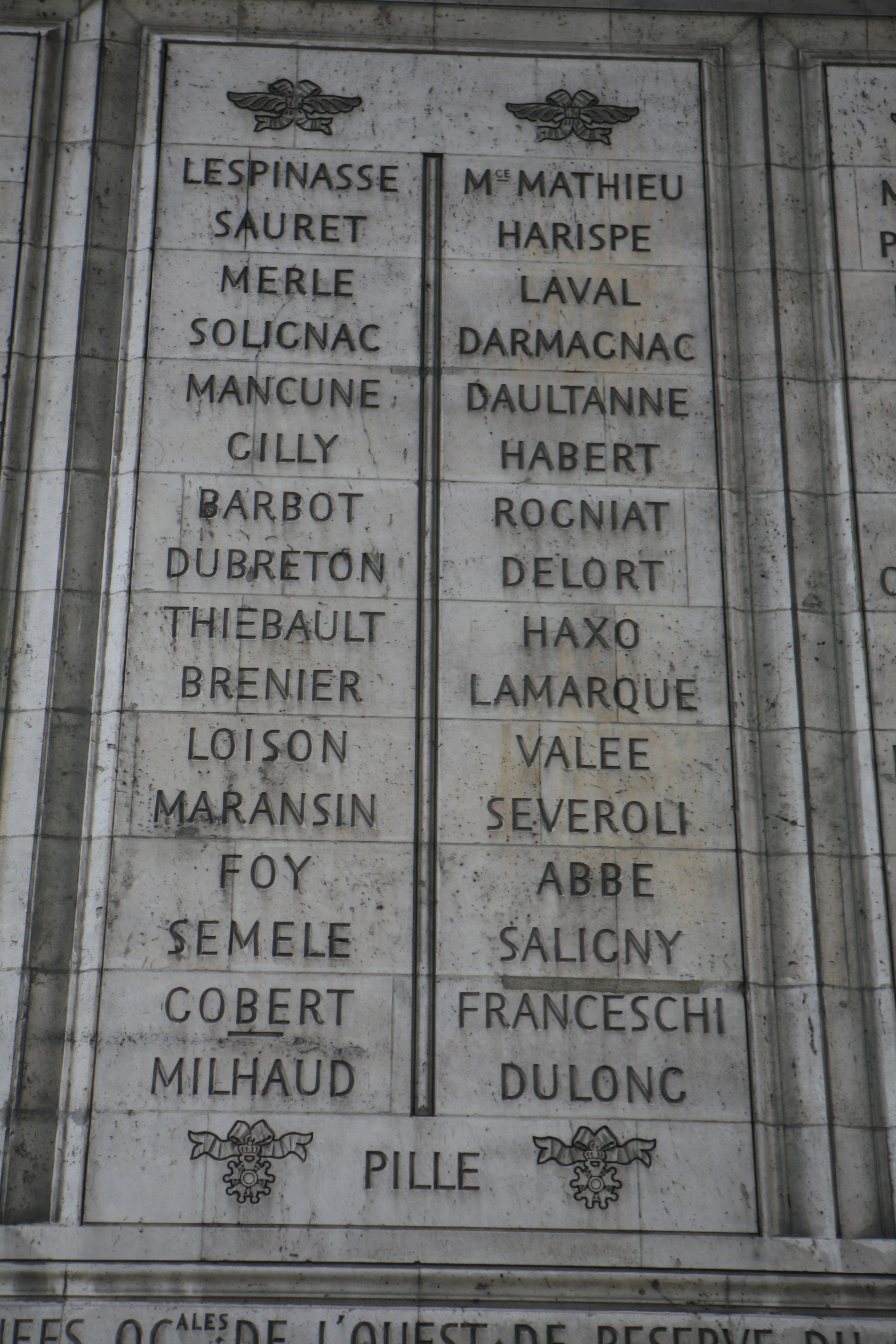
Spalte 35–36
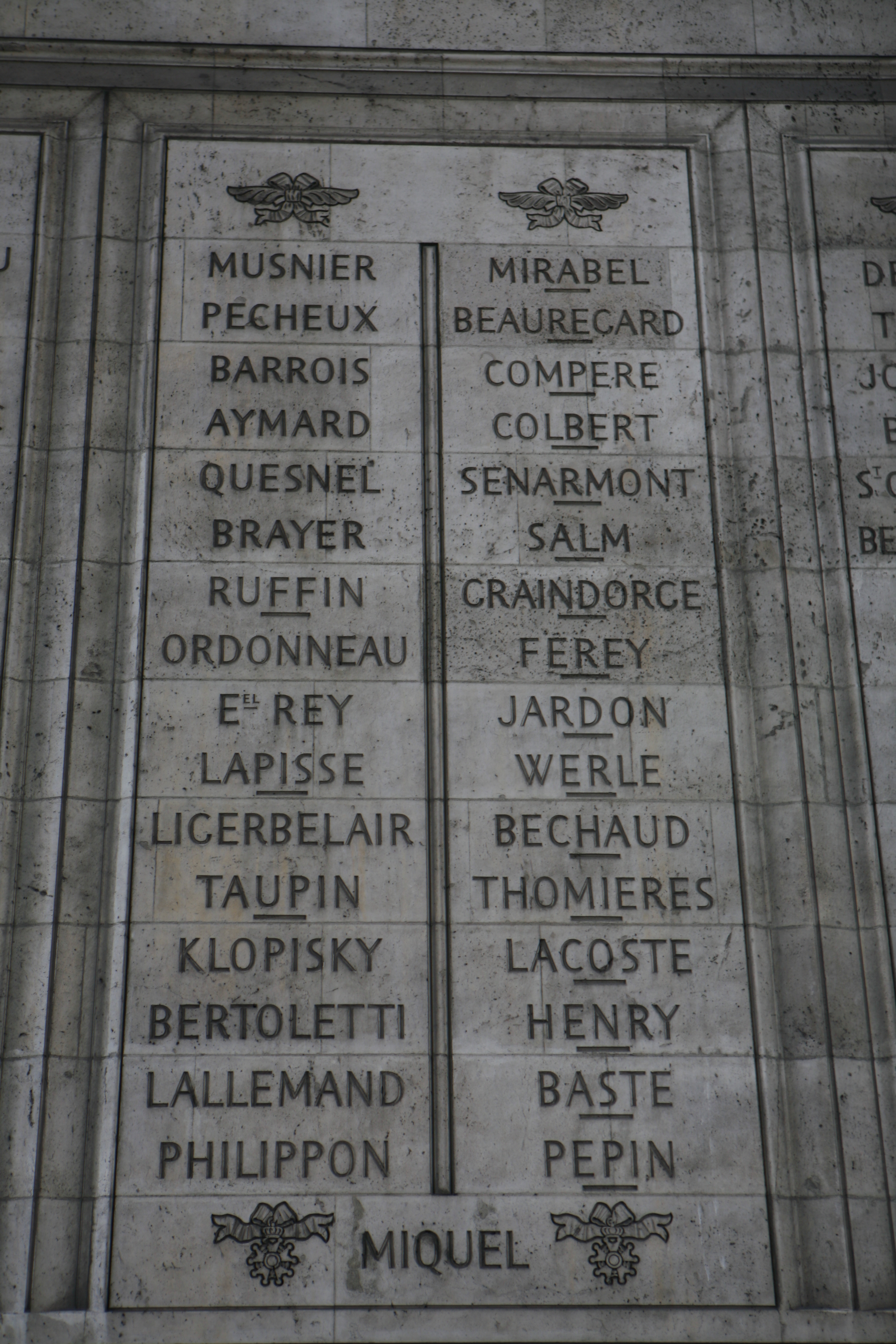
Spalte 37–38
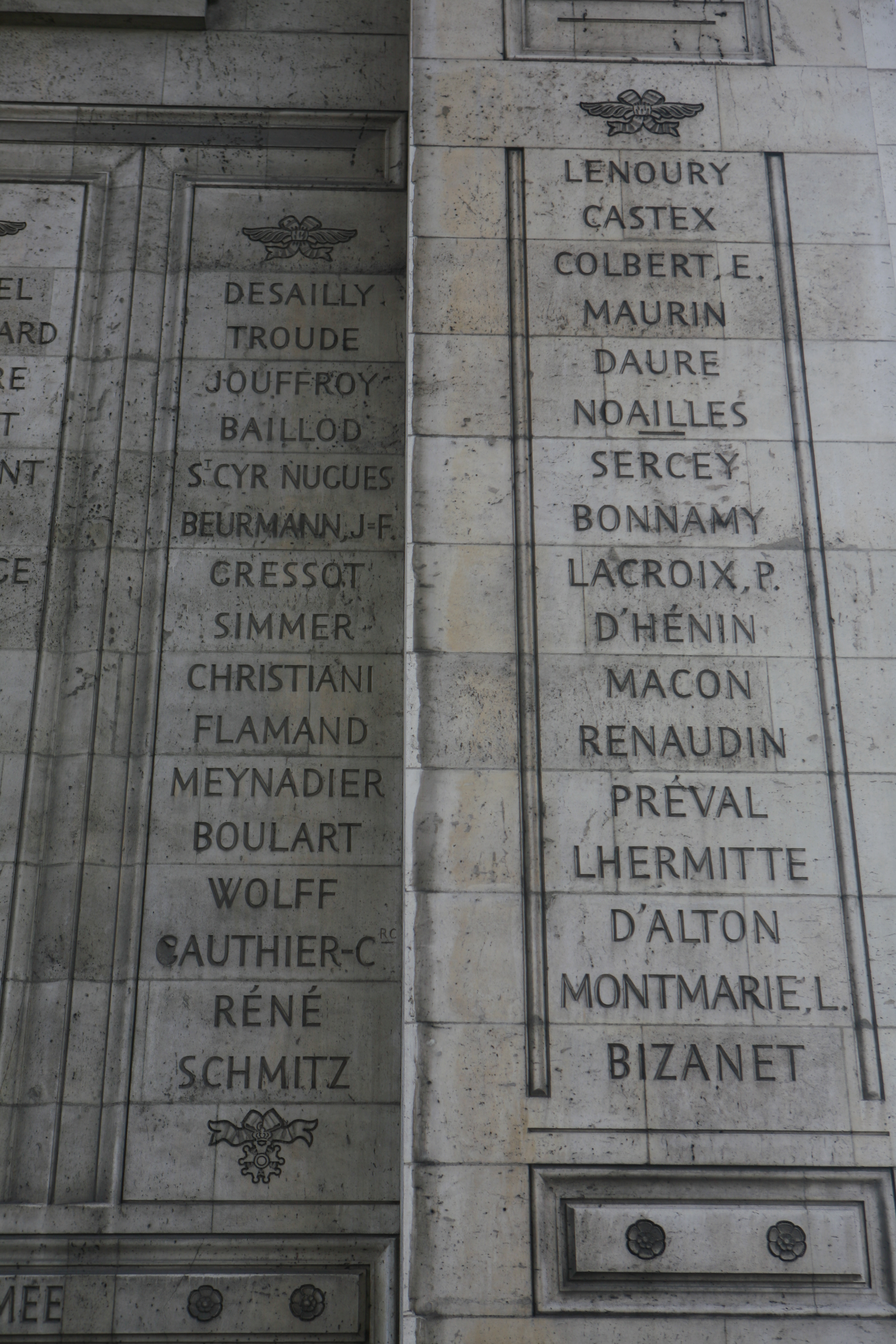
Spalte 39–40

|  | Spalte 31        | Spalte 32           | Spalte 33 | Spalte 34  | Spalte 35  | Spalte 36   | Spalte 37    | Spalte 38  | Spalte 39      | Spalte 40     |  |
|  | ---------------- | ------------------- | --------- | ---------- | ---------- | ----------- | ------------ | ---------- | -------------- | ------------- |  |
|  | •                | •                   | •         | •          | •          | •           | •            | •          | •              | •             |  |
|  | DESFOURNEAUX     | CHARBONNEL          | SERVAN    | CLAUZEL    | LESPINASSE | MCE MATHIEU | MUSNIER      | MIRABEL    | DESAILLY       | LENOURY       |  |
|  | BERRUYER         | LAMARTINIÈRE        | DUGOMMIER | LECLERC    | SAURET     | HARISPE     | PECHEUX      | BEAUREGARD | TROUDE         | CASTEX        |  |
|  | HÉDOUVILLE       | LATRILLE DE LEZ     | SCHERER   | SEBASTIANI | MERLE      | LAVAL       | BARROIS      | COMPERE    | JOUFFROY       | COLBERT, E.   |  |
|  | MARTIN           | CORBINEAU, J.       | MONCEY    | REILLE     | SOLIGNAC   | DARMAGNAC   | AYMARD       | COLBERT    | BAILLOD        | MAURIN        |  |
|  | LAMARTILLIÈRE    | DUVERNET, M.        | DEFLERS   | DORSENNE   | MANCUNE    | DAULTANNE   | QUESNEL      | SENARMONT  | ST CYR NUGUES  | DAURE         |  |
|  | CAULAINCOURT, L. | DROUOT              | D'ELBHECQ | DUPERRE    | GILLY      | HABERT      | BRAYER       | SALM       | BEURMANN, J=F. | NOAILLES      |  |
|  | LERY             | FLAHAULT            | MULLER    | BARBANTANE | BARBOT     | ROGNIAT     | RUFFIN       | GRAINDORGE | GRESSOT        | SERCEY        |  |
|  | ST SULPICE       | LQUE DE LA FERRIERE | PERIGNON  | SAHUGUET   | DUBRETON   | DELORT      | ORDONNEAU    | FEREY      | SIMMER         | BONNAMY       |  |
|  | LEFÈVRE-DESNTE   | GUÉHÉNEUC           | DAGOBERT  | FREGEVILLE | THIEBAULT  | HAXO        | EEL REY      | JARDON     | CHRISTIANI     | LACROIX, P.   |  |
|  | DUROSNEL         | REISET              | VICTOR    | DUBOUQUET  | BRENIER    | LAMARQUE    | LAPISSE      | WERLE      | FLAMAND        | D'HÉNIN       |  |
|  | ORDENER          | PICQUET             | SOULT     | CANCLAUX   | LOISON     | VALEE       | LIGER BELAIR | BECHAUD    | MEYNADIER      | MACON         |  |
|  | TAVIEL           | CHATEAU             | DECRES    | TRAVOT     | MARANSIN   | SEVEROLI    | TAUPIN       | THOMIERES  | BOULARD        | RENAUDIN      |  |
|  | GUYOT, C.        | HARLET              | SUCHET    | DELABORDE  | FOY        | ABBE        | KLOPISKY     | LACOSTE    | WOLFF          | PRÉVAL        |  |
|  | LEBRUN           | MAUCOMBLE           | JUNOT     | MARBOT     | SEMELE     | SALIGNY     | BERTOLETTI   | HENRY      | GAUTHIER-CRC   | LHERMITTE     |  |
|  | CHASTEL          | BOUCHU              | DECAEN    | WILLOT     | GOBERT     | FRANCESCHI  | LALLEMAND    | BASTE      | RÉNÉ           | D'ALTON       |  |
|  | BAILLY DE MONTON | VALLETAUX           | LINOIS    | LAGRANGE   | MILHAUD    | DULONG      | PHILIPPON    | PEPIN      | SCHMITZ        | MONTMARIE, L. |  |
|  | DEPONTHON        | •                   | HUBER     | •          | PILLE      | •           | MIQUEL       | •          | •              | BIZANET       |  |

|  | ARMEES DES PYRENEES ORALES ・ DES PYRENEES OCALES ・ DE L'OUEST ・ DE RESERVE ・ DU CAMP DE BOULOGNE ・ GRANDE ARMEE |

## Alphabetische Auflistung

### A
- Jean Charles Abbatucci, Brigadegeneral, gefallen bei der Belagerung von Hüningen durch die Österreicher (* 15. November 1771 in Zicavo; † 2. Dezember 1796 in Hüningen). Er steht in der 17. Spalte.
- Louis Jean Nicolas Abbé, Generalmajor (* 28. August 1764 in Trépail; † 9. April 1834 in Châlons-sur-Marne). Er steht in der 36. Spalte (ABBE).
- Joseph Jean-Baptiste Albert, Generalmajor (* 28. August 1771 in Guillestre; † 7. September 1822 in Offenbach). Er steht in der 11. Spalte.
- Louis Alméras, Generalmajor (* 15. März 1768 in Vienne; † 7. Januar 1826 in Bordeaux). Er steht in der 11. Spalte.
- Jean-Jacques Ambert, Generalmajor (* 30. September 1765 in Saint-Céré; † 20. November 1851 in Basse-Terre). Er steht in der 5. Spalte.
- François Pierre Joseph Amey, Generalmajor (* 2. Oktober 1768 in Sélestat; † 16. November 1850 in Straßburg). Er steht in der 1. Spalte.
- Antoine-François Andréossy, Generalmajor (* 6. März 1761 in Castelnaudary; † 10. September 1828 in Montauban). Er steht in der 24. Spalte (ANDREOSSI).
- Jacques Bernard d’Anselme, Generalmajor (* 22. Juli 1740 in Apt; † 17. September 1814 in Paris). Er steht in der 23. Spalte.
- Jean Toussaint Arrighi de Casanova, Generalmajor (* 8. März 1778 in Corte; † 22. März 1853 in Paris). Er steht in der 21. Spalte (ARRIGHI).
- Claude-Charles Aubry de La Boucharderie, Brigadegeneral, tödlich verwundet in der Völkerschlacht bei Leipzig (* 25. Oktober 1773 in Bourg-en-Bresse; † 6. November 1813 in Leipzig). Er steht in der 20. Spalte (AUBRY).
- Charles Pierre François Augereau, Marschall von Frankreich (* 21. Oktober 1757 in Paris; † 12. Juni 1816 in La Houssaye-en-Brie). Er steht in der 23. Spalte.
- Antoine Aymard, General (* 13. Oktober 1773 in Lézignan; † 20. April 1861 in Paris). Er steht in der 37. Spalte.

### B

#### Ba
- Gilbert Désiré Joseph Bachelu, Generalmajor (* 9. Februar 1777 in Dole; † 16. Juni 1849 in Paris). Er steht in der 30. Spalte.
- Jean-Pierre Baillod, Brigadegeneral (* 20. August 1771 in Songieu; † 1. März 1853 in Valognes). Er steht in der 39. Spalte.
- François Gédéon Bailly de Monthion, Generalmajor (* 27. Januar 1776 in Saint-Denis de la Réunion; † 7. September 1850 in Paris). Er steht in der 31. Spalte (BAILLY de MONTon).
- Basile Guy Marie Victor Baltus de Pouilly, Brigadegeneral (* 2. Januar 1766 in Metz; † 13. Januar 1845 in Brie-Comte-Robert). Er steht in der 2. Spalte (BALTUS).
- Pierre Banel, Brigadegeneral, gefallen in der Schlacht bei Montenotte. (* 30. Juli 1766 in Lectoure; † 13. April 1796 in Cosseria). Er steht in der 28. Spalte.
- Louis Baraguey d’Hilliers, Generalmajor (* 13. August 1764 in Paris; † 6. Januar 1813 in Berlin). Er steht in der 24. Spalte (Bey DHILLIERS).
- Joseph Barbanègre, Brigadegeneral (* 22. August 1772 in Pontacq; † 7. November 1830 in Paris). Er steht in der 19. Spalte.
- Hilarion Paul François Bienvenu Puget de Barbentane, General, (* 7. März 1754 in Paris; † 27. März 1828 in Paris). Er steht in der 34. Spalte (BARBANTANE).
- Marie Étienne de Barbot, General (* 2. April 1770 in Toulouse; † 16. Februar 1839 in Toulouse). Er steht in der 35. Spalte.
- Gabriel Barbou des Courières, Generalmajor (* 23. November 1761 in Abbeville; † 6. Dezember 1827 in Paris). Er steht in der 6. Spalte (BARBOU).
- Martial Bardet, Generalmajor (* 22. Mai 1764 in Maison-Rouge Peyrillac; † 3. Mai 1837 in Peyrilhac). Er steht in der 2. Spalte.
- Pierre Barrois, Generalmajor (* 30. Oktober 1774 in Ligny-en-Barrois; † 19. Oktober 1860 in Villiers-sur-Orge). Er steht in der 37. Spalte
- Pierre Baste, Admiral und Brigadegeneral, gefallen in der Schlacht bei Brienne (* 21. November 1768 in Bordeaux; † 29. Januar 1814 in Brienne-le-Château). Er steht in der 38. Spalte.
- Louis Bastoul, Generalmajor, tödlich verwundet in der Schlacht bei Hohenlinden (* 19. August 1753 in Montolieu; † 15. Januar 1801 in München). Er steht in der 8. Spalte.
- Jean Baptiste Charles Baurot, Brigadegeneral (* 26. Mai 1774 in Thuret; † 10. Februar 1847 in Saint-Germain-en-Laye). Er steht in der 29. Spalte.

#### Be
- Eugène de Beauharnais, Vizekönig von Italien und General der Italienischen Armee (* 3. September 1781 in Paris; † 21. Februar 1824 in München). Er steht in der 24. Spalte.
- Louis Chrétien Carrière de Beaumont, Generalmajor (* 14. April 1771 in Malplacey Brouchy; † 16. Dezember 1813 in Metz). Er steht in der 17. Spalte (BEAUMONT).
- Armand Michel Bachelier de Beaupuy, Generalmajor, er starb durch eine Kanonenkugel bei Emmendingen (* 14. Juli 1757 in Mussidan; † 19. Oktober 1796 in Emmendingen). Er steht in der 18. Spalte (BEAUPUY).
- Nicolas-Joseph Beaurepaire, Lieutenant colonel, nach der Belagerung von Verdun unter ungeklärten Umständen zu Tode gekommen (* 7. Januar 1740 in Coulommiers; † 2. September 1792 in Verdun). Er steht in der 8. Spalte.
- Jean-Pierre Béchaud, Brigadegeneral, gefallen in der Schlacht bei Orthez (* 17. Februar 1770 in Belfort; † 27. Februar 1814 in Orthez). Er steht in der 38. Spalte (BECHAUD).
- Nicolas Léonard Bagert, genannt Beker, Brigadegeneral (* 13. Januar 1770 in Obernai; † 18. November 1840 in Aubiat). Er steht in der 26. Spalte (BEKER).
- Antoine Alexandre Julienne, Brigadegeneral (* 3. Juni 1775 in Paris; † 2. Juni 1838 in Saint-Mandé). Er steht in der 9. Spalte (BELLAIR).
- Jacques Nicolas Bellavène, Generalmajor (* 20. Oktober 1770 in Verdun; † 8. Februar 1826 in Boussay). Er steht in der 17. Spalte (BELLAVESNE).
- Augustin-Daniel Belliard, Generalmajor (* 25. Mai 1769 in Fontenay-le-Comte; † 28. Januar 1832 in Brüssel). Er steht in der 24. Spalte.
- Sigismond Frédéric de Berckheim, Generalmajor (* 9. August 1772 in Ribeauvillé; † 28. Dezember 1819 in Paris). Er steht in der 12. Spalte.
- François Bergé, General (* 11. März 1779 in Collioure; † 18. April 1832). Er steht in der 29. Spalte (BERGE).
- Jean Baptiste Jules Bernadotte, französischer Kriegsminister, Marschall von Frankreich, als Karl XIV. Johann König von Schweden und als Karl III. Johann von Norwegen (* 26. Januar 1763 in Pau; † 8. März 1844 in Stockholm). Er steht in der 3. Spalte.
- Jean-François Berruyer, General (* 6. Januar 1738 in Lyon; † 17. April 1804 in Paris). Er steht in der 31. Spalte.
- Pierre Berthezène, Generalmajor (* 24. März 1775 in Vendargues; † 9. Oktober 1847 in Vendargues). Er steht in der 27. Spalte (BERTHEZENE).
- Louis-Alexandre Berthier, Marschall von Frankreich, Generalstabschef unter Napoléon, verstarb unter mysteriösen Umständen (* 20. November 1753 in Versailles; † 1. Juni 1815 in Bamberg). Er steht in der 23. Spalte.
- Antoine Marc Augustin Bertoletti, Brigadegeneral (* 28. August 1775 in Mailand; † 6. März 1846 in Wien). Er steht in der 37. Spalte.
- Henri-Gratien Bertrand, Generalmajor (* 22. März 1773 in Châteauroux; † 31. Januar 1844 in Châteauroux). Er steht in der 14. Spalte.
- Jean-Baptiste Bessières, Marschall von Frankreich, gefallen in einem Gefecht bei Rippach vor der Schlacht bei Großgörschen (* 6. August 1768 in Prayssac; † 1. Mai 1813 in Rippach). Er steht in der 13. Spalte (BESSIERES).
- Bertrand Bessières, General (* 6. Januar 1773 in Prayssac; † 15. November 1854 in Chantilly). Er steht in der 29. Spalte (BESSIÈRES, B.).
- Jean Ernest de Beurmann, Brigadegeneral (* 25. Oktober 1775 in Straßburg; † 10. Oktober 1850 in Toulon). Er steht in der 39. Spalte (BEURMANN, J=F.).
- Frédéric Auguste Beurmann, Brigadegeneral (* 22. September 1777 in Nancy; † 13. April 1815 in Metz). Er steht in der 39. Spalte (BEURMANN, J=F.).
- Pierre de Riel de Beurnonville, Marschall von Frankreich (* 10. Mai 1752 in Champignol-lez-Mondeville; † 23. April 1821 in Paris). Er steht in der 3. Spalte (BEURNONVILLE).
- Martial Beyrand, Brigadegeneral, tödlich verwundet in der Schlacht von Castiglione (* 9. September 1768 in Limoges; † 3. August 1796 in Castiglione). Er steht in der 28. Spalte (BAYRAND).

#### Bi bis Bo
- Auguste Julien Bigarré, Brigadegeneral (* 1. Januar 1775 in Le Palais; † 14. Mai 1838 in Rennes). Er steht in der 30. Spalte (BIGARRE).
- Louis François Binot, Brigadegeneral, gefallen in der Schlacht bei Preußisch Eylau (* 7. April 1771 in Paris; † 8. Februar 1807 in Preußisch Eylau). Er steht in der 10. Spalte.
- Armand Louis de Gontaut de Lauzun de Biron, General (* 13. April 1747 in Paris; † 31. Dezember 1793 in Paris). Er steht in der 23. Spalte (BIRON).
- Baptiste Pierre François Jean Gaspard Bisson, Generalmajor (* 16. Februar 1767 in Montpellier; † 26. Juli 1811 bei Mantua). Er steht in der 16. Spalte.
- Guilin Laurent Bizanet, General (* 10. August 1755 in Grenoble; † 18. April 1836 in Grenoble). Er steht in der 40. Spalte.
- Claude Gaspard Blancheville, Colonel getötet von spanischen Guerillas (* 2. Juli 1766 in Jonvelle; † 2. März 1810 bei El Ronquillo). Er steht in der 28. Spalte.
- Ange François Blein, General (* 26. November 1767 in Bourg-lès-Valence; † 2. Juli 1845 in Paris). Er steht in der 9. Spalte.
- Marie Anne François Barbuat de Maison-Rouge de Boigérard oder Boisgérard, Brigadegeneral, tödlich verwundet in der Schlacht von Capua (* 18. Juli 1767 in Tonnerre; † 9. Februar 1799 in Capua). Er steht in der 28. Spalte (BOISGERARD).
- Louis André Bon, Generalmajor, er fiel bei der Belagerung von Akkon (* 25. Oktober 1758 in Romans; † 19. Mai 1799 in Akkon). Er steht in der 25. Spalte.
- Jérôme Bonaparte, Bruder von Napoleon Bonaparte, Marschall von Frankreich, König von Westphalen (* 15. November 1784 in Ajaccio; † 24. Juli 1860 auf Schloss Villegenis, bei Paris). Er steht in der 5. Spalte (Je BONAPARTE).
- Louis Bonaparte, Bruder von Napoleon Bonaparte, Generalmajor, König von Holland (* 4. September 1778 in Ajaccio; † 25. Juli 1846 in Livorno). Er steht in der 25. Spalte.
- Jean Pierre François Bonet, Generalmajor (* 8. August 1768 in Alençon; † 23. November 1857 in Alençon). Er steht in der 15. Spalte.
- Jean-Gérard Bonnaire, Brigadegeneral (* 11. Dezember 1769 in Prouvais; † 16. November 1816 in Paris). Er steht in der 2. Spalte.
- Charles Auguste Jean Baptiste Louis Joseph Bonamy, genannt de Bellefontaine, Brigadegeneral (* 18. August 1764 in La Meilleraie-Tillay; † 7. August 1830 in La Flocellière). Er steht in der 40. Spalte (BONNAMY).
- Ennemond Bonnard, Generalmajor (* 3. Oktober 1756 in Saint-Symphorien-d’Ozon; † 15. Januar 1819 in Tours). Er steht in der 5. Spalte.
- Jacques-Philippe Bonnaud oder Bonneau, Generalmajor (* 11. September 1757 in Bras; † 30. März 1797 in Bonn). Er steht in der 6. Spalte.
- Pierre Bonnemains, Brigadegeneral (* 13. September 1773 in Tréauville; † 9. November 1850 in Le Mesnil-Garnier). Er steht in der 22. Spalte.
- Étienne Tardif de Pommeroux de Bordesoulle, Generalmajor (* 4. April 1771 in Luzeret; † 3. Oktober 1837 in Fontaine-les-Senlis). Er steht in der 1. Spalte (BORDESOULLE).
- Charles Luc Paulin Clément Borrelli, Brigadegeneral (* 20. Dezember 1771 in Villefort; † 25. Dezember 1849 in Paris). Er steht in der 29. Spalte.
- François Louis Bouchu, General (* 13. November 1771 in Is-sur-Tille; † 31. Oktober 1839 in Antony). Er steht in der 32. Spalte.
- Jean Boudet, Generalmajor (* 9. Februar 1769 in Bordeaux; † 14. September 1809 in Budweis). Er steht in der 16. Spalte.
- Jean-François Boulard, Brigadegeneral (* 31. März 1776 in Reims; † 20. Oktober 1842 in Besançon). Er steht in der 39. Spalte.
- François Antoine Louis Bourcier, Generalmajor (* 21. Februar 1760 in La Petite-Pierre; † 8. Mai 1828 in Pont-à-Mousson). Er steht in der 14. Spalte.
- Jean Raymond Charles Bourke, Generalmajor (* 12. August 1772 in Lorient; † 29. August 1847 in Lorient). Er steht in der 20. Spalte (BOURCKE).
- Joseph Bouvier des Éclaz, Brigadegeneral (* 3. Dezember 1757 in Belley; † 13. Januar 1830 in Belley). Er steht in der 9. Spalte.
- Louis Léger Boyeldieu, Generalmajor (* 13. August 1774 in Monsures; † 17. August 1815 in Monsures). Er steht in der 12. Spalte.
- Jean Baptiste Nicolas Henry Boyer, Brigadegeneral, er wurde tödlich verwundet bei Freyburg (* 9. Juli 1775 in Belfort; † 30. Oktober 1813 in Leipzig). Er steht in der 12. Spalte.
- Pierre François Joseph Boyer, Generalmajor (* 7. September 1772 in Belfort; † 11. Juli 1851 in Lardy). Er steht in der 7. Spalte.

#### Br bis Bu
- Michel Sylvestre Brayer, Generalmajor (* 31. Dezember 1769 in Douai; † 28. November 1840 in Paris). Er steht in der 37. Spalte.
- Antoine François Brenier-Montmorand, Generalmajor (* 12. November 1767 in Saint-Marcellin; † 8. Oktober 1832 in Saint-Marcellin). Er steht in der 35. Spalte (BRENIER).
- André Louis Élisabeth Marie Briche, Generalmajor (* 12. August 1772 in Neuilly-sous-Clermont; † 21. Mai 1825 in Marseille). Er steht in der 30. Spalte.
- André François Bron de Bailly, Brigadegeneral (* 30. November 1757 in Vienne; † 18. Mai 1847 in Paris). Er steht in der 30. Spalte (BRON).
- Jean-Baptiste Broussier, Generalmajor (* 10. Mai 1766 in Ville-sur-Saulx; † 13. Dezember 1814 in Bar-le-Duc). Er steht in der 7. Spalte.
- François-Paul Brueys d’Aigalliers, Admiral, gefallen in der Seeschlacht bei Abukir (* 11. Februar 1753 in Uzès; † 1. August 1798 in Abukir). Er steht in der 23. Spalte (BRUEYS).
- Eustache Bruix, Admiral (* 17. Juli 1759 in Fort-Dauphin auf Saint-Domingue; † 18. März 1805 in Paris). Er steht in der 13. Spalte.
- Jean Antoine Brun, Brigadegeneral (* 15. April 1761 in Quaix-en-Chartreuse; † 4. September 1826 in Grenoble). Er steht in der 20. Spalte.
- Guillaume-Marie-Anne Brune, Marschall von Frankreich (* 13. Mai 1763 in Brive-la-Gaillarde; † 2. August 1815 in Avignon). Er steht in der 23. Spalte.
- Gaspard Jean-Baptiste Brunet, Generalmajor (* 14. Juni 1734 in Valensole; † 15. November 1793 in Paris). Er steht in der 23. Spalte.
- Jean-Pierre-Joseph Bruguière, genannt Bruyère(s), Generalmajor, tödlich verwundet in Reichenbach im Eulengebirge (* 22. Juni 1772 in Sommières; † 5. Juni 1813 in Görlitz). Er steht in der 16. Spalte (BRUYERE).
- Pierre Auguste François de Burcy, Brigadegeneral, gefallen bei Gundershoffen (* 7. Dezember 1748 in Caen; † 26. November 1793 in Gundershoffen). Er steht in der 10. Spalte.
- André Burthe, Brigadegeneral (* 8. Dezember 1772 in Metz; † 2. April 1830 in Paris). Er steht in der 9. Spalte.

### C

#### Ca bis Ce
- Jean Baptiste Cacault, Brigadegeneral, tödlich verwundet bei Jüterbog, (* 6. Januar 1769 in Surgères; † 30. September 1813 in Torgau). Er steht in der 27. Spalte.
- Louis Marie Joseph Maximilien Caffarelli, Brigadegeneral, gefallen bei der Belagerung von Akkon (* 13. Februar 1756 auf Schloss Falga; † 27. April 1799 in Akkon). Er steht in der 27. Spalte (CAFFARELLI).
- Marie François Auguste de Caffarelli du Falga, Generalmajor (* 7. Oktober 1766 auf Schloss Falga; † 23. Januar 1849 in Leschelles). Er steht in der 21. Spalte (CAFFARELLI, A.).
- Pierre Jacques Étienne Cambronne, Generalmajor (* 26. Dezember 1770 in Nantes; † 29. Januar 1842 in Nantes). Er steht in der 8. Spalte.
- François Frédéric Campana, Brigadegeneral, gefallen in der Schlacht bei Ostrołęka (* 5. Februar 1771 in Turin; † 16. Februar 1807 in Ostrolenka). Er steht in der 18. Spalte.
- Toussaint Campi, Generalmajor (* 31. Oktober 1777 in Ajaccio; † 12. Oktober 1832 in Lyon). Er steht in der 19. Spalte.
- Jacques David Martin Campredon, Generalmajor (* 13. Januar 1761 in Montpellier; † 11. April 1837 in Montpellier). Er steht in der 27. Spalte.
- Jean Baptiste Camille Canclaux, Generalmajor (* 2. August 1740 in Paris; † 27. Dezember 1817 in Paris). Er steht in der 34. Spalte.
- Lazare Nicolas Marguerite Carnot, Generalmajor (* 13. Mai 1753 in Nolay; † 2. August 1823 in Magdeburg). Er steht in der 4. Spalte.
- Claude Carra Saint-Cyr, Generalmajor (* 28. Juli 1760 in Lyon; † 5. Januar 1834 in Vailly-sur-Aisne). Er steht in der 17. Spalte (CARRA St CYR).
- Louis Victorin Cassagne, Generalmajor (* 5. Juni 1774 in Alan; † 6. Juli 1841 in Toulouse). Er steht in der 27. Spalte.
- Bertrand Pierre Castex, Generalmajor (* 29. Juni 1771 in Pavie; † 19. April 1842 in Straßburg). Er steht in der 40. Spalte.
- Auguste Jean-Gabriel de Caulaincourt, Generalmajor, gefallen in der Schlacht von Borodino (* 16. September 1777 in Caulaincourt; † 7. September 1812 in Borodino). Er steht in der 18. Spalte.
- Armand Augustin Louis de Caulaincourt, Generalmajor (* 9. Dezember 1773 in Caulaincourt; † 19. Februar 1827 in Paris). Er steht in der 31. Spalte (CAULAINCOURT, L.).
- Jean-Jacques Causse, Brigadegeneral, gefallen in der Schlacht von Dego (* 29. August 1751 in Caux; † 15. April 1796 in Dego). Er steht in der 30. Spalte.
- Jacques Marie Cavaignac, Generalmajor (* 11. Februar 1773 in Gourdon; † 23. Januar 1855 in Paris). Er steht in der 29. Spalte.
- Jean-Baptiste Cervoni, Generalmajor, gefallen in der Schlacht bei Eggmühl (* 19. August 1765 in Soveria; † 22. April 1809 in Eggmühl). Er steht in der 17. Spalte.

#### Ch
- Théodore Chabert, General (* 16. März 1758 in Villefranche-sur-Saône; † 27. April 1845 in Grenoble). Er steht in der 26. Spalte.
- Joseph Chabran, Generalmajor (* 21. Juni 1763 in Cavaillon; † 5. Februar 1843 in Avignon). Er steht in der 27. Spalte.
- Laurent Augustin Pelletier de Chambure, Colonel und Verteidiger von Danzig (* 30. März 1789 in Vitteaux; † 11. Juli 1832 in Paris). Er steht in der 18. Spalte (CHAMBURE).
- Vital Joachim Chamorin, Brigadegeneral, gefallen in Portugall (* 16. August 1773 in Bonnelles; † 25. März 1811 in Campo-Mayor). Er steht in der 23. Spalte.
- Pierre Clément de Champeaux, Brigadegeneral, gefallen in der Schlacht bei Marengo (* 24. Mai 1767 in Courbon; † 14. Juni 1800 in Marengo). Er steht in der 28. Spalte.
- Jean Étienne Vachier, genannt Championnet, Generalmajor (* 13. April 1762 in Valence; † 9. Januar 1800 in Antibes). Er steht in der 3. Spalte (CHAMPIONNET).
- Félix Marie Pierre Chesnon de Champmorin, Generalmajor, (* 1. Dezember 1736 in Chinon; † 1808 vermutlich in Azay-le-Rideau). Er steht in der 7. Spalte.
- Louis Charbonnier, Generalmajor (* 9. Oktober 1754 in Clamecy; † 2. Juni 1833 in Clamecy). Er steht in der 4. Spalte (CHARBONIER).
- Joseph Claude Marie Charbonnel, Generalmajor (* 24. März 1775 in Dijon; † 10. März 1846 in Paris). Er steht in der 32. Spalte.
- Henri François Marie Charpentier, Generalmajor (* 23. Juni 1769 in Soissons; † 14. Oktober 1831 in Oigny-en-Valois). Er steht in der 26. Spalte.
- Charles François Charton, Brigadegeneral, gefallen in der Schlacht von Castellaro (* 16. November 1765 in Boucq; † 12. September 1796 in Castellaro)[3]. Er steht in der 28. Spalte.
- Louis-Philippe I., Herzog von Chartres, General, und König der Franzosen (* 6. Oktober 1773 in Paris; † 26. August 1850 in Claremont House, Grafschaft Surrey). Er steht in der 1. Spalte. (CHARTRES)
- François de Chasseloup-Laubat, Generalmajor (* 18. August 1754 in Saint-Sornin; † 6. Oktober 1833 in Paris). Er steht in der 24. Spalte.
- Louis Pierre Aimé Chastel, Generalmajor (* 29. April 1774 in Veigy-Foncenex; † 18. Oktober 1826 in Genf). Er steht in der 31. Spalte.
- Louis Huguet-Chataux, Brigadegeneral, tödlich verwundet in Montereau (* 5. März 1779 in Saint-Domingue; † 8. Mai 1814 in Paris). Er steht in der 32. Spalte (CHATEAU).
- Jean Pierre François de Chazot, General (* 11. Februar 1739 in Fleury-sur-Orne; † 19. Oktober 1797 in Mutrécy). Er steht in der 4. Spalte.
- Jean Chemineau, Generalmajor (* 26. April 1771 in Angoulême; † 12. Juni 1852 in Poitiers). Er steht in der 11. Spalte.
- Louis Nicolas Hyacinthe Chérin, Generalmajor, tödlich verwundet nach der Ersten Schlacht von Zürich (* 21. Oktober 1762 in Paris; † 8. Juni 1799 in Aarau). Er steht in der 15. Spalte (CHERIN).
- Louis-Claude Chouard, Brigadegeneral (* 15. August 1771 in Straßburg; † 15. Mai 1843 in Nancy). Er steht in der 12. Spalte.
- Joseph Christiani, Brigadegeneral (* 27. Februar 1772 in Straßburg; † 6. April 1840 in Montargis). Er steht in der 39. Spalte.

#### Cl bis Cu
- Michel Marie Claparède, Generalmajor (* 28. August 1770 in Gignac; † 23. Oktober 1842 in Montpellier). Er steht in der 16. Spalte (CLAPAREDE).
- Henri-Jacques-Guillaume Clarke, comte d Hunebourg, duc de Feltre, Marschall von Frankreich, Kriegsminister (* 17. Oktober 1765 in Landrecies; † 28. Oktober 1818 in Neuwiller-lès-Saverne). Er steht in der 11. Spalte (CLARKE).
- Bertrand Clausel, Marschall von Frankreich (* 12. September 1772 in Mirepoix; † 21. April 1842 in Cintegabelle). Er steht in der 34. Spalte (CLAUZEL).
- François Marie Clément de la Roncière, Generalmajor (* 2. Februar 1773 in Amiens; † 18. Juli 1854 in Incarville). Er steht in der 11. Spalte (CLÉMENT, L.R.).
- Louis Jacques Coëhorn, Brigadegeneral, gestorben nach einer Amputation nach der Völkerschlacht bei Leipzig (* 16. Januar 1771 in Straßburg; † 29. Oktober 1813 in Straßburg). Er steht in der 20. Spalte.
- Claude Sylvestre Colaud, Generalmajor (* 11. Dezember 1754 in Briançon; † 4. Dezember 1819 in Paris). Er steht in der 5. Spalte.
- Auguste François-Marie de Colbert-Chabanais, Brigadegeneral, gefallen im Spanischen Unabhängigkeitskrieg (* 18. Dezember 1777 in Paris; † 3. Januar 1809 in Cacabelos). Er steht in der 38. Spalte (COLBERT).
- Pierre David Colbert de Chabanais, genannt Édouard, Generalmajor (* 18. Oktober 1774 in Paris; † 28. Dezember 1853 in Paris). Er steht in der 40. Spalte (COLBERT, E.).
- Louis Léonard Antoine Joseph Gaspard Venance de Colli-Ricci, Generalmajor (* 23. März 1760 in Alessandria; † 31. März 1809 in Alessandria). Er steht in der 26. Spalte (COLLI).
- Jean Dominique Compans, Generalmajor (* 26. Juni 1769 in Salies-du-Salat; † 10. November 1845 in Blagnac). Er steht in der 15. Spalte.
- Claude Antoine Compère, Brigadegeneral, gefallen in der Schlacht von Borodino (* 21. Mai 1774 in Châlons-sur-Marne; † 7. September 1812 in Borodino). Er steht in der 38. Spalte (COMPERE).
- Nicolas François Conroux, Generalmajor, tödlich verwundet bei Ascain (* 17. Februar 1770 in Douai; † 11. November 1813 in Saint-Esprit). Er steht in der 16. Spalte.
- Claude Louis Constant Esprit Juvénal Corbineau, Brigadegeneral, gefallen in der Schlacht bei Preußisch Eylau (* 7. März 1722 in Laval; † 8. Februar 1807 in Eylau). Er steht in der 16. Spalte.
- Jean-Baptiste Juvénal Corbineau, Generalmajor (* 1. August 1776 in Marchiennes; † 17. Dezember 1848 in Paris). Er steht in der 32. Spalte (CORBINEAU, J.).
- Julien Marie Cosmao-Kerjulien, Admiral (* 27. November 1761 in Châteaulin; † 17. Februar 1825 in Brest). Er steht in der 10. Spalte (COSMAO).
- Jean Nicolas Curély, Brigadegeneral (* 26. Mai 1774 in Avillers-Sainte-Croix; † 19. November 1827 in Jaulny). Er steht in der 9. Spalte (CURELI).
- Philibert Jean-Baptiste Curial, Generalmajor (* 21. April 1774 in Saint-Pierre-d’Albigny; † 30. Mai 1829 in Paris). Er steht in der 17. Spalte.
- Adam-Philippe de Custine, General, (* 4. Februar 1740 in Metz; † 28. August 1793 in Paris). Er steht in der 3. Spalte.

### D

#### Dab bis Dan
- Augustin-Gabriel d’Aboville, Brigadegeneral (* 20. März 1773 in La Fère; † 15. August 1820 in Paris). Er steht in der 4. Spalte.
- Luc Siméon Auguste Dagobert de Fontenille, Generalmajor (* 8. März 1736 in La Chapelle-en-Juger; † 18. April 1794 in Puigcerdà). Er steht in der 33. Spalte.
- Nicolas Dahlmann, Brigadegeneral, tödlich verwundet in der Schlacht bei Preußisch Eylau (* 7. Dezember 1769 in Thionville; † 8. Februar 1807 in Eylau). Er steht in der 20. Spalte.
- Jean-Baptiste Dalesme, General (* 20. Juni 1763 in Limoges; † 13. April 1832 in Paris). Er steht in der 10. Spalte.
- Claude Dallemagne oder d’Allemagne, Generalmajor (* 8. November 1754 in Peyrieu; † 24. Juni 1813 in Nemours). Er steht in der 26. Spalte.
- Alexandre d’Alton, General (* 20. April 1776 in Brive; † 20. März 1859 in Versailles). Er steht in der 40. Spalte (D'ALTON).
- François Auguste Damas, Brigadegeneral, gefallen in der Schlacht von Borodino (* 2. Oktober 1773 in Paris; † 7. September 1812 in Borodino). Er steht in der 2. Spalte.
- François-Étienne Damas, Generalmajor (* 22. Juni 1764 in Paris; † 23. Dezember 1828 in Paris). Er steht in der 26. Spalte.
- Auguste Marie Henri Picot de Dampierre, General, tödlich verwundet beim Entsatz der Stadt Condé-sur-l’Escaut (* 19. August 1756 in Paris; † 9. Mai 1793 in Valenciennes). Er steht in der 3. Spalte.
- Charles Nicolas d’Anthouard de Vraincourt, Generalmajor (* 7. April 1773 in Verdun; † 14. März 1852 in Paris). Er steht in der 21. Spalte (DANTHOUARD).

#### Dar bis Dav
- Jean Barthélemy Claude Toussaint Darmagnac, Generalmajor (* 1. November 1776 in Toulouse; † 12. Dezember 1855 in Bordeaux). Er steht in der 36. Spalte.
- Jacques Darnaud, General (* 8. Januar 1758 in Bricy; † 3. März 1830 in Paris). Er steht in der 8. Spalte.
- Augustin Darricau, Generalmajor (* 5. Juli 1773 in Tartas; † 6. Mai 1819 in Dax). Er steht in der 27. Spalte.
- Jean-Lucq d’Arriule, General (* 16. November 1774 in Arudy; † 5. September 1850 in Bernes-sur-Oise). Er steht in der 9. Spalte (D'ARRIULE).
- Pierre Antoine Noël Bruno Daru, General (* 12. Januar 1767 in Montpellier; † 5. September 1829 auf Schloss Bècheville bei Meulan). Er steht in der 20. Spalte.
- Joseph Augustin Fournier de Loysonville d’Aultanne, Generalmajor (* 18. August 1759 in Valréas; † 7. Januar 1828 in Valréas). Er steht in der 36. Spalte (DAULTANNE).
- Yrieix Pierre Daumesnil, General (* 27. Juli 1776 in Périgueux; † 17. August 1832 in Vincennes). Er steht in der 8. Spalte.
- Jean Pierre Paulin Hector Daure, General (* 7. November 1774 in Courbevoie; † 8. Januar 1846 in Paris). Er steht in der 40. Spalte.
- Jean-Antoine David, Brigadegeneral, tödlich verwundet in der Schlacht von Alkmaar (* 9. November 1767 in Arbois; † 14. September 1799 in Alkmaar). Er steht in der 7. Spalte.
- Louis-Nicolas Davout oder d’Avout oder Davoust, Marschall von Frankreich, Sieger der Schlacht bei Auerstedt (* 10. Mai 1770 in Annoux; † 1. Juni 1823 in Paris). Er steht in der 13. Spalte (DAVOUST).
- François Charles d’Avranges d’Haugeranville, genannt Davrange, Brigadegeneral (* 6. Oktober 1782 in Versailles; † 27. August 1817 in Paris). Er steht in der 9. Spalte (DAVRANGE).

#### Deb bis Dej
- Jean-François Joseph Debelle, Generalmajor (* 22. Mai 1767 in Voreppe; † 15. Juni 1802 in Saint-Raphaël auf Haiti). Er steht in der 6. Spalte.
- Jean Louis Debilly, Brigadegeneral, gefallen in der Schlacht von Auerstedt (* 30. Juli 1763 in Dreux; † 14. Oktober 1806 in Auerstedt). Er steht in der 18. Spalte.
- Charles Matthieu Isidore Decaen, Generalmajor (* 13. April 1769 in Caen; † 9. September 1832 in Deuil-la-Barre). Er steht in der 33. Spalte.
- Pierre Decouz, Generalmajor, tödlich verwundet bei einem Gefecht bei Brienne (* 18. Juli 1775 in Annecy; † 18. Februar 1814 in Paris). Er steht in der 17. Spalte.
- Decrès, Admiral (* 17. Juni 1761 in Chaumont; † 7. Dezember 1820 in Paris). Er steht in der 33. Spalte.
- François Louis Dedon-Duclos, General (* 21. Oktober 1762 in Toul; † 19. Januar 1830 in Vanves). Er steht in der 12. Spalte (DEDON).
- Louis Charles de La Motte-Ango de Flers, Generalmajor (* 12. Juni 1754 in Paris; † 22. Juli 1794 in Paris). Er steht in der 33. Spalte (DEFLERS).
- Jean-Marie Antoine Defrance, Generalmajor (* 21. September 1771 in Wassy; † 6. Juli 1855 in Épinay-sur-Seine). Er steht in der 11. Spalte.
- Jean-François-Aimé Dejean, Generalmajor (* 6. Oktober 1749 in Castelnaudary; † 12. Mai 1824 in Paris). Er steht in der 5. Spalte.
- Jean Antoine Dejean, Brigadegeneral (* 25. November 1765 in Chalabre; † 6. November 1848 in Brunoy). Er steht in der 30. Spalte (DEJEAN, A.).

#### Del
- Amable Henry Delaage, General (* 19. Februar 1745 in Saint-Savin; † 30. September 1797 in Oost-Cappel). Er steht in der 6. Spalte.
- Henri François Delaborde, Generalmajor (* 21. Dezember 1764 in Dijon; † 3. Februar 1833 in Paris). Er steht in der 34. Spalte.
- Adélaïde Blaise le Lièvre de la Grange, Generalmajor (* 21. Dezember 1766 in Paris; † 2. Juli 1833 in Paris). Er steht in der 11. Spalte (DELAGRANGE A.).
- Armand Charles Louis Le Lièvre de La Grange, Brigadegeneral (* 21. März 1783 in Paris; † 2. August 1864 in Paris). Er steht in der 12. Spalte (DELAGRANGE, CH.).
- Antoine Charles Bernard Delaitre, General (* 13. Januar 1776 in Paris; † 2. Juli 1838 in Paris). Er steht in der 29. Spalte.
- Auguste Étienne Marie Gourlez de Lamotte, General (* 5. April 1772 in Paris; † 8. Mai 1836 in Paris). Er steht in der 22. Spalte (DELAMOTTE A.).
- Pierre Joseph du Chambge d’Elbhecq, General (* 2. Januar 1733 in Lille; † 1. September 1793 in Saint-Jean-de-Luz). Er steht in der 33. Spalte (D'ELBHECQ).
- Victor Joseph Delcambre, Brigadegeneral (* 10. März 1770 in Douai; † 23. Oktober 1858 in Paris). Er steht in der 9. Spalte.
- François-Joseph Augustin Delegorgue, Brigadegeneral, tödlich verwundet in Montenegro (* 27. November 1757 in Arras; † 17. Juni 1806 in Ragusa). Er steht in der 27. Spalte.
- Antoine Guillaume Mauraillac d’Elmas de la Coste, genannt Delmas, Generalmajor, tödlich verwundet in der Völkerschlacht bei Leipzig (* 3. Januar 1766 in Argentat; † 30. Oktober 1813 in Leipzig). Er steht in der 16. Spalte (DELMAS).
- Jacques Antoine Adrien Delort, Generalmajor (* 16. November 1773 in Arbois; † 28. März 1846 in Arbois). Er steht in der 36. Spalte.
- Alexis-Joseph Delzons, Generalmajor, gefallen in der Schlacht bei Malojaroslawez (* 26. März 1775 in Aurillac; † 24. Oktober 1812 in Malojaroslawez). Er steht in der 16. Spalte.

#### Dem bis Der
- Jean Dembarrère, Generalmajor (* 3. Juli 1747 in Tarbes; † 3. März 1828 in Lourdes). Er steht in der 1. Spalte.
- Joseph Laurent Demont, Generalmajor (* 29. September 1747 in Sartrouville; † 5. Mai 1826 in Paris). Er steht in der 17. Spalte.
- Antoine Denniée, General (* 17. Januar 1754 in Versailles; † 19. April 1829 in Paris). Er steht in der 25. Spalte.
- Charles François Deponthon, General (* 26. August 1777 in Éclaron; † 25. August 1849 in Éclaron). Er steht in der 31. Spalte.
- Albert-François Deriot, Generalmajor (* 17. Januar 1766 in Clairvaux-les-Lacs; † 30. Januar 1836 in Paris). Er steht in der 21. Spalte (DÉRIOT).
- Pierre César Dery, Brigadegeneral, gefallen während des Russlandfeldzuges (* 2. Februar 1768 in Saint-Pierre-de-la-Martinique; † 18. Oktober 1812 bei Moskau). Er steht in der 12. Spalte.

#### Des
- Jean Charles Desailly, Brigadegeneral (* 27. Dezember 1768 in Oisy-le-Verger; † 22. Mai 1830 in Montreuil). Er steht in der 39. Spalte.
- Joseph César Michault de Saint Mars, Colonel (* 18. November 1778 in Avesnes; † 21. September 1853 in Lavault-Sainte-Anne). Er steht in der 3. Spalte (DE St MARS).
- Louis Charles Antoine Desaix, Generalmajor, gefallen in der Schlacht bei Marengo (* 17. August 1768 auf Château d’Ayat in Saint-Hilaire d’Ayat; † 14. Juni 1800 in Marengo). Er steht in der 23. Spalte.
- Nicolas Joseph Desenfans, Brigadegeneral (* 4. August 1765 in Saint-Remy-Chaussée; † 8. Januar 1808 in Mayence). Er steht in der 6. Spalte (DESENFANTS).
- Edme Etienne Borne Desfourneaux, Generalmajor (* 22. April 1767 in Vézelay; † 20. Februar 1849 in Paris). Er steht in der 31. Spalte.
- René-Nicolas Dufriche Desgenettes, Oberster Mediziner der Grande Armée (* 23. Mai 1762 in Alençon; † 3. Februar 1837 in Paris). Er steht in der 29. Spalte.
- Jacques Desjardin auch „Desjardins“, Generalmajor, tödlich verwundet in der Schlacht bei Preußisch Eylau (* 18. Februar 1759 in Angers; † 11. Februar 1807 in Landsberg). Er steht in der 16. Spalte (DESJARDINS).
- Paul Desnoyers, gefallen während des ägyptischen Feldzuges (* 13. Februar 1768 in Belleville, Paris; † 1. November 1799 in Lesbeh). Er steht in der 28. Spalte.
- Jean Louis Brigitte d’Espagne, Generalmajor, tödlich verwundet in der Schlacht bei Aspern (* 16. Februar 1769 in Auch; † 21. Mai 1809 in Lobau). Er steht in der 16. Spalte (DESPAGNE).
- Joseph Marie Dessaix, Generalmajor (* 24. September 1764 in Thonon-les-Bains; † 26. Oktober 1834 in Marclaz). Er steht in der 1. Spalte.
- Jean Joseph Paul Augustin Dessoles, auch Dessolles, Generalmajor (* 3. Juli 1767 in Auch; † 2. Oktober 1828 in Saulx-les-Chartreux). Er steht in der 15. Spalte.
- Jacques Zacharie Destaing, Generalmajor (* 6. November 1764 in Aurillac; † 5. Mai 1802 in Paris). Er steht in der 25. Spalte.
- Jean Jacques Desvaux de Saint-Maurice, Generalmajor, gefallen in der Schlacht bei Waterloo (* 26. Juni 1775 in Paris; † 18. Juni 1815 in Waterloo). Er steht in der 10. Spalte (DESVAUX).

#### Dh bis Dr
- François Nivard Charles Joseph d’Hénin, General (* 21. August 1771 in Lille; † 21. November 1847 in Paris). Er steht in der 40. Spalte.
- Alexandre Elisabeth Michel Digeon, Generalmajor (* 26. Juni 1771 in Paris; † 2. August 1826 in Ronqueux). Er steht in der 22. Spalte.
- Arthur de Dillon, Generalmajor (* 3. September 1750 in Braywick; † 14. April 1794 in Paris). Er steht in der 4. Spalte.
- Guillaume Dode de la Brunerie, Marschall von Frankreich (* 30. April 1775 in Saint-Geoire-en-Valdaine; † 1. März 1851 in Paris). Er steht in der 22. Spalte (DODE).
- Jan Henryk Dąbrowski, polnischer General (* 29. August 1755 in Pierszowice; † 6. Juli 1818 in Winnagora). Er steht in der 25. Spalte (DOMBROWSKY).
- Jean Baptiste Dommanget, Brigadegeneral (* 17. Oktober 1769 in Possesse; † 10. Februar 1848 in Paris). Er steht in der 2. Spalte.
- Elzéar-Auguste Cousin de Dommartin, Generalmajor (* 26. Mai 1768 in Dommartin-le-Franc; † 9. Juli 1799 in Rosette). Er steht in der 25. Spalte.
- Jean Siméon Domon, Generalmajor (* 2. März 1774 in Maurepas; † 5. Juli 1830 in Paris). Er steht in der 20. Spalte.
- Frédéric Guillaume de Donop, Brigadegeneral, gefallen in der Schlacht bei Waterloo (* 3. Juni 1773 in Cassel; † 18. Juni 1815 in Waterloo). Er steht in der 1. Spalte.
- François-Xavier Donzelot, Generalmajor (* 6. Januar 1764 in Mamirolle; † 11. Juni 1843 auf Schloss Ville-Évrard). Er steht in der 17. Spalte.
- Jean-Marie Dorsenne le Paige, Generalmajor (* 30. April 1773 in Ardres; † 24. Juli 1812 in Paris). Er steht in der 34. Spalte (DORSENNE).
- Jean Philippe Raymond Dorsner, Generalmajor (* 23. Januar 1750 in Straßburg; † 4. Juni 1829 in Neuviller-la-Roche). Er steht in der 7. Spalte.
- Jean Pierre Doumerc, Generalmajor (* 7. Oktober 1767 in Montauban; † 29. März 1847 in Paris). Er steht in der 1. Spalte.
- Jean-Baptiste Drouet d’Erlon, Marschall von Frankreich (* 29. Juli 1765 in Reims; † 25. Januar 1844 in Paris). Er steht in der 14. Spalte (DROUET).
- Antoine Drouot, Generalmajor (* 11. Januar 1774 in Nancy; † 24. März 1847 in Nancy). Er steht in der 32. Spalte.

#### Dub bis Duv
- Paul Alexis Dubois, Generalmajor, tödlich verwundet in der Schlacht von Rovereto (* 27. Januar 1754 in Guise; † 4. September 1796 in Rovereto). Er steht in der 25. Spalte.
- Jacques Charles Dubois de Thainville, Brigadegeneral (* 27. November 1762 in Reux; † 14. Januar 1847 in Sens). Er steht in der 9. Spalte.
- Louis Dubouquet, Generalmajor (* 17. April 1740 in Cucuron; † 25. Januar 1814 in Cucuron). Er steht in der 34. Spalte.
- Jean Louis Dubreton, Generalmajor (* 18. Januar 1773 in Ploërmel; † 27. Mai 1855 in Versailles). Er steht in der 35. Spalte.
- Georges Joseph Dufour, Generalmajor (* 15. März 1758 in Saint-Seine-l’Abbaye; † 10. März 1820 in Bordeaux). Er steht in der 5. Spalte.
- Jacques François Dugommier, genannt Dugommier, Generalmajor, gefallen in der Schlacht von San Lorenzo (* 1. August 1738 in Basse-Terre; † 17. November 1794 in Sant Llorenç de la Muga). Er steht in der 33. Spalte (DUGOMMIER).
- Charles Dugua, Generalmajor (* 1. März 1744 in Valenciennes; † 16. Oktober 1802 in Cap-Haïtien). Er steht in der 25. Spalte.
- Guillaume Philibert Duhesme, Generalmajor, tödlich verwundet in Waterloo (* 7. Juli 1766 in Bourgneuf-Val-d’Or; † 20. Juni 1815 in Genappe). Er steht in der 8. Spalte.
- Louis Étienne Dulong de Rosnay, General (* 12. September 1780 in Rosnay-l’Hôpital;– † 20. Mai 1828 in Paris). Er steht in der 36. Spalte (DULONG).
- Alexandre Thomas Davy de la Pailleterie, genannt Dumas, Generalmajor (* 25. März 1762 in Jérémie (Haiti); † 26. Februar 1807 in Villers-Cotterêts). Er steht in der 23. Spalte (DUMAS).
- Matthieu Dumas, Generalmajor (* 23. November 1753 in Montpellier; † 16. Oktober 1837 in Paris). Er steht in der 15. Spalte (Mieu DUMAS).
- Pierre Jadart du Merbion, genannt Dumerbion, Generalmajor (* 30. April 1737 in Montmeillant; † 25. Februar 1797 in Montmeillant). Er steht in der 23. Spalte (DUMERBION).
- Leone Baptiste Dumonceau, Generalmajor (* 7. November 1760 in Brüssel; † 29. Dezember 1821 in Brüssel). Er steht in der 1. Spalte.
- Charles-François Dumouriez, genannt Du Perrier, General (* 26. Januar 1733 in Cambrai; † 14. März 1823 in Turville-Park bei London). Er steht in der 3. Spalte.
- Pierre Dumoustier, Generalmajor (* 17. März 1771 in Saint-Quentin; † 15. Juni 1831 in Nantes). Er steht in der 11. Spalte.
- Pierre Louis Dupas, Generalmajor (* 13. Februar 1761 in Évian; † 6. März 1823 in Thonon-les-Bains). Er steht in der 26. Spalte.
- Victor Guy Duperré, Admiral (* 20. Februar 1775 in La Rochelle; † 2. November 1846 in Paris). Er steht in der 34. Spalte.
- Léonard Mathurin Duphot, Brigadegeneral, bei einem Aufruhr in Rom massakriert (* 21. September 1769 in Lyon; † 27. Dezember 1797 in Rom). Er steht in der 28. Spalte.
- Jean Étienne Benoît Duprat, Brigadegeneral, gefallen in der Schlacht bei Wagram (* 21. März 1752 in Avignon; † 6. Juli 1809 in Wagram). Er steht in der 19. Spalte.
- Géraud Christophe Michel Duroc, Generalmajor, tödlich verwundet in der Schlacht bei Reichenbach und Markersdorf (* 25. Oktober 1772 in Pont-à-Mousson; † 23. Mai 1813 in Markersdorf). Er steht in der 15. Spalte.
- Antoine Jean Auguste Henri Durosnel, Generalmajor (* 9. November 1771 in Paris; † 5. Februar 1849 in Paris). Er steht in der 31. Spalte.
- Antoine Simon Durrieu, Generalmajor (* 20. Juli 1775 in Grenade-sur-l’Adour; † 8. April 1862 in Saint-Sever). Er steht in der 19. Spalte.
- Pierre François Joseph Durutte, Generalmajor (* 13. Juli 1767 in Douai; † 18. April 1827 in Ypres). Er steht in der 17. Spalte.
- Adrien Jean Baptiste Aimable Ramond du Bosc Dutaillis, Generalmajor, (* 12. November 1760 in Nangis; † 4. Februar 1851 in Paris). Er steht in der 11. Spalte (DUTAILLIS).
- Blaise Duval, genannt Duval de Hautmaret, Generalmajor (* 4. September 1739 in Abbeville; † 17. Januar 1803 in Montreuil-sur-Mer). Er steht in der 4. Spalte.
- Régis Barthélemy Mouton-Duvernet, Generalmajor (* 3. Mai 1770 in Le Puy; † 27. Juli 1816 in Lyon). Er steht in der 32. Spalte (DUVERNET, M.).

### E
- Jean Baptiste Eblé, Generalmajor (* 21. Dezember 1758 in St. Johann bei Saargemünd; † 31. Dezember 1812 in Königsberg). Er steht in der 14. Spalte (ÉBLÉ).
- Maxime-Julien Émeriau de Beauverger, Admiral (* 20. Oktober 1762 in Carhaix; † 2. Februar 1845 in Toulon). Er steht in der 21. Spalte (EMERIAU).
- Rémy-Isidore Exelmans, Marschall von Frankreich (* 13. November 1775 in Bar-le-Duc; † 22. Juli 1852 in Sèvres). Er steht in der 27. Spalte.

### F
- Gabriel Jean Fabre, General (* 20. Februar 1774 in Vannes; † 12. Mai 1858 in Laval). Er steht in der 22. Spalte.
- Jean Louis François Fauconnet, Generalmajor (* 24. Dezember 1750 in Revigny-sur-Ornain; † 22. Oktober 1819) in Lille. Er steht in der 7. Spalte.
- François Claude Joachim Faultrier de l’Orme, Generalmajor (* 15. August 1760 in Metz; † 7. November 1805 in Nördlingen). Er steht in der 21. Spalte (FAULTRIER).
- Claude François Ferey, Generalmajor, tödlich verwundet in der Schlacht von Salamanca (* 20. September 1771 in Auvet-et-la-Chapelotte; † 24. Juli 1812). Er steht in der 38. Spalte.
- Pierre Marie Barthélemy Ferino, Generalmajor (* 23. August 1747 Craveggia; † 28. Juni 1816Paris). Er steht in der 14. Spalte.
- Jacques Ferrand, Generalmajor (* 14. November 1746 in Ormoy; † 30. September 1804 in Amance). Er steht in der 4. Spalte.
- Pascal Antoine Fiorella, General (* 7. Februar 1752 in Ajaccio; † 3. März 1818 in Ajaccio). Er steht in der 21. Spalte.
- Auguste Charles Joseph de Flahaut de La Billarderie, Generalmajor (* 21. April 1785 in Paris; 1. September 1870 in Paris). Er steht in der 32. Spalte.
- Jean François Flamand, Brigadegeneral (* 21. Juni 1766 in Besançon; † 10. Dezember 1838 in Versailles). Er steht in der 39. Spalte.
- Antoine Henri Armand Jules Elisabeth de Foissac-Latour, General (* 3. Februar 1782 in Molsheim; † 25. März 1855 in Rouge-Maison). Er steht in der 19. Spalte (FOISSAC-LATur).
- Louis François Foucher de Careil, Generalmajor (* Guérande 18. Februar 1762; † Garches le 22. August 1835). Er steht in der 11. Spalte (FOUCHER).
- Albert Louis Emmanuel de Fouler, Generalmajor (* 9. Februar 1769 in Lillers; † 17. Juni 1831 in Lillers). Er steht in der 10. Spalte.
- Maximilien Sébastien Foy, Generalmajor (* 3. Februar 1775 in Ham; † 28. November 1825 in Paris). Er steht in der 35. Spalte.
- Jean Baptiste Francesqui-Delonne, Brigadegeneral (* 4. September 1767 in Lyon; † 23. Oktober 1810 in Cartagena). Er steht in der 36. Spalte (FRANCESCHI).
- Charles Louis Joseph de Gau de Frégeville, Generalmajor (* 1. November 1762 auf Château de Grandval in Teillet; † 4. April 1841 in Paris). Er steht in der 34. Spalte (FREGEVILLE).
- Bernard Georges François Frère, Generalmajor (* 8. Januar 1764 in Montreal; † 16. Februar 1826 in Paris). Er steht in der 25. Spalte (FRERE).
- Philibert Fressinet, Generalmajor (* 21. Juli 1767 in Marcigny; † 2. August 1821 in Paris). Er steht in der 17. Spalte.
- Louis de Friant, Generalmajor (* 18. September 1758 in Morlancourt; † 24. Juni 1829 in Seraincourt). Er steht in der 8. Spalte.
- Jean Parfait Friederichs, Generalmajor, tödlich verwundet in der Völkerschlacht bei Leipzig (* 11. Juni 1773 in Montmartre; † 20. Oktober 1813 in Leipzig). Er steht in der 20. Spalte.
- François Nicolas Fririon, Generalmajor (* 7. Februar 1766 Vandières; † 25. September 1840) Paris. Er steht in der 16. Spalte.

### G

#### Ga bis Ge
- Honoré Joseph Antoine Ganteaume, Admiral (* 13. April 1755 in La Ciotat; † 28. September 1818 in La Pauline, bei d’Aubagne). Er steht in der 23. Spalte (GANTHEAUME).
- Marie Théodore Urbain Garbe, General (* 25. Mai 1769 in Hesdin; † 10. Juli 1831 in Hesdin). Er steht in der 22. Spalte (GARBÉ).
- Gaspard Amédée Gardanne, Generalmajor (* 30. August 1758 in Solliès-Pont; † 14. August 1807 in Breslau). Er steht in der 25. Spalte.
- Pierre Dominique Garnier, Generalmajor (* 19. Dezember 1756 in Marseille; † 11. Mai 1827 in Nantes). Er steht in der 25. Spalte.
- Pierre Edmé Gautherin oder Gauthrin, Brigadegeneral (* 12. August 1770 in Troyes; † 19. März 1851 in Saint-Martin-es-Vignes). Er steht in der 19. Spalte.
- Jean-Pierre Gauthier, genannt Leclerc, Brigadegeneral (* 23. Februar 1765 in Septmoncel; † 14. Juni 1821 in Marnes). Er steht in der 39. Spalte (GAUTHIER-Crc).
- Nicolas Hyacinthe Gautier, Brigadegeneral, tödlich verwundet in der Schlacht bei Wagram (* 5. Mai 1774 in Loudéac; † 14. Juli 1809 in Wien). Er steht in der 18. Spalte.
- Honoré Théodore Maxime Gazan, Generalmajor (* 29. Oktober 1765 in Grasse; † 9. April 1845 in Grasse). Er steht in der 26. Spalte.
- Alphonse Louis Gentil de Saint-Alphonse, General (* 6. September 1777 in Versailles; † 7. August 1837 in Toulouse). Er steht in der 19. Spalte (GENTIL St ALPse).
- Étienne-Maurice Gérard, Marschall von Frankreich, Kriegsminister (* 4. April 1773 in Damvillers; † 17. April 1852 in Paris). Er steht in der 14. Spalte.
- François-Joseph Gérard, Generalmajor (* 29. Oktober 1771 in Phalsbourg; † 18. September 1832 in Beauvais). Er steht in der 2. Spalte.

#### Gi bis Go
- Joseph Gilot, Generalmajor (* 16. April 1734 in Châtenay; † 27. März 1811 in Nancy). Er steht in der 6. Spalte.
- Jacques Laurent Gilly, Generalmajor (* 12. August 1769 in Fournès; † 5. August 1829 in Aramon). Er steht in der 35. Spalte.
- Jean-Baptiste Girard, Generalmajor, tödlich verwundet in der Schlacht bei Ligny (* 21. Februar 1775 in Aups; † 27. Juni 1815 in Paris). Er steht in der 8. Spalte.
- Jean Pierre Girard, genannt Vieux, Brigadegeneral (* 9. August 1750 in Genf; † 2. März 1811 in Arras). Er steht in der 20. Spalte (GIRARD dit VIEUX)
- Alexandre Louis Robert Girardin d’Ermenonville, Generalmajor (* 13. Februar 1776 in Paris; † 5. August 1855 in Paris). Er steht in der 20. Spalte (GIRARDIN).
- Jacques Nicolas Gobert, Generalmajor, tödlich verwundet in der Schlacht von Bailén (* 1. Juni 1760 in Basse-Terre; † 17. Juli in Guarroman). Er steht in der 35. Spalte.
- Louis Anne Marie Gouré de Villemontée, Brigadegeneral, tödlich verwundet in der Schlacht bei Großgörschen (* 4. Dezember 1768 in Tonnerre; † 3. Mai 1813 in Lützen). Er steht in der 12. Spalte (GOURÉ).
- Jean Baptiste Gouvion, General in der Armee von La Fayette, (* 8. Januar 1747 in Toul; † 11. Juni 1792 in La Glisuelle). Er steht in der 8. Spalte.
- Laurent de Gouvion Saint-Cyr, Marschall von Frankreich, Kriegsminister, (* 13. Mai 1764 in Toul; † 17. März 1830 in Hyères). Er steht in der 13. Spalte (GOUVION St CYR).

#### Gr
- Jean François Graindorge, Brigadegeneral, tödlich verwundet in der Schlacht von Busaco (* 1. Juli 1770 in Saint-Pois; † 1. November 1810 in Carquejo). Er steht in der 38. Spalte.
- Charles Louis Dieudonné Grandjean, Generalmajor (* 29. Dezember 1768 in Nancy; † 15. September 1828 in Nancy). Er steht in der 16. Spalte.
- Pierre Guillaume Gratien, Generalmajor (* 1. Januar 1764 in Paris; † 24. April 1814 in Piacenza). Er steht in der 7. Spalte.
- Paul Grenier, Generalmajor (* 29. Januar 1768 in Sarrelouis; † 18. April 1827 in Morembert). Er steht in der 14. Spalte.
- François Joseph Fidèle Gressot, Brigadegeneral (* 7. September 1770 in Delsberg; † 14. November 1848 in Saint-Germain-en-Laye). Er steht in der 39. Spalte.
- Achille Claude Marie Tocip, genannt Grigny, Brigadegeneral, gefallen bei der Belagerung von Gaeta (* 7. April 1766 in Paris; † 10. Februar 1806 in Gaeta). Er steht in der 28. Spalte (GRIGNY)
- Rémy Grillot, Brigadegeneral, tödlich verwundet in der Schlacht bei Großgörschen (* 11. März 1776 in Navilly; † 19. Mai 1813 in Leipzig). Er steht in der 10. Spalte.
- Jean Louis Gros, Brigadegeneral (* 3. Mai 1767 in Montolieu; † 10. Mai 1824 in Paris). Er steht in der 15. Spalte.
- Emmanuel de Grouchy, Marschall von Frankreich (* 23. Oktober 1766 in Paris; † 29. April 1847 in Saint-Étienne). Er steht in der 4. Spalte.
- Louis Sébastien Grundler, General (* 20. Juli 1774 in Paris; † 27. September 1833 in Château du Plessis bei Troyes). Er steht in der 5. Spalte.

#### Gu
- Charles Étienne Gudin de la Sablonnière, Generalmajor, tödlich verwundet in der Schlacht bei Walutino (* 13. Februar 1768 in Montargis; † 22. Februar 1812 in Smolensk). Er steht in der 15. Spalte (GUDIN).
- Pierre-Cesar Gudin des Bardelieres, General (* 30. Dezember 1775 in Gien; † 13. Februar 1855 in Montargis). Er steht in der 29. Spalte (GUDIN, P.).
- Charles Louis Joseph Olivier Guéhéneuc, General (* 7. Juni 1783 in Valenciennes; † 26. August 1849 in Paris). Er steht in der 32. Spalte.
- Armand Charles Guilleminot, Generalmajor (* 2. März 1774 in Dunkerque; † 14. März 1840 in Baden-Baden). Er steht in der 7. Spalte.
- Jean Joseph Guieu oder Guyeux, Generalmajor (* 30. September 1758 in Champcella; † 5. Oktober 1817 in Châteauroux). Er steht in der 24. Spalte (GUYEUX).
- Étienne Guyot, Brigadegeneral, gefallen bei einem Kavalleriegefecht in Ostpreußen (* 1. Mai 1767 in Mantoche; † 8. Juni 1807 in Kleinenfeld). Er steht in der 20. Spalte.
- Claude Étienne Guyot, Generalmajor (* 5. September 1768 in Villevieux; † 28. November 1837 in Paris). Er steht in der 31. Spalte (GUYOT, C.).
- Nicolas Bernard Guiot de Lacour, Generalmajor, tödlich verwundet in der Schlacht bei Wagram (* 25. Januar 1771 in Yvoy-Carignan; † 28. Juli 1809 in Gundersdorf). Er steht in der 11. Spalte (GUYOT de LACOUR).

### H
- Pierre Joseph Habert, Generalmajor (* 22. Dezember 1773 in Avallon; † 19. Mai 1825 in Montréal). Er steht in der 36. Spalte.
- Jacques Félix Emmanuel Hamelin, Admiral (* 13. Oktober 1768 in Honfleur; † 23. April 1839 in Paris). Er steht in der 2. Spalte.
- Jacques Félix Jan de la Hamelinaye, Generalmajor (* 22. Februar 1769 in Montauban-de-Bretagne; † 14. April 1861 in Rennes). Er steht in der 9. Spalte (HAMELINAYE).
- Antoine Alexandre Hanicque, Generalmajor (* 27. Mai 1748 in Paris; † 28. Februar 1821 in Paris). Er steht in der 1. Spalte.
- Jean Hardy, Generalmajor (* 19. Mai 1762 in Mouzon; † 29. Mai 1802 in Cap-Haïtien, auf Haiti). Er steht in der 6. Spalte.
- Jean Isidore Harispe, Marschall von Frankreich (* 7. Dezember 1768 in Saint-Étienne-de-Baïgorry; † 26. Mai 1855 in Lacarre). Er steht in der 36. Spalte.
- Louis Harlet, Brigadegeneral (* 15. August 1772 in Broyes; † 2. März 1853 in Sézanne). Er steht in der 32. Spalte.
- Louis-Auguste Jouvenel des Ursins d’Harville, Generalmajor (* 23. April 1749 in Paris; † 8. Mai 1815 in Harville). Er steht in der 5. Spalte (HARVILLE).
- Jacques Maurice Hatry, Generalmajor (* 13. Februar 1742 in Straßburg; † 30. November 1802 in Paris). Er steht in der 5. Spalte.
- Jean-Joseph Ange d’Hautpoul, Generalmajor, tödlich verwundet in der Schlacht bei Preußisch Eylau (* 13. Mai 1754 in Salettes; † 14. Februar 1807 in Eylau). Er steht in der 16. Spalte (D'HAUTPOUL).
- François Nicolas Benoît Haxo, Generalmajor (* 24. Juni 1774 in Lunéville; † 25. Juni 1838 in Paris). Er steht in der 36. Spalte.
- Gabriel Marie Joseph d’Hédouville, Generalmajor (* 27. Juli 1755 in Laon; † 30. März 1825 in Brétigny-sur-Orge). Er steht in der 31. Spalte.
- Claude François Henry, Colonel, tödlich verwundet bei der Belagerung von Valencia (* 12. März 1773 in Champlitte; † 2. Januar 1812 in Valencia). Er steht in der 38. Spalte.
- Claude-Marie Hervo, Brigadegeneral, gefallen bei einer Erkundung vor der Schlacht bei Eggmühl (* 11. November 1766 in Quimperlé; † 21. April 1809 in Peising). Er steht in der 18. Spalte.
- Étienne Heudelet de Bierre, Generalmajor (* 13. November 1770 in Dijon; † 20. April 1857 in Paris). Er steht in der 17. Spalte (HEUDELET).
- Joseph Higonet, Colonel, gefallen in der Schlacht bei Auerstedt (* 11. Dezember 1771 in Saint-Geniez-d’Olt; † 14. Oktober 1806 in Auerstedt). Er steht in der 18. Spalte.
- Louis Lazare Hoche, Generalmajor (* 24. Juni 1768 in Versailles; † 19. September 1797 in Wetzlar). Er steht in der 3. Spalte.
- Jean Nicolas Houchard, Generalmajor (* 24. Januar 1738 in Forbach; † 15. November 1793 in Paris). Er steht in der 3. Spalte.
- Léonard Jean Aubry Huard de Saint-Aubin, Brigadegeneral, gefallen in der Schlacht von Borodino (* 11. Januar 1770 in Villedieu-les-Poêles; † 7. September 1812 in Borodino). Er steht in der 9. Spalte (HUARD).
- Pierre Antoine François Huber, General (* 20. Dezember 1775 in Sankt Wendel; † 26. April 1832 in Paris). Er steht in der 33. Spalte.
- Étienne Hulot, General (* 15. Februar 1774 in Mazerny; † 23. September 1850 in Nancy). Er steht in der 2. Spalte.

### J
- Charles Claude Jacquinot, Generalmajor (* 3. August 1772 in Melun; † 24. April 1848 in Metz). Er steht in der 20. Spalte.
- Jean-Baptiste Auguste Jamin, gefallen in der Schlacht bei Waterloo, Brigadegeneral (* 17. Februar 1775 in Louvigné-du-Désert; † 18. Juni 1815 in Waterloo). Er steht in der 9. Spalte (JAMIN, A.).
- Jean-Baptiste Jamin, General (* 20. Mai 1772 in Villécloye; † 30. Januar 1848 in Paris). Er steht in der 9. Spalte (JAMIN, J.B.).
- Henri Antoine Jardon, Brigadegeneral, gefallen im Spanien-Feldzug (* 3. Februar 1768 in Verviers; † 25. März 1809 in Guimarães). Er steht in der 38. Spalte.
- Jean-Baptiste Jeanin, General (* 22. Januar 1769 in Épy; † 2. Mai 1830 in Saulieu). Er steht in der 22. Spalte.
- Barthélemy-Catherine Joubert, Generalmajor, gefallen in der Schlacht bei Novi (* 14. April 1769 in Pont-de-Vaux; † 15. August 1799 in Novi Ligure). Er steht in der 23. Spalte.
- Joseph Antoine René Joubert, Brigadegeneral (* 11. November 1772 in Angers; † 23. April 1843 in Paris). Er steht in der 2. Spalte (JOUBERT, J.).
- Jean Pierre de Jouffroy, Brigadegeneral (* 20. Juli 1766 in Boulot; † 30. September 1846 in Lille). Er steht in der 39. Spalte.
- Jean-Baptiste Jourdan, Marschall von Frankreich (* 29. April 1762 in Limoges; † 23. November 1833 in Paris). Er steht in der 3. Spalte.
- Jean Andoche Junot, Generalmajor (* 24. September 1771 in Bussy-le-Grand; † 29. Juli 1813 in Montbard). Er steht in der 33. Spalte.

### K
- François-Christophe Kellermann, Marschall, er ist einer der Sieger der Schlacht von Valmy (* 28. Mai 1735 in Straßburg; † 13. September 1820 in Paris). Er steht in der 3. Spalte.
- François-Étienne Kellermann, Generalmajor, Sohn von François-Christophe Kellermann (* 4. August 1770 in Metz; † 2. Juni 1835 in Paris). Er steht in der 21. Spalte (KELLERMANN, F.).
- Charles Édouard Saül Jennings de Kilmaine, Generalmajor (* 19. Oktober 1751 in Dublin; † 11. Dezember 1799 in Paris). Er steht in der 5. Spalte.
- François Joseph Kirgener, Brigadegeneral, gefallen in der Schlacht bei Reichenbach und Markersdorf (* 8. Oktober 1766 in Paris; † 22. Mai 1813 in Markersdorf). Er steht in der 15. Spalte.
- Jean-Baptiste Kléber, Generalmajor, (* 9. März 1753 in Straßburg; † 14. Juni 1800 in Kairo). Er steht in der 23. Spalte (KLEBER).
- Dominique Louis Antoine Klein, Generalmajor (* 24. Januar 1761 in Blamont; † 2. November 1845 in Paris). Er steht in der 17. Spalte.
- Joseph Chlopicki de Necznia, genannt Klopisky, Brigadegeneral (* 14. März 1771 in Kapustyń (Kapustynia), Wolhynien; † 30. September 1854 in Krakau). Er steht in der 37. Spalte (KLOPISKY).
- Charles Kniaziewicz, Generalmajor (* 4. Mai 1762 in Assiten; † 9. Mai 1842 in Paris). Er steht in der 12. Spalte.

### L

#### Lab bis Lam
- Pierre Garnier de la Boissière, Generalmajor (* 11. März 1755 in Chassiecq; † 14. April 1809 in Paris). Er steht in der 15. Spalte (LABOISSIERE).
- André Bruno de Frévol de Lacoste, Brigadegeneral, gefallen bei der Belagerung von Saragossa (* 14. Juni 1775 in Pradelles; † 2. Februar 1809 in Saragossa). Er steht in der 38. Spalte (LACOSTE).
- François Joseph Pamphile de Lacroix, General (* 1. Juni 1774 in Aimargues; † 16. Oktober 1841 in Versailles). Er steht in der 40. Spalte (LACROIX, P.).
- Gérard Lacuée, Colonel, tödlich verwundet beim Feldzug von 1805 (* 23. Dezember 1774 in Agen; † 9. Oktober 1805 zwischen Günzburg und Nornheim). Er steht in der 18. Spalte.
- Marie-Joseph Motier, Marquis de La Fayette Armeegeneral im Amerikanischen Unabhängigkeitskrieg, spielte eine wichtige Rolle in der Französischen Revolution (* 6. September 1757 auf Schloss Chavaniac; † 20. Mai 1834 in Paris). Er steht in der 3. Spalte.
- Louis Marie Lévesque de Lafferrière, Generalmajor (* 9. April 1776 in Redon; † 22. November 1834 in Paris). Er steht in der 32. Spalte (Lque de la FERRIERE).
- Guillaume Joseph Nicolas de Lafon-Blaniac, Generalmajor (* 25. Juli 1773 in Villeneuve-sur-Lot; † 28. September 1833 in Vico). Er steht in der 29. Spalte.
- Joseph Lagrange, Generalmajor (* 10. Januar 1763 in Sempesserre; † 16. Januar 1836 in Paris). Er steht in der 34. Spalte.
- Amédée Emmanuel François Laharpe, Generalmajor, gefallen in der Schlacht von Lodi (* 17. Oktober 1754 in Rolle; † 10. Mai 1796 in Lodi). Er steht in der 24. Spalte.
- Armand Lebrun de La Houssaye, Generalmajor (* 20. Oktober 1768 in Paris; † 18. Juni 1846 in Paris). Er steht in der 6. Spalte (LAHOUSSAYE).
- Louis Joseph Lahure, General (* 29. Dezember 1767 in Mons; † 24. Oktober 1853 in Bouchain). Er steht in der 30. Spalte.
- Charles Eugène de Lalaing d’Audenarde, General (* 13. November 1779 in Paris; † 4. März 1859 in Paris). Er steht in der 12. Spalte (LALAING D'AUDde).
- François Antoine Lallemand, General (* 23. Juni 1774 in Metz; † 9. März 1839 in Paris). Er steht in der 37. Spalte.
- François Joseph Drouot, genannt Lamarche, Generalmajor (* 14. Juli 1733 in Lutzelhausen; † 18. Mai 1814 in Sarrebourg). Er steht in der 5. Spalte (LAMARCHE).
- Jean Maximilien Lamarque, Generalmajor (* 22. Juli 1770 in Saint-Sever; † 1. Juni 1832 in Paris). Er steht in der 36. Spalte.
- Jean Fabre de la Martillière, Generalmajor (* 10. März 1819 in Nîmes; † 27. März 1732 in Paris). Er steht in der 31. Spalte (LAMARTILLIÈRE).
- Thomas Mignot de Lamartinière, Generalmajor, tödlich verwundet beim Angriff auf die Brücke von Berra über den Bidassoa (* 26. Februar 1768 in Machecoul; † 6. September 1813 in Bayonne). Er steht in der 32. Spalte (LAMARTINIÈRE).
- Charles Malo François de Lameth, Brigadegeneral (* 6. Oktober 1757 in Paris; † 28. Dezember 1832 in Paris). Er steht in der 30. Spalte (LAMETH, CH.).
- Étienne François Ducoudray Rocbert de Lamorendière, Brigadegeneral (* 13. Dezember 1769 in Saint-Martin-de-Ré; † 2. Januar 1837 in Bordeaux). Er steht in der 22. Spalte (LAMORANDIÈRE).
- Antoine Charles Houdar de Lamotte, Colonel, gefallen in der Schlacht bei Jena (* 21. November 1773 in Versailles; † 14. Oktober 1806 in Jena). Er steht in der 18. Spalte (LAMOTTE).

#### Lan bis Lav
- Jean Pierre Lanabère, Brigadegeneral, tödlich verwundet in der Schlacht von Borodino (* 24. Dezember 1770 in Carresse; † 12. September 1812 in Moschaisk). Er steht in der 19. Spalte.
- Charles Hyacinthe Leclerc de Landremont, Generalmajor (* 21. August 1739 in Fénétrange; † 26. September 1818 in Nancy). Er steht in der 4. Spalte.
- Jean Lannes, prince de Sievers, duc de Montebello, Marschall von Frankreich, tödlich verwundet in der Schlacht bei Aspern (* 10. April 1769 in Lectoure; † 31. Mai 1809 in Kaiserebersdorf). Er steht in der 13. Spalte.
- René Joseph de Lanoue, General (* 7. September 1731 auf Schloss Narelles in la Roche-Clermault; † 17. November 1795 in Paris). Er steht in der 4. Spalte.
- François Lanusse, Generalmajor, tödlich verwundet in der Schlacht von Alexandria (* 3. November 1772 in Habas; † 21. März 1801 in Alexandria). Er steht in der 25. Spalte.
- Pierre Belon Lapisse, Generalmajor, tödlich verwundet in der Schlacht von Talavera (* 25. November 1762 in Lyon; † 30. Juli 1809 in Santa Olalla). Er steht in der 37. Spalte.
- Jean Grégoire Barthélemy Rouger de Laplane, Generalmajor (* 13. Oktober 1766 in Mourvilles-Hautes; † 16. Juni 1837 in Mourvilles-Hautes). Er steht in der 22. Spalte.
- Jean François Cornu de La Poype, Generalmajor (* 31. Mai 1758 in Lyon; † 27. Januar 1851 in Brosses). Er steht in der 24. Spalte (LAPOYPE).
- Jean Ambroise Baston de Lariboisière, Generalmajor (* 18. August 1759 in Fougères; † 21. Dezember 1812 in Königsberg). Er steht in der 15. Spalte (LARIBOISSIERE).
- Antoine Laroche-Dubouscat, Generalmajor (* 16. Dezember 1757 in Condom; † 21. Juni 1831 in Vic-Fezensac). Er steht in der 7. Spalte (LAROCHE).
- Dominique Jean Larrey, Chefchirurg der Grande Armée (* 6. Juli 1766 in Beaudéan; † 25. Juli 1842 in Lyon). Er steht in der 30. Spalte.
- Jean Jacques Bernardin Colaud de La Salcette, Generalmajor (* 27. Dezember 1759 in Grenoble; † 3. September 1834 in Grenoble). Er steht in der 27. Spalte (LASALCETTE).
- Antoine Charles Louis Lasalle, Generalmajor, gefallen in der Schlacht bei Wagram (* 10. Mai 1775 in Metz; † 6. Juli 1809 in Deutsch-Wagram). Er steht in der 17. Spalte.
- Joseph Félix Lazowski, Generalmajor (* 20. November 1759 in Lunéville; † 8. Oktober 1812 in Paris). Er steht in der 21. Spalte (LASOWSKI).
- Louis-René Levassor de Latouche Tréville, Vizeadmiral (* 3. Juni 1745 in Rochefort; † 19. August 1804 in Toulon). Er steht in der 3. Spalte (LATOUCHE).
- Théophile Malo Corret de la Tour d’Auvergne, Offizier, „Erster Grenadier der Republik“, gefallen im Gefecht bei Oberhausen, (* 23. November 1743 in Carhaix; † 28. Juni 1800 in Oberhausen). Er steht in der 18. Spalte (L.Tr DAUVERGNE).
- Marie Victor Nicolas de Fay de La Tour-Maubourg, Generalmajor, (* 22. Mai 1768 in La Motte-Galaure; † 11. November 1850 auf Château de Farcy-lès-Lys in Dammarie-les-Lys). Er steht in der 17. Spalte (L.Tr MAUBOURG).
- Guillaume-Latrille de Lorencez, Generalmajor (* 21. April 1855 in Pau; † 1. Oktober 1772 in Bar-le-Duc). Er steht in der 32. Spalte (LATRILLE de Lez).
- Germain-Félix Tennet de Laubadère, Generalmajor (* 20. Februar 1749 in Bassoues; † 8. August 1799 in Rouen). Er steht in der 5. Spalte (LAUBADERE).
- Alexandre-Jacques-Bernard Law de Lauriston, Marschall von Frankreich (* 1. Februar 1768 in Pondichéry; † 11. Juni 1828 in Paris). Er steht in der 13. Spalte.
- Anne Gilbert de La Val oder Le Val, Generalmajor (* 9. November 1762 in Riom; † 6. September 1810 in Mora de Rubielos). Er steht in der 36. Spalte (LAVAL).

#### Le
- Anne Charles Lebrun, Generalmajor (* 28. Dezember 1775 in Paris; † 21. Januar 1859 in Paris). Er steht in der 31. Spalte.
- Charles Victoire Emmanuel Leclerc, Generalmajor (* 17. März 1772 in Pontoise; † 2. November 1802 in Cap-Haïtien). Er steht in der 34. Spalte (LECLERC).
- Claude-Jacques Lecourbe, Generalmajor (* 22. Februar 1759 in Besançon; † 22. Oktober 1815 in Belfort). Er steht in der 14. Spalte.
- François Roch Ledru des Essarts, Generalmajor (* 25. April 1770 in Chantenay; † 23. April 1844 in Champrosay). Er steht in der 27. Spalte (LEDRU des ESSds).
- François-Joseph Lefebvre, Marschall von Frankreich (* 25. Oktober 1755 in Rouffach; † 14. September 1820 in Paris). Er steht in der 3. Spalte.
- Charles Lefebvre-Desnouettes oder Desnoëttes, Generalmajor (* 14. September 1773 in Paris; † 22. April 1822 vor der Küste von Irland an Bord der „Albion“). Er steht in der 31. Spalte (LEFÈVRE-DESNte).
- Étienne Nicolas Lefol, Generalmajor (* 24. Oktober 1764 in Giffaumont; † 5. September 1840 in Vitry-le-François). Er steht in der 1. Spalte.
- Claude Just Alexandre Legrand, Generalmajor (* 23. Februar 1762 in Plessier-sur-Saint-Just; † 8. Januar 1815 in Paris). Er steht in der 15. Spalte.
- Louis-François Lejeune, Brigadegeneral und Maler (* 3. Februar 1775 in Straßburg; † 26. Februar 1848 in Toulouse). Er steht in der 19. Spalte.
- André Joseph Lemaire, Generalmajor (* 6. März 1738 in Cuincy; † 24. Oktober 1802 in Dunkerque). Er steht in der 5. Spalte.
- Jean Léonor François Le Marois, Generalmajor (* 17. März 1776 in Bricquebec; † 14. Oktober 1836 in Paris). Er steht in der 11. Spalte (LEMAROIS).
- Louis Lemoine, Generalmajor (* 23. November 1754 in Saumur; † 23. Juli 1842 in Paris). Er steht in der 6. Spalte.
- Henri Marie Lenoury, genannt Noury, Generalmajor (* 6. November 1771 in Cracouville; † 25. September 1839 in Cracouville). Er steht in der 40. Spalte (LENOURY).
- Louis Lepic, Generalmajor (* 20. September 1765 in Montpellier; † 7. Januar 1827 in Andrésy). Er steht in der 20. Spalte.
- François Joseph d’Estienne de Chaussegros de Lery, Brigadegeneral (* 11. September 1754 in Québec; † 5. September 1824 in Chartrettes). Er steht in der 31. Spalte (LERY).
- Augustin de Lespinasse, Generalmajor (* 8. Oktober 1737 in Pouilly-sur-Loire; † 21. November 1816 in Paris). Er steht in der 35. Spalte.
- Louis-Michel Letort, Generalmajor, tödlich verwundet vor Charleroi (* 9. September 1773 in Saint-Germain-en-Laye; † 15. Juni 1815 in Charleroi). Er steht in der 8. Spalte.
- François Charles Michel Leturcq, General, gefallen in der Schlacht von Abukir (* 10. Februar 1769 in Boynes-en-Gâtinais; † 25. Juli 1799 in Abukir). Er steht in der 28. Spalte (LETURC).
- Jean-François Leval, Generalmajor (* 18. April 1762 in Paris; † 7. August 1834 in Paris). Er steht in der 7. Spalte.
- Alexis Paul Michel Tanneguy Le Veneur de Tillières, Generalmajor (* 28. September 1746 in Paris; † 26. Mai 1833 auf château de Carrouges). Er steht in der 4. Spalte (LEVENEUR).

#### Lh bis Lu
- Samuel François Lhéritier de Chézelle, Generalmajor (* 6. August 1772 in Angles-sur-l’Anglin; † 23. August 1829 in Conflans-Sainte-Honorine). Er steht in der 20. Spalte (L'HÉRITIER).
- Jean-Matthieu-Adrien Lhermitte, Admiral (* 29. September 1766 in Coutances; † 28. August 1826 in Le Plessis-Robinson). Er steht in der 40. Spalte.
- Louis Liger-Belair, Generalmajor (* 11. Juli 1762 in Vendeuvre; † 4. Dezember 1835 in Varois). Er steht in der 37. Spalte (LIGER BELAIR).
- René Charles Élisabeth de Ligniville, Generalmajor (* 22. Februar 1760 in Herbéviller; † 14. September 1813 au château de Boncourt). Er steht in der 5. Spalte (LIGNEVILLE).
- Charles Alexandre Durand de Linois, Admiral (ehrenhalber) (* 27. Januar 1761 in Brest; † 2. Dezember 1848 in Versailles). Er steht in der 33. Spalte (LINOIS).
- Pierre-Charles Lochet, Brigadegeneral, gefallen in der Schlacht bei Preußisch Eylau (* 24. Februar 1767 in Châlons-sur-Marne; † 8. Februar 1807 in Preußisch Eylau). Er steht in der 10. Spalte.
- Louis Henri Loison, Generalmajor (* 13. Mai 1771 in Damvillers; † 30. Dezember 1816 bei Lüttich). Er steht in der 35. Spalte.
- Jean Thomas Guillaume Lorge, Generalmajor (* 22. November 1767 in Caen; † 28. November 1826 in Chauconin). Er steht in der 6. Spalte.
- Nicolas de Loverdo, General (* 6. August 1773 in Contogenada auf Kefalonia; † 26. Juli 1837 in Paris). Er steht in der 29. Spalte.
- Nikolaus von Luckner, Marschall von Frankreich (* 12. Januar 1722 in Cham; † 4. Januar 1794 in Paris). Er steht in der 3. Spalte.
- Edme Aimé Lucotte, Generalmajor (* 30. Oktober 1770 in Créancey; † 8. Juli 1825 in Port-sur-Saône). Er steht in der 29. Spalte.

### M

#### Mac bis Mar
- Étienne Jacques Joseph Alexandre MacDonald, Marschall von Frankreich, (* 17. November 1765 in Sedan; † 25. September 1840 in Beaulieu-sur-Loire). Er steht in der 13. Spalte.
- Pierre Macon, Brigadegeneral, gefallen in der Völkerschlacht bei Leipzig (* 13. Januar 1769 in Chasselay; † 27. Oktober 1806 in Leipzig). Er steht in der 40. Spalte.
- Charles René Magon de Médine, Admiral, gefallen an Bord der „Algésiras“ in der Schlacht von Trafalgar (* 12. November 1763 in Paris; † 21. Oktober 1805 vor Kap Trafalgar). Er steht in der 29. Spalte.
- Joseph Antoine Marie Michel Mainoni, Generalmajor (* 29. September 1754 in Lugano; † 12. Dezember 1807 in Mantua). Er steht in der 26. Spalte.
- Nicolas-Joseph Maison, Marschall von Frankreich (* 19. Dezember 1771 in Épinay-sur-Seine; † 13. Februar 1840 in Paris). Er steht in der 14. Spalte.
- Jean-Pierre Firmin Malher, Generalmajor (* 19. Juni 1761 in Paris; † 13. März 1808 in Valladolid). Er steht in der 7. Spalte.
- Antoine Louis Popon de Mancune, Generalmajor (* 21. Februar 1772 in Brive; † 18. Februar 1824 in Paris). Er steht in der 35. Spalte (MANCUNE).
- Jean Pierre Maransin, Generalmajor (* 20. März 1770 in Lourdes; † 16. Mai 1828 in Paris). Er steht in der 35. Spalte.
- Jean-Antoine Marbot, Generalmajor (* 7. Dezember 1754 in Altillac; † 19. April 1800 in Genua). Er steht in der 34. Spalte.
- François Séverin Marceau-Desgraviers, genannt Marceau, Generalmajor, tödlich verwundet in der Schlacht von Altenkirchen (* 1. März 1769 in Chartres; † 21. September 1796 in Altenkirchen). Er steht in der 6. Spalte (MARCEAU).
- Jean Gabriel Marchand, Generalmajor (* 10. Dezember 1765 in L’Albenc; † 12. November 1851 in Saint-Ismier). Er steht in der 26. Spalte.
- Pierre Louis Binet de Marcognet, Generalmajor (* 14. November 1765 in Croix-Chapeau; † 19. Dezember 1854 in Paris). Er steht in der 7. Spalte (MARCOGNET).
- Armand Samuel de Marescot, Generalmajor (* 1. März 1758 in Tours; † 5. November 1832 auf Château de Chasley bei Montoire). Er steht in der 14. Spalte.
- Pierre Margaron, Generalmajor (* 1. Mai 1765 in Lyon; † 16. Dezember 1824 in Paris). Er steht in der 2. Spalte.
- Joseph Bernard Marigny, Colonel, gefallen in der Schlacht bei Jena und Auerstedt (* 19. März 1768 in Morestel; † 14. Oktober 1806 in Jena). Er steht in der 28. Spalte.
- Jacques-Barthélémy Marin, Brigadegeneral (* 23. August 1772 in Ville; † 24. März 1848 in Ville). Er steht in der 19. Spalte.
- Charles Stanislas Marion, Brigadegeneral, gefallen in der Schlacht von Schlacht von Borodino (* 7. Mai 1758 in Charmes; † 7. September 1812 in Borodino). Er steht in der 18. Spalte.
- Frédéric Christophe Henri Pierre Claude Vagnair, genannt Marisy oder Marizy, Brigadegeneral, ermordet (* 8. Juli 1765 in Altroff; † 1. Februar 1811 in Talavera). Er steht in der 30. Spalte (MARISY).
- Auguste Frédéric Louis Viesse de Marmont, Marschall von Frankreich (* 20. Juli 1774 in Châtillon-sur-Seine; † 2. März 1852 in Venedig). Er steht in der 24. Spalte.
- Pierre Martin, Admiral (* 29. Januar 1752 auf Festung Louisbourg; † 1. Oktober 1820 in Rochefort). Er steht in der 31. Spalte.
- Jacob François Marola, genannt Marulaz, Generalmajor (* 6. November 1769 in Zeiskam; † 10. Juni 1842 auf Schloss Filain). Er steht in der 11. Spalte (MARULAZ).
- André Masséna, Marschall von Frankreich, (* 6. Mai 1758 in Nizza; † 4. April 1817 in Paris). Er steht in der 23. Spalte.
- Jean François Nicolas Maucomble, Brigadegeneral (* 2. Juli 1776 in Charleville; † 20. Mai 1850 in Paris). Er steht in der 32. Spalte.
- David Maurice Joseph de Saint-Maurice de la Redorte, Generalmajor (* 20. Februar 1768 in Saint-Affrique; † 1. März 1833 in Paris). Er steht in der 36. Spalte (Mce MATHIEU).
- Antoine Maurin, Generalmajor (* 19. Dezember 1771 in Montpellier; † 4. Oktober 1830 in Paris). Er steht in der 40. Spalte.
- Jacques François Marc Mazas, Colonel, gefallen in der Schlacht bei Austerlitz, (* 25. April 1765 in Marseille; † 2. Dezember 1805 in Austerlitz). Er steht in der 18. Spalte.

#### Me bis Mi
- Philippe Romain Ménard oder Mesnard, Generalmajor (* 24. Oktober 1750 in Liancourt-Saint-Pierre; † 13. Februar 1810 in Paris). Er steht in der 25. Spalte (MENARD).
- Jacques-François Menou, Generalmajor (* 3. September 1750 in Boussay; † 13. August 1810 in Venedig). Er steht in der 24. Spalte.
- Pierre Hugues Victoire Merle, Generalmajor (* 26. August 1766 in Montreuil-sur-Mer; † 5. Dezember 1830 in Lambesc). Er steht in der 35. Spalte.
- Christophe Antoine Merlin, Generalmajor (* 27. Mai 1771 in Thionville; † 9. März 1839 in Paris). Er steht in der 30. Spalte.
- Eugène Antoine François Merlin, General (* 27. Dezember 1778 in Douai; † 31. August 1854 in Eaubonne). Er steht in der 29. Spalte (MERLIN, E.).
- Julien Augustin Joseph Mermet, Generalmajor (* 9. Mai 1772 in Le Quesnoy; † 28. Oktober 1837 in Paris). Er steht in der 8. Spalte.
- Jean-Baptiste Meusnier de la Place, Generalmajor und Wissenschafter, er fiel bei der Belagerung von Mainz (* 19. Juni 1754 in Tours; † 13. Juni 1793 in Mainz). Er steht in der 6. Spalte (MEUNIER).
- Claude Marie Meunier, Generalmajor (* 4. August 1770 in Saint-Amour; † 14. April 1846 in Paris). Er steht in der 30. Spalte (MEUNIER, C.).
- Louis Henri René Meynadier, General (* 8. Februar 1778 in Saint-André-de-Valborgne; † 3. Juli 1847 in Paris). Er steht in der 39. Spalte.
- Claude Ignace François Michaud, Generalmajor (* 28. Oktober 1751 in Chaux-Neuve; † 19. September 1835 in Luzancy). Er steht in der 13. Spalte.
- Claude-Étienne Michel, Generalmajor, gefallen in der Schlacht bei Waterloo (* 3. Oktober 1772 in Pointre; † 18. Juni 1815 in Waterloo). Er steht in der 10. Spalte.
- Édouard Jean-Baptiste Milhaud, Generalmajor (* 10. Juli 1766 in Arpajon-sur-Cère; † 8. Januar 1833 in Aurillac). Er steht in der 35. Spalte.
- Sextius Alexandre François de Miollis, Generalmajor (* 18. September 1759 in Aix-en-Provence; † 18. Juni 1828 in Aix-en-Provence). Er steht in der 25. Spalte.
- Pierre André Miquel, Brigadegeneral (* 20. Januar 1762 in Béziers; † 5. März 1819 in Béziers). Er steht in der 37. Spalte.
- Guillaume Mirabel, Brigadegeneral, gefallen in der Schlacht von Saint-Laurent-de-la-Mouga (* 29. August 1744 in Fitou; † 13. August 1794 in Saint-Laurent-de-la-Mouga). Er steht in der 38. Spalte.
- Francisco de Miranda, Brigadegeneral, Held der Unabhängigkeit von Venezuela (* 9. Juni 1756 in Caracas; † 14. Juli 1816 in Cádiz). Er steht in der 4. Spalte.
- François Mireur, General, ermordet von einem Araber (* 9. Februar 1770 in Escragnolles; † 9. Juli 1798 in Damanhour). Er steht in der 28. Spalte.
- Édouard Thomas de Burgues de Missiessy, Admiral (* 23. April 1756 in Toulon; † 24. März 1837 in Toulon). Er steht in der 1. Spalte.

#### Mo
- Gabriel Jean Joseph Molitor, Marschall von Frankreich (* 7. März 1770 in Hayange; † 28. Juli 1849 in Paris). Er steht in der 13. Spalte.
- Bon-Adrien-Jeannot de Moncey, Marschall von Frankreich (* 31. Juli 1754 in Moncey; † 20. April 1842 in Paris). Er steht in der 33. Spalte.
- Jacques de Monfort, Brigadegeneral (* 22. Juli 1770 in Sallanches; † 1. Januar 1824 in Paris). Er steht in der 2. Spalte.
- Jean-Charles Monnier oder Monier, Generalmajor (* 22. März 1758 in Cavaillon; † 30. Januar 1816 in Paris). Er steht in der 26. Spalte (MONIER).
- Louis-Pierre Montbrun, Generalmajor, gefallen in der Schlacht von Borodino (* 1. März 1770 in Florensac; † 7. September 1812 in Borodino). Er steht in der 15. Spalte.
- Louis Antoine Choin de Montgay de Montchoisy, Generalmajor (* 21. Juni 1747 in Grenoble; † 14. Juni 1814 in Genua). Er steht in der 8. Spalte (MONTCHOISY).
- Gabriel Gaspard Achille Adolphe Bernon de Montélégier, General (* 2. November 1780 in Romans-sur-Isère; † 2. November 1825 in Bastia). Er steht in der 29. Spalte (MONTÉLÉGIER).
- Anne-Pierre de Montesquiou-Fezensac, General (* 17. Oktober 1739 in Paris; † 30. Dezember 1798 in Paris). Er steht in der 23. Spalte.
- Raymond Aimery de Montesquiou-Fezensac, General (* 26. Februar 1784 in Paris; † 18. November 1867 auf Château de Mortier bei Tours). Er steht in der 12. Spalte (MONTESQUIOU-Fac).
- Aimé Sulpice Victor Pelletier de Montmarie, Brigadegeneral, starb nach einem Gefecht bei Wachau im Vorfeld der Völkerschlacht bei Leipzig (* 13. November 1772 in Boury-en-Vexin; † 2. November 1813 in Leipzig). Er steht in der 19. Spalte.
- Louis François Élie Pelletier de Montmarie, General (* 12. März 1771 in Boury-en-Vexin; † 17. Februar 1854 in Pontault-Combault). Er steht in der 40. Spalte (MONTMARIE, L.).
- Joseph Hélie Désiré Perruquet de Montrichard, Generalmajor (* 24. Januar 1760 in Thoirette; † 5. April 1828 in Straßburg). Er steht in der 7. Spalte (MONTRICHARD).
- Charles Antoine Louis Alexis Morand, Generalmajor (* 4. Juni 1771 in Largillat-Montbenoît; † 2. September 1835 in Paris). Er steht in der 15. Spalte.
- Jean Baptiste Molette de Morangiès, Brigadegeneral (* 24. November 1758 in Mas-de-Tence; † 21. Mai 1827 in Antibes). Er steht in der 30. Spalte (MORANGIES).
- Jean-Victor Moreau, Generalmajor, Sieger der Schlacht bei Hohenlinden, tödlich verwundet in der Schlacht um Dresden, (* 14. Februar 1763 in Morlaix; † 2. September 1813 in Laun). Er steht in der 13. Spalte.
- Jean René Moreaux, Generalmajor (* 14. März 1758 in Rocroi; † 11. Februar 1795 in Thionville). Er steht in der 13. Spalte.
- Annet Morio de L’Isle, Brigadegeneral (* 3. Januar 1779 in Chantelle; † 22. Februar 1828 in Vanves). Er steht in der 21. Spalte (MORIO DE LISLE).
- François Louis de Morlan, genannt Morland, Colonel, tödlich verwundet in der Schlacht bei Austerlitz (* 11. Juni 1771 in Souilly; † 5. Dezember 1805 in Brünn). Er steht in der 18. Spalte (MORLAND).
- Antoine Morlot, Generalmajor (* 5. Mai 1766 in Bousse; † 22. März 1809 in Bayonne). Er steht in der 6. Spalte.
- Adolphe Édouard Casimir Joseph Mortier, Marschall von Frankreich, gestorben bei einem Anschlag von Joseph Fieschi auf König Louis-Philippe I. (* 13. Februar 1768 in Cateau; † 28. Juli 1835 in Paris). Er steht in der 13. Spalte.
- Georges Mouton de Lobau, Marschall von Frankreich (* 21. Februar 1770 in Phalsbourg; † 27. November 1838 in Paris). Er steht in der 14. Spalte (MOUTON).
- Jacques Léonard Muller, Generalmajor (* 11. Dezember 1749 in Thionville; † 1. Oktober 1824 in Saintes). Er steht in der 33. Spalte.
- Joachim Murat, Marschall von Frankreich, Großherzog von Berg, König von Neapel (* 25. März 1767 in La Bastide-Fortunière heute Labastide-Murat; † 13. Oktober 1815 in Pizzo). Er steht in der 24. Spalte.
- Louis François Félix Musnier de la Converserie, Generalmajor (* 18. Januar 1766 in Longueville; † 16. November 1837 in Paris). Er steht in der 37. Spalte (MUSNIER).

### N
- Étienne Marie Antoine Champion de Nansouty, Generalmajor (* 30. Mai 1768 in Bordeaux; † 12. Februar 1815 in Paris). Er steht in der 16. Spalte.
- Louis Marie Narbonne-Lara, Generalmajor (* 23. August 1755 in Colorno, Provinz Parma; † 17. November 1813 in Torgau). Er steht in der 11. Spalte (NARBONNE).
- Gabriel Neigre, Generalmajor (* 28. Juli 1774 in La Fère; † 8. August 1847 in Villiers-sur-Marne). Er steht in der 10. Spalte.
- Michel Ney, Marschall von Frankreich, weigerte sich zu fliehen und wurde im Pariser Jardin du Luxembourg füsiliert. Napoléon nannte ihn der Tapferste der Tapferen. (* 10. Januar 1769 in Sarrelouis; † 7. Dezember 1815). Er steht in der 13. Spalte.
- Louis Marie d’Ayen de Noailles, General, tödlich verwundet beim Angriff des britischen Schiffes Hazard (* 17. April 1756 in Paris; † 7. Januar 1804 in Havanna). Er steht in der 40. Spalte.

### O
- Jean-Baptiste Oliviér, Generalmajor (* 25. Dezember 1765 in Straßburg; † 27. September 1813 auf Schloss Saint-André bei Witternesse). Er steht in der 7. Spalte (OLIVIER).
- Michel Ordener, Generalmajor (* 2. September 1755 in L’Hôpital; † 30. August 1811 in Compiègne). Er steht in der 31. Spalte.
- Louis Ordonneau, General (* 23. Juli 1770 in Saint-Maurice bei La Rochelle; † 29. September 1855 auf Château d’Andouillet bei Autouillet). Er steht in der 37. Spalte.
- Philippe-Antoine d’Ornano, Marschall von Frankreich (* 17. Januar 1784 in Ajaccio; † 13. Oktober 1863 in Paris). Er steht in der 12. Spalte.
- Charles Nicolas Oudinot, Marschall von Frankreich, er wurde 27-mal verwundet (* 25. April 1767 in Bar-le-Duc; † 13. September 1847 in Paris). Er steht in der 13. Spalte.

### P

#### Pa bis Ph
- Michel Marie Pacthod, Generalmajor (* 16. Januar 1764 in Saint-Julien-en-Genevois; † 24. März 1830 in Paris). Er steht in der 26. Spalte.
- Nicolas Augustin Paliard, genannt Paillard, Brigadegeneral (* 28. August 1756 in Donzy; † 1831 in Entrains-sur-Nohain). Er steht in der 6. Spalte (PAILLARD).
- Pierre Claude Pajol, Generalmajor (* 3. Februar 1772 in Besançon; † 20. März 1844 in Paris). Er steht in der 8. Spalte.
- Louis Partouneaux, Generalmajor (* 26. September 1770 in Romilly-sur-Seine; † 14. Januar 1835 in Menton). Er steht in der 26. Spalte.
- Marc Nicolas Louis Pécheux, Generalmajor (* 28. Januar 1769 in Bucilly; † 1. November 1831 in Paris). Er steht in der 37. Spalte.
- Jean-Jacques Germain Pelet-Clozeau, (* 15. Juli 1777 in Toulouse; † 20. Dezember 1858 in Paris). Er steht in der 19. Spalte (PELET).
- Pierre Pelleport, General (* 26. Oktober 1773 in Montréjeau; † 15. Dezember 1855 in Bordeaux). Er steht in der 19. Spalte.
- Jean-Baptiste Pelletier, General (* 16. Februar 1777 in Éclaron; † 27. Mai 1862 in Versailles). Er steht in der 9. Spalte (PELLETIER).
- Raymond Pierre Penne, Brigadegeneral (* 18. November 1770 in Coarraze; † 19. Juni 1815 in Bierge). Er steht in der 2. Spalte.
- Joseph Pépin, Brigadegeneral, gefallen in der Schlacht bei La Albuera (* 23. Mai 1765 in Pont-Saint-Esprit; † 16. Mai 1811 in Albuera). Er steht in der 38. Spalte (PEPIN).
- Pierre-François Percy, Chirurg (* 28. Oktober 1754 in Montagney; † 18. Februar 1825 in Paris). Er steht in der 10. Spalte.
- Catherine-Dominique de Pérignon, Marschall von Frankreich (* 31. Mai 1754 in Grenade; † 25. Dezember 1818 in Paris). Er steht in der 33. Spalte.
- Joseph Marie de Pernety, Generalmajor (* 19. Mai 1766 in Lyon; † 29. April 1856 in Paris). Er steht in der 21. Spalte.
- Jean-Baptiste Emmanuel Perrée, Admiral, gefallen an Bord der Généreux bei einem Gefecht vor Malta (* 19. Dezember 1761 in Saint-Valery-sur-Somme; † 18. Februar 1800 vor Malta). Er steht in der 24. Spalte.
- Claude-Louis Petiet, Kriegsminister und General (* 9. Februar 1749 in Châtillon-sur-Seine; † 25. Mai 1806 in Paris). Er steht in der 10. Spalte.
- Jean-Martin Petit, General (* 22. Juli 1772 in Paris; † 8. Juni 1856 in Paris). Er steht in der 8. Spalte.
- Armand Philippon, Generalmajor (* 28. August 1761 in Rouen; † 4. Mai 1836 in Paris). Er steht in der 37. Spalte.

#### Pi bis Pu
- Jean-Charles Pichegru, Generalmajor (* 16. Februar 1761 in Les Planches-près-Arbois; † 5. April 1804 in Paris). Er steht in der 3. Spalte.
- Cyrille-Simon Picquet, General (* 14. November 1774 in Lorient; † 2. September 1847 in Heidelberg). Er steht in der 32. Spalte.
- Jean Joseph Magdeleine Pijon, Brigadegeneral, tödlich verwundet in der Schlacht bei Magnano (* 7. September 1758 in Lavaur; † 5. April 1799 in Isola della Scala). Er steht in der 27. Spalte.
- Louis Antoine Pille, Generalmajor (* 14. Juli 1749 in Soissons; † 7. Oktober 1828 in Soissons). Er steht in der 35. Spalte.
- Hippolyte Marie Guillaume de Rosnyvinen de Piré, Generalmajor (* 31. März 1778 in Rennes; † 20. Juli 1850 in Paris). Er steht in der 2. Spalte (PIRÉ).
- Louis Auguste Marchand de Plauzonne, Brigadegeneral, gefallen in der Schlacht von Borodino (* 7. Juli 1774 in Fontainebleau; † 7. September 1812 in Borodino). Er steht in der 12. Spalte.
- Pierre Poinsot de Chansac, Generalmajor (* 7. Februar 1764 in Chalon-sur-Saône; † 30. Juli 1833 in Dijon). Er steht in der 8. Spalte (POINSOT).
- François Hilarion Point, Brigadegeneral, gefallen bei Popoli (* 14. April 1759 in Montélimar; † 24. Dezember 1798 in Popoli). Er steht in der 28. Spalte.
- Jean Étienne Casimir Poitevin de Maureilhan, Brigadegeneral (* 14. Juli 1772 in Montpellier; † 19. Mai 1829 in Metz). Er steht in der 29. Spalte (POITEVIN de Mlan).
- André Poncet, Generalmajor (* 30. Juli 1755 in Pesmes; † 23. Juli 1838 in Montmirey-le-Château). Er steht in der 6. Spalte.
- Józef Antoni Poniatowski, Marschall von Frankreich, er ertrank in der Weißen Elster beim Rückzug nach der Völkerschlacht bei Leipzig (* 7. Mai 1763 in Wien; † 19. Oktober 1813 bei Leipzig). Er steht in der 13. Spalte (PONIATOWSKY).
- Paul Jean-Baptiste Poret de Morvan, Brigadegeneral (* 14. April 1777 in Saint-Étienne-sous-Bailleul; † 17. Februar 1834 in Chartres). Er steht in der 9. Spalte.
- Jean Pierre Pouget, Generalmajor (* 5. Oktober 1761 in Pére; † 7. Februar 1825 in Montpellier). Er steht in der 27. Spalte.
- Claude Antoine Hippolyte de Préval, General (* 6. November 1776 in Salins; † 19. Februar 1853 in Paris). Er steht in der 40. Spalte.
- Claude Prost, Brigadegeneral (* 5. Februar 1764 in Auxonne; † 4. Juli 1834 in Paris). Er steht in der 2. Spalte.
- Charles Joseph Randon de Malboissière de Pully, Generalmajor (* 18. August 1751 in Paris; † 20. April 1832 in Paris). Er steht in der 4. Spalte (PULLY).
- Jacques Pierre Louis Puthod, Generalmajor (* 28. September 1769 in Bâgé-le-Châtel; † 31. März 1837 in Libourne). Er steht in der 1. Spalte.

### Q
- Pierre Quantin, Generalmajor (* 19. Juni 1759 in Fervaques; † 7. Februar 1824 in Coutances). Er steht in der 7. Spalte (QUENTIN).
- François Jean Baptiste Quesnel du Torpt, Generalmajor (* 18. Januar 1765 in Saint-Germain-en-Laye; † 8. April 1819 in Avranches). Er steht in der 37. Spalte (QUESNEL).
- Joachim Jérôme Quiot du Passage, General (* 9. Februar 1775 in Alixan; † 12. Januar 1849 in Passage). Er steht in der 22. Spalte (QUIOT).

### R

#### Ra bis Ri
- François Rambeaud, Brigadegeneral, gefallen bei der Belagerung von Akkon (* 20. Mai 1745 in Voiron; † 8. März 1799 in Akkon). Er steht in der 27. Spalte (RAMBAUD).
- Antoine-Guillaume Rampon, Generalmajor (* 16. März 1759 in Saint-Fortunat; † 2. März 1842 in Paris). Er steht in der 24. Spalte.
- Jean Rapp, Generalmajor (* 27. April 1771 in Colmar; † 8. November 1821 in Rheinweiler). Er steht in der 14. Spalte.
- Jean Nicolas Razout, Generalmajor (* 8. März 1772 in Paris; † 10. Januar 1820 in Metz). Er steht in der 21. Spalte.
- Honoré Charles Michel Joseph Reille, Marschall von Frankreich (* 1. September 1775 in Antibes; † 4. März 1860 in Paris). Er steht in der 34. Spalte.
- Marie-Antoine de Reiset, General (* 29. November 1775 in Colmar; † 25. März 1836 in Rouen). Er steht in der 32. Spalte.
- Victor Urbain Rémond, Brigadegeneral (* 15. Juli 1773 in Domfront; † 23. Dezember 1859 auf Château d’Hallaincourt in Parnes). Er steht in der 22. Spalte (RÉMOND, V.).
- Jean François Renaudin, Admiral (* 13. Juli 1750 in Gua; † 29. April 1809 in Gua). Er steht in der 40. Spalte.
- Jean Gaspard Pascal René, Brigadegeneral, bei lebendigen Leib verbrannt durch Guerilleros (* 20. Juni 1768 in Montpellier; † 29. August 1808 in La Carolina). Er steht in der 39. Spalte (RÉNÉ).
- Louis Emmanuel Rey, Generalmajor (* 22. September 1768 in Grenoble; † 18. Juni 1846 in Paris). Er steht in der 37. Spalte (Eel REY).
- Jean-Louis-Ebenezer Reynier, Generalmajor (* 14. Januar 1771 in Lausanne; † 27. Februar 1814 in Paris). Er steht in der 24. Spalte.
- Étienne Pierre Sylvestre Ricard, Generalmajor (* 31. Dezember 1771 in Castres; † 6. November 1843 auf Château de Varès in Recoules). Er steht in der 26. Spalte.
- Antoine Richepanse, Generalmajor (* 25. März 1770 in Metz; † 3. September 1802 in Basse-Terre). Er steht in der 14. Spalte (RICHEPANCE).
- Antoine Rigau, Brigadegeneral (* 14. Mai 1758 in Agen; † 4. September 1820 in New Orleans). Er steht in der 10. Spalte.
- Olivier Macoux Rivaud de la Raffinière, Generalmajor (* 10. Februar 1766 in Civray; † 19. Dezember 1839 in Angoulême). Er steht in der 21. Spalte (RIVAUD de la Rere).

#### Ro bis Ru
- Donatien-Marie-Joseph de Vimeur, vicomte de Rochambeau, Generalmajor, tödlich verwundet in der Völkerschlacht bei Leipzig (* 7. April 1755 in Paris; † 10. Oktober 1813 in Leipzig). Er steht in der 16. Spalte (ROCHAMBEAU).
- Joseph Rogniat, Generalmajor (* 9. November 1776 in Saint-Priest; † 8. Mai 1840 in Paris). Er steht in der 36. Spalte.
- François Roguet, Generalmajor (* 12. November 1770 in Toulouse; † 4. Dezember 1846 in Paris). Er steht in der 26. Spalte.
- César Antoine Roize, Brigadegeneral, gefallen in der Schlacht von Alexandria (* 8. Juli 1761 in Toulon; † 21. März 1801 in Alexandria). Er steht in der 30. Spalte.
- Jean-Louis Romeuf, Brigadegeneral, tödlich verwundet in der Schlacht von Borodino (* 26. September 1766 in La Voulte-Chilhac; † 9. September 1812 in Borodino). Er steht in der 20. Spalte.
- Claude du Campe de Rosamel, Admiral, Marineminister (* 25. Juni 1774 in Frencq; † 27. März 1848 in Paris). Er steht in der 17. Spalte (ROSAMEL).
- François Étienne de Rosily-Mesros, Admiral (* 13. Januar 1748 in Brest; † 11. November 1832 in Paris). Er steht in der 13. Spalte (ROSILY).
- Henri Rottembourg, Generalmajor (* 6. Juli 1769 in Phalsbourg; † 8. Februar 1857 in Montgeron). Er steht in der 10. Spalte.
- François Xavier Roussel, Brigadegeneral, gefallen in der Schlacht bei Heilsberg (* 3. Dezember 1770 in Charmes; † 10. Juni 1807 in Heilsberg in Ostpreußen). Er steht in der 20. Spalte.
- Nicolas François Roussel d’Hurbal, Generalmajor (* 7. September 1763 in Neufchâteau; † 25. März 1849 in Paris). Er steht in der 20. Spalte (ROUSSEL D'Hal).
- Marie François Rouyer, Generalmajor (* 2. März 1765 in Vouxey; † 10. August 1824 in Paris). Er steht in der 1. Spalte.
- François Amable Ruffin, Generalmajor, verwundet in der Schlacht von Barossa und verstorben in englischer Gefangenschaft (* 31. August 1771 in Bolbec; † 15. Mai 1811 in Portsmouth). Er steht in der 37. Spalte.
- Jean-Baptiste Dominique Rusca, Generalmajor, gefallen bei der Verteidigung von Soissons (* 27. November 1759 in La Brigue; † 14. Februar 1814 in Soissons). Er steht in der 25. Spalte.
- Charles Étienne François Ruty, Generalmajor (* 4. November 1774 in Besançon; † 24. April 1828 in Paris). Er steht in der 22. Spalte.

### S

#### Sa
- Louis Michel Antoine Sahuc, Generalmajor (* 7. Januar 1755 in Mello; † 24. Oktober 1813 in Frankfurt am Main). Er steht in der 7. Spalte.
- Jean Joseph François Sahuguet Damarzit de Laroche Generalmajor (* 12. Oktober 1756 in Brive-la-Gaillarde; † 26. Dezember 1802 in Tobago). Er steht in der 34. Spalte (SAHUGUET).
- Saint-Cyr Nugues, General (* 18. Oktober 1774 in Romans-sur-Isère; † 25. Juli 1842 in Vichy). Er steht in der 39. Spalte (St CYR NUGUES).
- Gilbert Joseph Martin Bruneteau de Sainte-Suzanne, Generalmajor (* 7. März 1760 in Poivre; † 26. August 1830 in Paris). Er steht in der 14. Spalte (Ste SUZANNE).
- Jean Marie Noël Delisle de Falcon de Saint-Geniès, General (* 25. Dezember 1776 in Montauban; † 26. Januar 1836 in Vernou). Er steht in der 22. Spalte (St GENIÉS).
- Antoine Louis Decrest de Saint-Germain, Generalmajor (* 8. Dezember 1761 in Paris; † 4. Oktober 1835 in Neuilly-sur-Seine). Er steht in der 1. Spalte.
- Louis-Vincent-Joseph Le Blond, Comte de Saint-Hilaire, Generalmajor, tödlich verwundet in der Schlacht bei Aspern (* 4. September 1766 in Ribemont; † 3. Juni 1809 in Wien). Er steht in der 25. Spalte (St HILAIRE).
- Louis Joseph Auguste Saint-Laurent, Generalmajor (* 29. Juni 1763 in Dunkerque; † 1. September 1832 in Paris). Er steht in der 27. Spalte.
- Raymond Gaspard de Bonardi de Saint-Sulpice, Generalmajor (* 23. Oktober 1761 in Paris; † 20. Juni 1835 in Paris). Er steht in der 31. Spalte (St SULPICE).
- Charles Saligny de San-Germano, Generalmajor (* 12. September 1772 in Vitry-le-François; † 25. Februar 1809 in Madrid). Er steht in der 36. Spalte (SALIGNY).
- Jean-Baptiste Salme, genannt François Salme, Brigadegeneral, gefallen bei der Belagerung von Tarragona (* 18. November 1766 in Aillianville; † 27. oder 28. Mai 1811 in Tarragona). Er steht in der 38. Spalte (SALM).
- Nicolas Antoine Sanson, Generalmajor (* 7. Dezember 1756 in Paris; † 29. Oktober 1824 in Passy-sur-Seine). Er steht in der 21. Spalte.
- Jacques-Thomas Sarrut, Generalmajor, tödlich verwundet in der Schlacht bei Vitoria, (* 16. August 1765 in Saverdun, 26. Juni 1813 in Vitoria-Gasteiz). Er steht in der 21. Spalte.
- Pierre François Sauret de la Borie, Generalmajor (* 23. März 1742 in Gannat; † 18. Juni 1818 in Gannat). Er steht in der 35. Spalte (SAURET).
- Anne-Jean-Marie-René Savary, duc de Rovigo, Generalmajor, Polizeiminister (* 26. April 1774 in Marcq; † 2. Juni 1833 in Paris). Er steht in der 14. Spalte (SAVARY).

#### Sc bis Se
- François Ignace Schaal, Generalmajor (* 5. Dezember 1747 in Sélestat; † 30. August 1833 in Sélestat). Er steht in der 14. Spalte.
- Balthasar Alexis Henri Antoine von Schauenburg, Generalmajor (* 31. Juli 1748 in Hellimer; † 1. September 1832 in Geudertheim). Er steht in der 23. Spalte (SCHAWEMBOURG).
- Barthélemy Louis Joseph Schérer, Generalmajor, Kriegsminister (* 18. Dezember 1747 in Delle; † 19. August 1804 in Chauny). Er steht in der 33. Spalte (SCHERER).
- Nicolas Schmitz, Brigadegeneral (* 11. April 1768 in Guessling-Hémering; † 8. Januar 1851 in Paris). Er steht in der 39. Spalte.
- Virgile Schneider, General, Kriegsminister, (* 22. März 1779 in Sarre-Union; † 11. Juli 1847 in Paris). Er steht in der 7. Spalte.
- Jean Adam Schramm, General (* 23. Dezember 1760 in Beinheim; † 12. März 1826 in Beinheim). Er steht in der 10. Spalte.
- Jean Paul Adam Schramm, General, Kriegsminister (* 1. Dezember 1789 in Arras; † 25. Februar 1884 in Paris). Er steht in der 19. Spalte (SCHRAMM, J.).
- Horace François Bastien Sébastiani de la Porta, Marschall von Frankreich (* 17. November 1772 in La Porta d’Ampugnani; † 20. Juli 1851 in Paris). Er steht in der 34. Spalte (SEBASTIANI).
- Philippe-Paul de Ségur, General (* 4. November 1780 in Paris; † 25. Februar 1873 in Paris). Er steht in der 12. Spalte.
- Jean-Baptiste Pierre de Semellé, Generalmajor (* 16. Juni 1773 in Metz; † 24. Januar 1839 in Château d’Urville bei Courcelles-Chaussy). Er steht in der 35. Spalte (SEMELE).
- Alexandre-Antoine Hureau de Senarmont, Generalmajor, gefallen bei der Belagerung von Cádiz, (* 21. April 1769 in Straßburg; † 26. Oktober 1810 in Cádiz). Er steht in der 38. Spalte (SENARMONT).
- Jean Mathieu Seras, Generalmajor (* 16. April 1765 in Oza; † 14. April 1815 in Grenoble). Er steht in der 25. Spalte.
- Pierre César Charles Guillaume de Sercey, Admiral (* 26. April 1753 in Jeu; † 10. August 1836 in Paris). Er steht in der 40. Spalte.
- Jean Nicolas Seroux de Fay, Generalmajor (* 3. Dezember 1742 in Paris; † 5. September 1822 in Compiègne). Er steht in der 1. Spalte (SEROUX).
- Jean Mathieu Philibert Sérurier, Marschall von Frankreich (* 8. Dezember 1742 in Laon; † 21. Dezember 1819 in Paris). Er steht in der 24. Spalte (SERURIER).
- Joseph Servan, genannt Servan de Gerbey, General (* 12. Februar 1741 in Romans; † 10. Mai 1808 in Paris). Er steht in der 33. Spalte (SERVAN).
- Philippe Eustache Louis Severoli, Generalmajor (* 1767 in Faenza; † 1822 in Fusignano in Italien). Er steht in der 36. Spalte.

#### Si bis Su
- Benoît Prosper Sibuet, Brigadegeneral, gefallen in der Hochwasser führenden Bober durch eine russische Kugel (* 9. Juni 1773 in Belley; † 29. August 1813 in Löwenberg in Schlesien). Er steht in der 30. Spalte.
- François Martin Valentin Simmer, Generalmajor (* 7. August 1776 in Rodemack; † 30. Juli 1847 in Clermont-Ferrand). Er steht in der 39. Spalte.
- Jean-Baptiste Solignac, Generalmajor (* 15. März 1773 in Millau; † 11. November 1850 in Montpellier). Er steht in der 35. Spalte.
- Nicolas Marie Songis des Courbons, Generalmajor (* 23. April 1761 in Troyes; † 27. Dezember 1810 in Paris). Er steht in der 15. Spalte (SONGIS).
- Jean Barthélemot de Sorbier, Generalmajor (* 17. November 1762 in Paris; † 23. Juli 1827 in Saint-Sulpice). Er steht in der 15. Spalte.
- Joseph Souham, Generalmajor (* 30. April 1760 in Lubersac; † 28. April 1837 in Versailles). Er steht in der 5. Spalte.
- Jérôme Soulès, Generalmajor (* 4. August 1760 in Lectoure; † 3. Oktober 1833 in Paris). Er steht in der 27. Spalte.
- Nicolas Jean-de-Dieu Soult, Generalmarschall von Frankreich, Kriegsminister, Ministerpräsident (* 29. März 1769 in Saint-Amans-La-Bastide; † 26. November 1851 auf Château de Soultberg in Saint-Amans-La-Bastide). Er steht in der 33. Spalte.
- Pierre Benoît Soult, Generalmajor (* 19. Juli 1770 in Saint-Amans-La-Bastide; † 7. Mai 1843 in Tarbes). Er steht in der 22. Spalte.
- Louis Ernest Joseph Sparre, Brigadegeneral (* 8. Juli 1780 in Paris; † 9. Juli 1845 in Paris). Er steht in der 5. Spalte.
- Henri Christian Michel Stengel, Generalmajor, tödlich verwundet in der Schlacht von Mondovì (* 11. Mai 1744 in Neustadt an der Weinstraße; † 28. April 1796 in Mondovì). Er steht in der 28. Spalte.
- Jean Baptiste Alexandre Stroltz, Brigadegeneral (* 6. August 1771 in Belfort; † 27. Oktober 1841 in Paris). Er steht in der 22. Spalte.
- Jacques Gervais, baron Subervie, Generalmajor (* 1. September 1776 in Lectoure; † 10. März 1856 auf Château de Parenchère in Ligueux). Er steht in der 30. Spalte.
- Louis Gabriel Suchet, Marschall von Frankreich (* 2. März 1770 in Lyon; † 3. Januar 1826 in Marseille). Er steht in der 33. Spalte.
- Jozef Sułkowski, Hauptmann, Adjutant von General im Italien- und Ägyptenfeldzug Napoléons, von Aufständischen getötet (17. Januar 1773 Posen; † 22. Oktober 1798 in Kairo). Er steht in der 28. Spalte (SULKOSKY).

### T
- Alexandre Camille Taponier, Generalmajor (* 2. Februar 1749 in Valence; † 14. April 1831 in Paris). Er steht in der 5. Spalte.
- Éloi-Charlemagne Taupin, Generalmajor, gefallen in der Schlacht von Toulouse (* 17. August 1767 in Barbery; † 10. April 1814 in Toulouse). Er steht in der 37. Spalte.
- Albert Louis Valentin Taviel, Generalmajor (* 17. Juni 1767 in Saint-Omer; † 16. November 1831 in Paris). Er steht in der 31. Spalte.
- François Antoine Teste, Generalmajor (* 19. November 1775 in Bagnols-sur-Cèze; † 8. Dezember 1862 in Angoulême). Er steht in der 8. Spalte.
- Pietro Teulié, Generalmajor, tödlich verwundet bei der Belagerung Kolbergs (* 3. Februar 1763 in Mailand; † 20. Juni 1807 in Kolberg). Er steht in der 17. Spalte.
- Jean Victor Tharreau, Generalmajor, tödlich verwundet in der Schlacht von Borodino (* 15. Januar 1767 in May-sur-Èvre; † 26. September 1812 in Moschaisk). Er steht in der 11. Spalte.
- Paul Charles François Adrien Henri Dieudonné Thiébault, Generalmajor, (* 14. Dezember 1769 in Berlin; † 14. Oktober 1846 in Paris). Er steht in der 35. Spalte (THIEBAULT).
- Jean Guillaume Barthélemy Thomières, Brigadegeneral, gefallen in der Schlacht von Salamanca (* 18. August 1771 in Sérignan; † 22. Juli 1812 Salamanca). Er steht in der 38. Spalte (THOMIERES).
- Pierre Thouvenot, Generalmajor (* 9. März 1757 in Toul; † 21. Juli 1817 in Orly). Er steht in der 30. Spalte.
- Jacques Louis François Delaistre Tilly, Generalmajor (* 2. Februar 1749 in Vernon; † 10. Januar 1822 in Paris). Er steht in der 4. Spalte.
- Louis Tirlet, Generalmajor (* 14. März 1771 in Moiremont; † 29. November 1841 in Fontaine-en-Dormois). Er steht in der 21. Spalte.
- Jean Pierre Travot, Generalmajor (* 7. Januar 1767 in Poligny; † 7. Januar 1836 in Paris). Er steht in der 34. Spalte.
- Anne François Charles Treillard oder Trelliard, Generalmajor (* 9. Februar 1764 in Parma; † 14. Mai 1832 in Paris). Er steht in der 11. Spalte.
- Amable Gilles Troude, Admiral (* 1. Juni 1762 in Cherbourg; † 1. Februar 1824 in Brest). Er steht in der 39. Spalte.
- Laurent Jean François Truguet, Admiral (* 10. Januar 1752 in Toulon; † 26. Dezember 1839 in Paris). Er steht in der 3. Spalte.
- Louis Marie Turreau de Garambouville oder Turreau de Linières, Generalmajor (* 4. Juli 1756 in Évreux; † 15. Dezember 1816 in Conches-en-Ouche). Er steht in der 15. Spalte (TURREAU).

### V

#### Va
- Éléonor-Zoa Dufriche de Valazé, General (* 12. Februar 1780 in Essay; † 26. März 1838 in Nizza). Er steht in der 29. Spalte (VALAZÉ).
- Sylvain-Charles Valée, Marschall von Frankreich (* 17. Dezember 1773 in Brienne-le-Château; † 15. August 1846 in Paris). Er steht in der 36. Spalte.
- Jean-Baptiste-Cyrus-Marie-Adélaïde de Timbrune de Thiembronne, Generalmajor (* 22. September 1757 in Agen; † 4. Februar 1822 in Paris). Er steht in der 4. Spalte (VALENCE).
- Jean Marie Mellon Roger Valhubert, Brigadegeneral, tödlich verwundet in der Schlacht bei Austerlitz (* 22. Oktober 1764 in Avranches; † 3. Dezember 1805 in Brünn). Er steht in der 18. Spalte (VALHUBERT).
- Jean-André Valletaux, Brigadegeneral, im Gefecht gefallen (* 23. November 1757 in Hiersac; † 23. Juni 1811 in Quintina del Rey). Er steht in der 32. Spalte.
- Louis Vallin, General (* 16. August 1770 in Dormans; † 25. Dezember 1854 in Paris). Er steht in der 12. Spalte.
- Joseph Sécret Pascal-Vallongue, Brigadegeneral, tödlich verwundet bei der Belagerung von Gaeta (* 14. April 1763 in Sauve; † 17. Juni 1806 in Castelleone). Er steht in der 28. Spalte.
- Dominique-Joseph René Vandamme, Generalmajor (* 5. November 1770 in Cassel; † 15. Juli 1830 in Cassel). Er steht in der 5. Spalte.
- Edme Martin Vandermaesen, Generalmajor, (* 11. November 1766 in Versailles; † 1. September 1813 in Ascain). Er steht in der 1. Spalte.
- Louis Vasserot, General (* 3. März 1771 in Champlay; † 8. Dezember 1840 in Paris). Er steht in der 9. Spalte.
- Claude Henri Belgrand de Vaubois, Generalmajor (* 1. Oktober 1748 in Longchamp-lès-Clairvaux; † 5. November 1839 in Beauvais). Er steht in der 24. Spalte.

#### Ve bis Vi
- Jean-Antoine Verdier, Generalmajor (* 2. Mai 1767 in Toulouse; † 30. Mai 1839 in Mâcon). Er steht in der 25. Spalte.
- Carel Hendrik Verhuell, Vizeadmiral (* 11. Februar 1764 in Doetinchem; † 25. Oktober 1845 in Paris). Er steht in der 1. Spalte.
- Honoré Vial, Generalmajor, gefallen in der Völkerschlacht bei Leipzig (* 22. Februar 1766 in Antibes; † 18. Oktober 1813 in Leipzig). Er steht in der 27. Spalte.
- Joseph Agricol Viala, Führer der kleinen Nationalgarde von Avignon, seinen Einsatz für den Sieg über die Föderalisten bei der Brücke von Bonpas bezahlte er mit seinem Leben (geboren 1780 in Avignon; † 8. Juli 1793 in Caumont-sur-Durance). Er steht in der 18. Spalte.
- Louis Joseph Vichery: Generalmajor (* 23. September 1767 in Frévent; † 22. Februar 1831 in Paris). Er steht in der 2. Spalte.
- Claude-Victor Perrin gen. Victor, Marschall von Frankreich (* 7. Dezember 1764 in Lamarche; † 1. März 1841 in Paris). Er steht in der 33. Spalte (VICTOR).
- Martin Vignolle, Generalmajor (* 18. März 1763 in Marsillargues; † 14. November 1824 in Paris). Er steht in der 21. Spalte.
- Louis Thomas Villaret de Joyeuse, Vizeadmiral (* 29. Mai 1748 in Auch; † 24. Juli 1812 in Venise). Er steht in der 4. Spalte (VILLARET Jse).
- Eugène-Casimir Villatte, Generalmajor (* 14. April 1770 in Longwy; † 14. Mai 1834 in Nancy). Er steht in der 2. Spalte.
- Jacques Pierre Orillard de Villemanzy, Generalmajor (* 5. Januar 1751 in Amboise; † 3. September 1830 in Versailles). Er steht in der 10. Spalte (VILLEMANSY).
- Pierre de Villeneuve, Admiral, er beging Selbstmord nach der Niederlage in der Schlacht von Trafalgar (* 31. Dezember 1763 in Valensole; † 22. April 1806 in Rennes). Er steht in der 13. Spalte.
- Henri Catherine Balthazard Vincent, General (* 22. Mai 1775 in Valenciennes; † 24. Dezember 1844 in Paris). Er steht in der 19. Spalte.

### W
- Frédéric Henri Walther, Generalmajor (* 20. Juni 1761 in Obenheim; † 24. November 1813 in Kusel). Er steht in der 16. Spalte.
- Pierre Watier, Generalmajor (* 4. September 1770 in Laon; † 3. Februar 1846 in Paris). Er steht in der 12. Spalte (WATHIER).
- François Isidore Wathiez, General (* 1. September 1777 in Versailles; † 24. Februar 1856 in Versailles). Er steht in der 19. Spalte.
- François Watrin, Generalmajor (* 29. Januar 1772 in Beauvais; † 22. November 1802 in Port-au-Prince). Er steht in der 6. Spalte.
- François Jean Werlé, Brigadegeneral, gefallen in der Schlacht bei La Albuera (* 6. September 1763 in Soultz-Haut-Rhin; † 16. Mai 1811 in Albuera). Er steht in der 38. Spalte (WERLE).
- Jean-Baptiste Philibert Willaumez, Admiral, (* 7. August 1761 in Palais (Belle-Île-en-Mer); † 17. Mai 1845 in Suresnes). Er steht in der 22. Spalte.
- Amédée Willot, Generalmajor (* 31. August 1755 in Belfort; † 17. Dezember 1823 in Santeny). Er steht in der 34. Spalte.
- Charles Victor Woirgard, genannt Beaugard oder Beauregard, Brigadegeneral, gefallen in der Schlacht von Valverde (* 16. Oktober 1764 in Metz; † 19. Februar 1810 in Valverde). Er steht in der 38. Spalte (BEAUREGARD).
- Marc François Jérôme Wolff, General (* 4. März 1776 in Straßburg; † 24. Oktober 1848 in Paris). Er steht in der 39. Spalte.

### Z
- Józef Zajączek, Generalmajor (* 1. November 1752 in Kamjanez-Podilskyj; † 18. Juli 1826 in Warschau). Er steht in der 26. Spalte (ZAYONSCHECK).